# Айвазовский, Иван Константинович
Ива́н Константи́нович Айвазо́вский, Гайвазовский (арм. Հովհաննես Այվազյան, Ованнес Айвазян; 17 [29] июля 1817, Феодосия, Таврическая губерния, Российская империя — 19 апреля [2 мая] 1900, там же) — русский живописец и график, один из самых известных маринистов XIX века, коллекционер и меценат. Живописец Главного морского штаба (с 1844), действительный тайный советник. Академик (с 1845), профессор (с 1847) и почётный член (с 1887) Императорской Академии художеств; почётный иностранный член ряда художественных обществ европейских стран. Младший брат историка и архиепископа Армянской церкви Габриэла Айвазовского.

## Происхождение рода

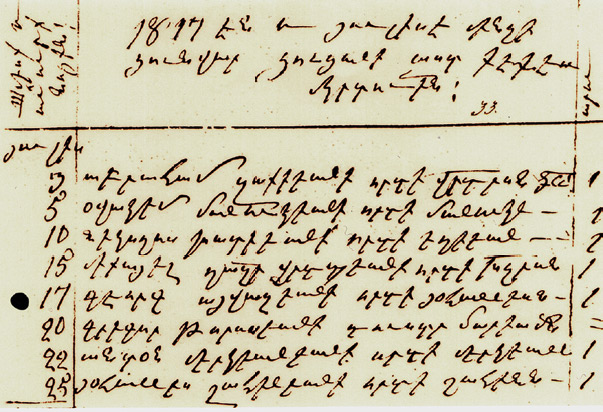
17: «Ованес, сын Геворга Айвазяна» — выписка на армянском языке из метрической книги Феодосийской церкви Сурб Саркис о рождении и крещении И. К. Айвазовского

Ованнес (Иван) Константинович Айвазовский родился в армянской семье купца Геворка (Константина) и Рипсиме Айвазян. 17 (29) июля 1817 года священник Армянской церкви города Феодосии сделал запись о рождении «Ованнеса, сына Геворка Айвазяна». Предки Айвазовского были из армян, которые переселились в Галицию из Западной Армении в XVIII веке. Известно, что дедушку художника звали Григор Айвазян, бабушку — Ашхен, а его родственники владели крупной земельной собственностью в районе Львова, однако никаких документов, более точно описывающих его происхождение, не сохранилось. Его отец Константин (Геворк) и после переселения в Феодосию писал фамилию на польский манер: «Гайвазовский». Сам Айвазовский в автобиографии говорит об отце, что тот из-за ссоры со своими братьями в юности переселился из Галиции в Дунайские княжества (Молдавию или Валахию), где занялся торговлей, а оттуда в Феодосию.

## Биография

### Детство и учёба

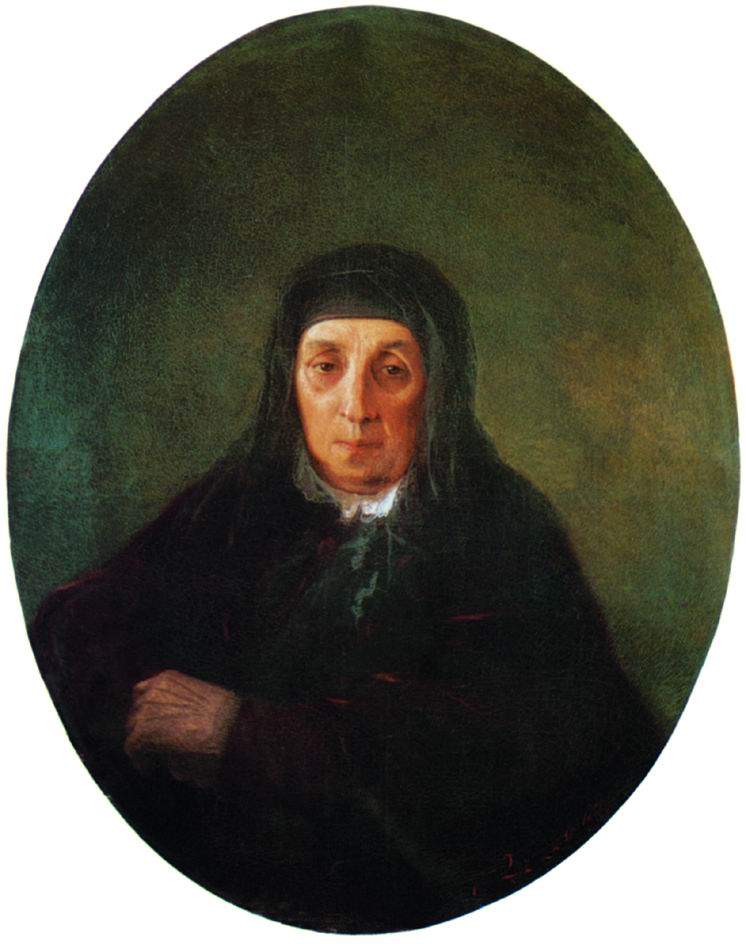
Портрет Ашхен Айвазян, бабушки живописца. 1858. Холст, масло. 92 × 73 см (овал). Картинная галерея имени И. К. Айвазовского, Феодосия

Отец художника Константин Григорович Айвазовский (1771—1841) после переселения в Феодосию женился на местной армянке Рипсиме (1784—1860), и в этом браке родились три дочери и два сына — Ованнес (Иван) и Саргис (впоследствии стал монахом и в монашестве принял имя Габриэл). Первоначально торговые дела Айвазовского шли успешно, но во время эпидемии чумы 1812 года он разорился.
Иван Айвазовский с детства обнаружил художественные и музыкальные способности: в частности, он самостоятельно научился играть на скрипке. Первый свой рисунок — парусник — он нарисовал углём на стене дома в возрасте 8 лет; родители поддержали сына и, несмотря на трудное материальное положение семьи, отец купил ему карандаши и бумагу. Феодосийский архитектор Яков Христианович Кох, первым обративший внимание на художественные способности мальчика, дал ему и первые уроки мастерства. Кох также всячески помогал юному Айвазовскому, периодически даря ему карандаши, бумагу, краски. Он также рекомендовал феодосийскому градоначальнику Александру Ивановичу Казначееву обратить внимание на юное дарование. Помогал развиваться будущему художнику и директор Феодосийского музея древностей С. М. Броневский. Одновременно с учёбой несколько лет Иван работал «мальчиком» и скрипачом в местной кофейне. После окончания феодосийского уездного училища Айвазовского зачислили в симферопольскую гимназию благодаря помощи Казначеева, который в то время уже стал поклонником таланта будущего художника. В гимназии учителем рисования Айвазовского стал Иоганн-Людвиг Гросс (художник и отец художника Ф. Гросса) который дал ему рекомендацию в Императорскую Академию художеств. Айвазовский был принят на казённый счёт в Академию художеств Санкт-Петербурга.
Айвазовский приехал в Санкт-Петербург 28 августа 1833 года. Первоначально он учился в пейзажном классе у Максима Воробьёва. В 1835 году за пейзажи «Вид на взморье в окрестностях Петербурга» и «Этюд воздуха над морем» получил серебряную медаль и был определён помощником к модному французскому маринисту Филиппу Таннеру. Учась у Таннера, Айвазовский, несмотря на запрет последнего работать самостоятельно, продолжал писать пейзажи и представил пять картин на осенней выставке Академии художеств 1836 года («Вид части Кронштадта с идущим на парусах пушечнымм кораблём, в бурлящую погоду», «Вид парохода „Геркулес“, идущего  посредством паровой машины, при бурливой погоде», «Моряки-чухонцы, стоящие на берегу», «Два мальчика на ловле рыбы удою», «Мальчики, играющие в бабки»). Работы Айвазовского получили благожелательные отзывы критики. Таннер пожаловался на Айвазовского Николаю I, и по распоряжению царя все картины Айвазовского были сняты с выставки. Художник был прощён лишь через полгода и определён в класс батальной живописи к профессору Александру Зауервейду для занятий морской военной живописью. Проучившись в классе Зауервейда всего несколько месяцев, в сентябре 1837 года Айвазовский получил Большую золотую медаль за картину «Штиль». Учитывая особые успехи Айвазовского в учении, было принято необычное для Академии решение — выпустить Айвазовского из Академии на два года раньше положенного срока и отправить его на два лета в Крым для натурных работ, а зимой ему предписывалось заниматься в натурном классе Академии, а затем — в командировку за границу на шесть лет.

### Крым и Европа (1838—1844)

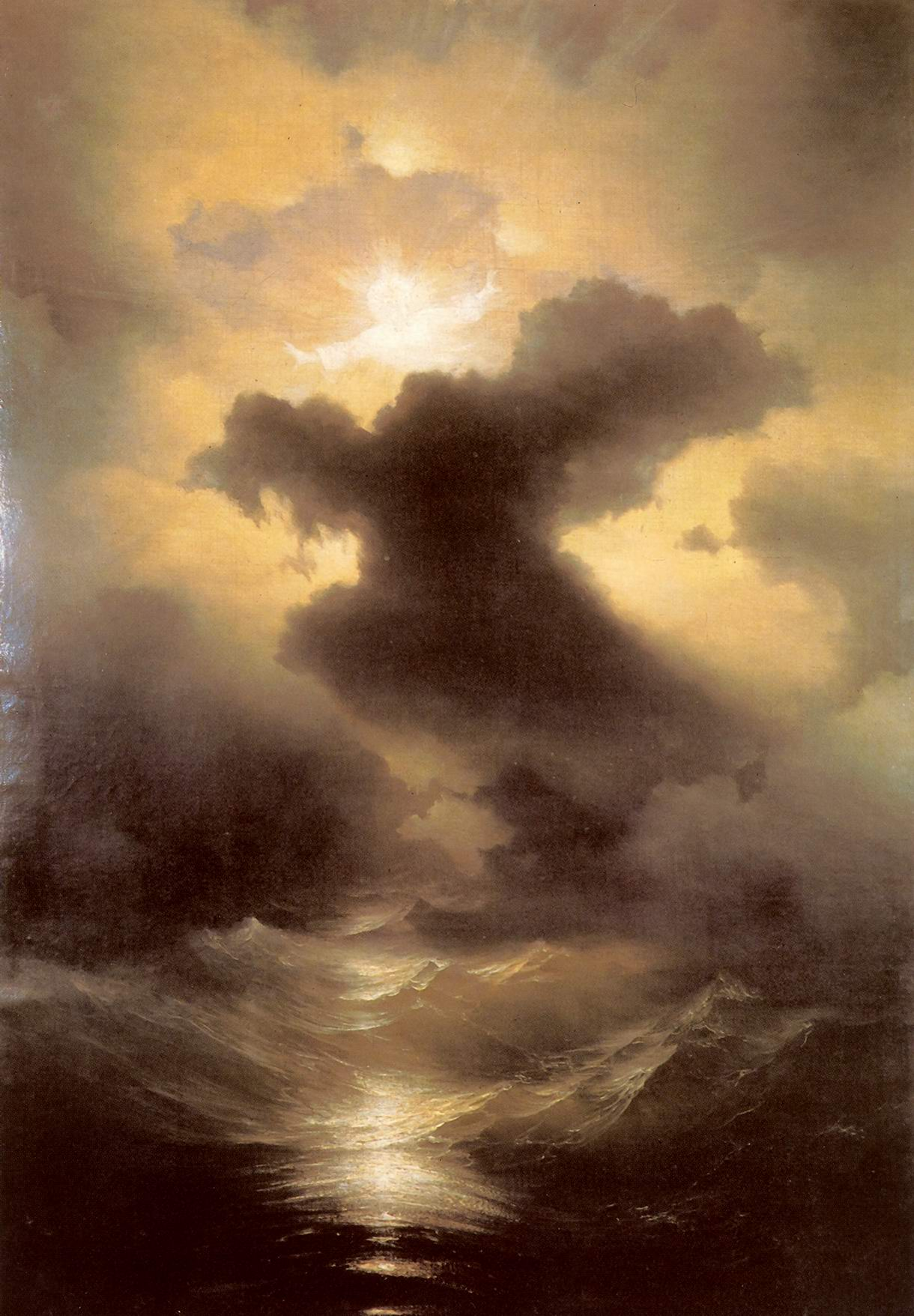
Хаос. Сотворение мира. 1841

Весной 1838 года художник отправился в Крым, где провёл два лета. Он не только писал морские пейзажи, но и занимался батальной живописью, участвовал в военных действиях на побережье Черкесии, где, наблюдая с берега за высадкой десанта в долине реки Шахе, сделал наброски для картины «Десант отряда в долине Субаши», написанной позже по приглашению начальника Кавказской прибрежной линии генерала Н. Н. Раевского (младшего). Картину приобрёл русский император Николай I и, покровительствуя молодому таланту, пожелал использовать его для изображения подвигов флота. Тогда же знакомство с адъютантом Раевского Львом Сергеевичем Пушкиным зародило у Айвазовского замысел серии картин из времени пребывания А. С. Пушкина на Чёрном море (реализован позднее частично). В конце лета 1839 года вернулся в Санкт-Петербург, где 23 сентября получил аттестат об окончании Академии, свой первый чин и личное дворянство. В это же время сблизился с кругом Карла Брюллова и Михаила Глинки. 

23 сентября 1839 г.

Санкт-Петербургская императорская Академия художеств в силу своего устава, властью, от монарха ей данною, воспитанника своего Ивана Гайвазовского, обучавшегося в оной с 1833 года в живописании морских видов, окончившего курс своего учения, за его хорошие успехи и особливо признанное в нём добронравие, честное и похвальное поведение, возводя в звание художника, уравняемого по всемилостивейшее данной Академии привилегии с 14-м классом и наградя его шпагою, удостаивает с потомками его в вечные роды пользоваться правами и преимуществами, той высочайшею привилегией таковым присвоенными. Дан сей аттестат в Санкт-Петербурге за подписанием Президента Академии и с приложением большой её печати.
В июле 1840 года Айвазовский и его товарищ по пейзажному классу Академии Василий Штернберг отправились в Рим. По дороге они останавливались в Венеции и Флоренции. В Венеции Айвазовский познакомился с Н. В. Гоголем, а также на острове Св. Лазаря после многих лет разлуки встретился со своим братом Габриэлом, который жил в монастыре на острове. Айвазовский оставил в подарок монахам одну из своих работ на библейскую тему — картину «Хаос. Сотворение мира», написанную под влиянием его итальянского знакомства с А. А. Ивановым.
Художник долгое время работал в Южной Италии, в частности, в Сорренто, и выработал свою манеру работы, которая заключалась в том, что он работал на открытом воздухе лишь короткие промежутки времени, а в мастерской восстанавливал пейзаж, оставляя широкий простор для импровизации. Ещё одна картина на тему сотворения мира под названием «Хаос» была куплена папой Григорием XVI, который также наградил Айвазовского золотой медалью.
В целом, творчеству Айвазовского в Италии сопутствовал успех, как у критиков (в частности, о его работах высоко отозвался Уильям Тёрнер), так и коммерческий. За свои картины он получил золотую медаль Парижской академии художеств. К нему пришла европейская известность.
В начале 1842 года Айвазовский через Швейцарию и долину Рейна отправился в Голландию, оттуда отплыл в Англию, а позже посетил Париж, Португалию и Испанию. В Бискайском заливе корабль, на котором плыл художник, попал в бурю и едва не затонул, так что в парижских газетах появились сообщения о его гибели. Осенью 1844 года 27-летний художник вернулся в Россию.

### Дальнейшая карьера

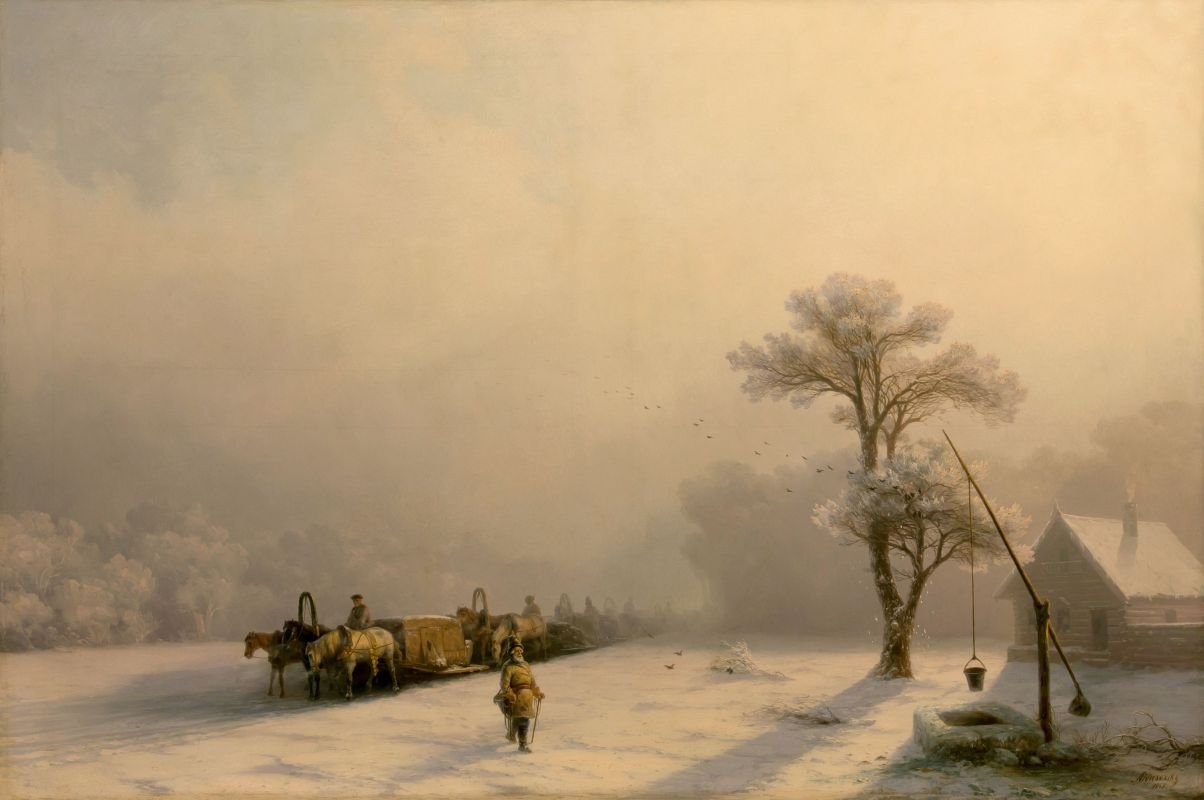
Зимний обоз в пути (1857)

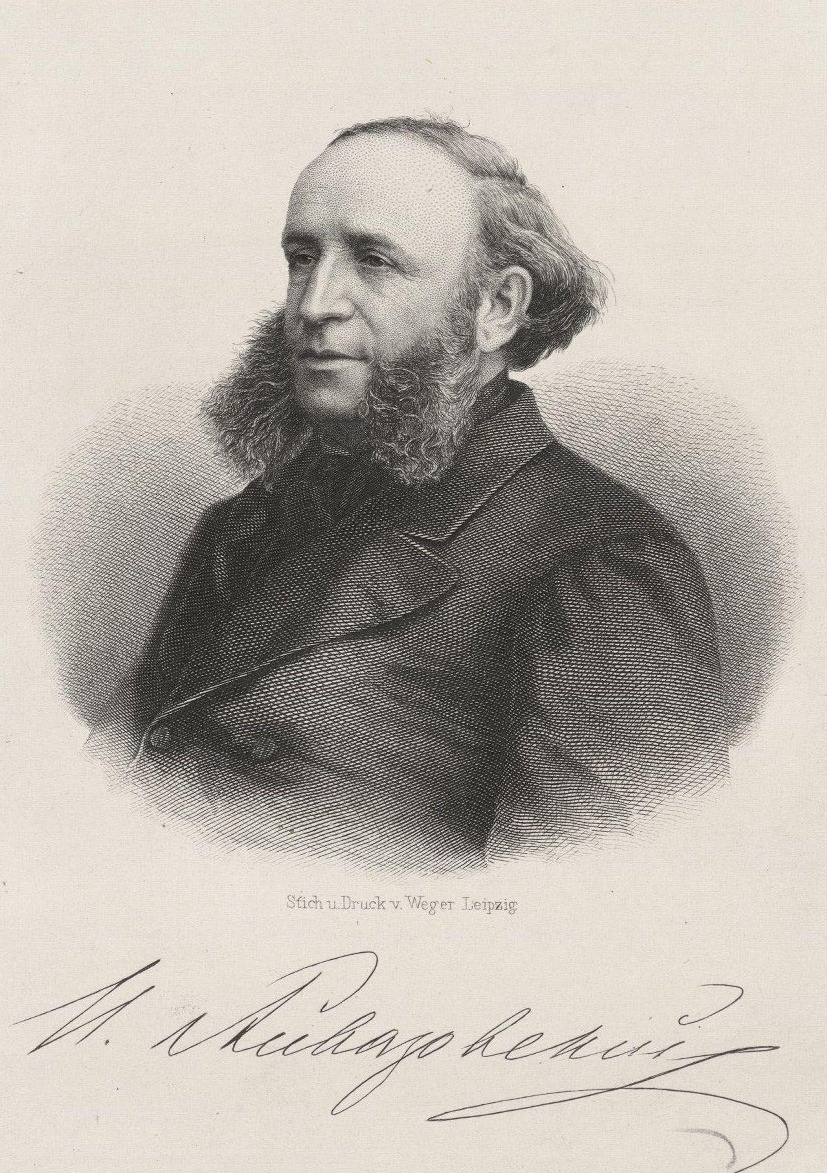
Портрет Айвазовского. Гравюра 1860—1870-х гг.

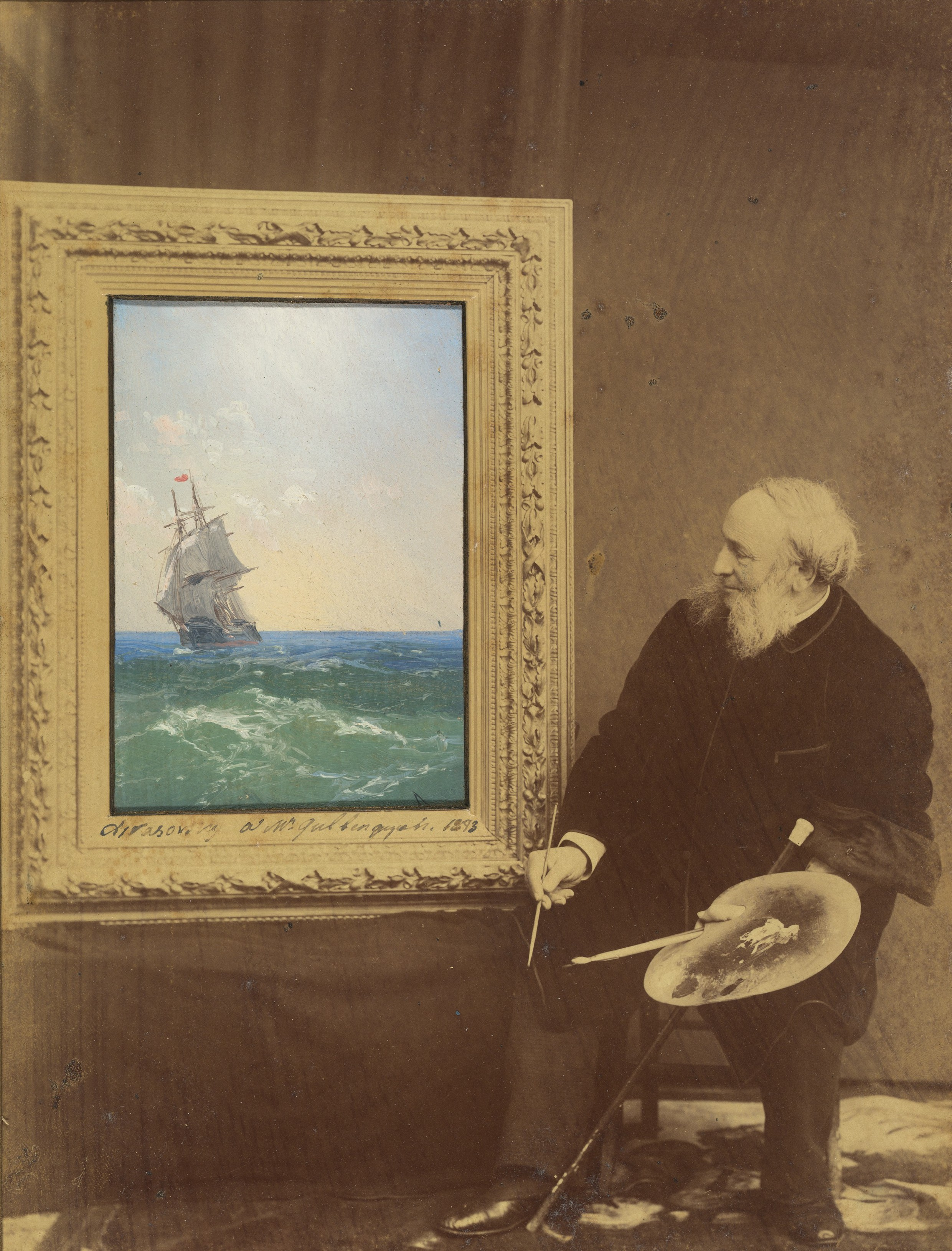
За работой, 1893 год

В октябре 1844 года Айвазовский становится живописцем Главного морского штаба России с правом ношения морского мундира, а с 1847 года — профессором Петербургской Академии художеств; он состоял также в европейских академиях художеств Амстердама (первая избрала его своим членом в 1844 году), а затем Рима, Парижа, Флоренции, Штутгарта.
Айвазовский знаменит в основном своими морскими пейзажами и сражениями, но этим его творчество не ограничивалось. Художник создал серию портретов крымских прибрежных городов, изображал степи Малороссии, которые наблюдал во время многочисленных поездок из Феодосии в Санкт-Петербург. Писал картины на библейские и исторические темы. Писал Айвазовский и портреты, но, не считая себя отличным портретистом, художник брался писать лишь близких ему людей. Так были написаны портреты бабушки, родителей, жены и брата Габриэла, градоначальника Феодосии Казначеева, генерала Лорис-Меликова и флотоводца Лазарева.
Во время Крымской войны дважды посетил осаждённый Севастополь.
В 1857 году для художественной выставки в Париже Айвазовский создал серию из четырёх пейзажей «Богатства России», за которую первым из русских художников получил французский орден Почётного легиона. Одна из работ серии, «Зимний обоз в пути», находится в Смоленской художественной галерее; местонахождение трёх остальных неизвестно.
Айвазовский на протяжении всей жизни много путешествовал. Художник побывал во многих странах Европы, неоднократно ездил в Константинополь, бывал и на Кавказе.
Присутствовал на открытии Суэцкого канала. На российским пароходе «Генерал Коцебу» вошёл в канал 4 (17) ноября 1869 года. В составе делегации на борту парохода находились официальные лица, депутаты, журналисты и, в том числе, художник-маринист И. К. Айвазовский с младшей дочерью Жанной. Под впечатлением этого события Айвазовским была написана картина «Суэцкий канал» (1869) и ряд других пейзажей Египта.
Из каждой поездки художник привозил темы для новых картин; так, например, после посещения Египта, была написана картина «Великая пирамида в Гизе».
В 1892 году художник в возрасте 75 лет вместе с женой посетил Соединённые Штаты Америки, после чего он написал картину Ниагарский водопад.
12 апреля 1895 года И. К. Айвазовский, возвращаясь из Нахичевани-на-Дону, где он встречался с Мкртичем Хримяном (1820—1907), верховным патриархом и католикосом всех армян, заехал к своему старому знакомому Я. М. Серебрякову в Таганрог. Таганрогскому паломническому приюту с часовней Императорского православного палестинского общества, местным представителем которого был Ипполит Ильич Чайковский (брат композитора), Айвазовский подарил свою картину «Хождение по водам», которая была размещена в часовне.
Карьера Айвазовского была очень успешной. Художник был награждён многими орденами и получил чин действительного тайного советника (II класс Табели о рангах), что соответствовало званию адмирала. В 1864 году ему было пожаловано потомственное дворянство.

### В Феодосии

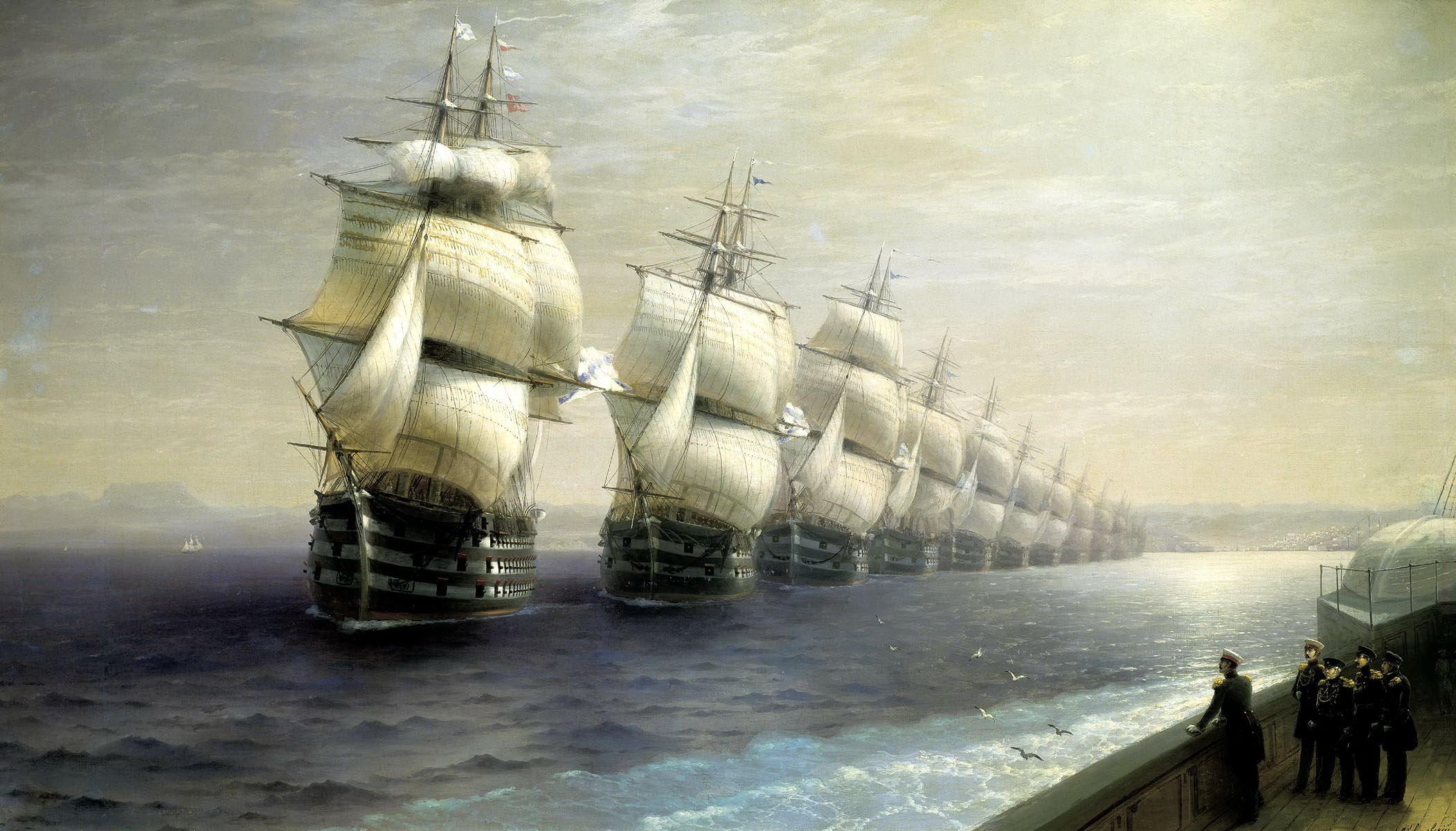
Смотр Черноморского флота в 1849 году (первым идёт флагман «12 Апостолов»)

Осенью 1845 года, после завершения плавания с адмиралом Литке, Айвазовский обратился в Главный морской штаб и Академию художеств с просьбой продлить пребывание в Крыму для окончания начатых работ; и получил разрешение остаться до следующего мая. Но в том же году Айвазовский начинает строительство своего дома на городской набережной и обосновывается в Феодосии. Айвазовский много путешествовал, часто, иногда по нескольку раз в год, уезжал в Санкт-Петербург, но домом своим считал Феодосию. «Мой адрес — всегда в Феодосии», сообщал он в письме Павлу Михайловичу Третьякову.
Кроме дома в Феодосии, художник впоследствии обзавёлся имением в близлежащей деревне Шейх-Мамай, имел небольшой дом в Судаке, где иногда играл на скрипке под аккомпанемент на рояле композитора А. А. Спендиарова, который владел дачей в Судаке.
Айвазовский активно занимался делами Феодосии, её благоустройством, способствовал процветанию города. Его влияние на феодосийскую жизнь было огромно. Художник открыл в Феодосии школу искусств и картинную галерею, превратив Феодосию в один из центров живописной культуры на юге России и подготовив формирование своеобразной школы живописцев крымской природы (Киммерийская школа живописи), инициировал постройку городского концертного зала, заботился об устройстве в Феодосии библиотеки.
Весной 1846 года 6 военных кораблей во главе с флагманом черноморского флота «Двенадцать апостолов» под командованием впоследствии прославленного флотоводца В. А. Корнилова (на тот момент капитана 1-го ранга) прибыли в Феодосию, чтобы поздравить Айвазовского, отмечавшего своё возвращение в родной город и первое десятилетие своего творчества. На празднике также присутствовали адмирал М. П. Лазарев и А. И. Казначеев, который поддерживал художника в юности.
Позже, в начале 1890-х годов Айвазовский по своему проекту и на личные средства возвёл фонтан памяти градоначальника Феодосии А. И. Казначеева (в 1940-х годах фонтан был утрачен).

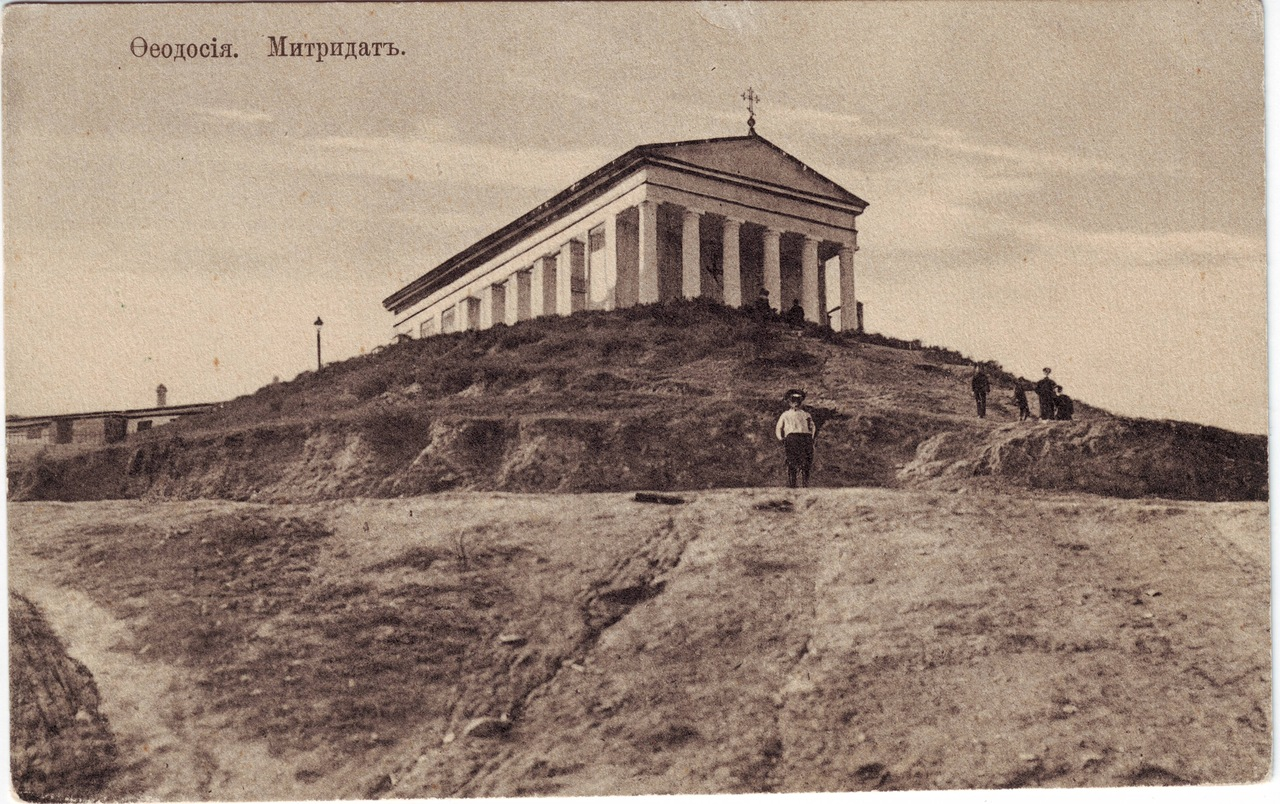
Музей древностей на горе Митридат (до 1941)

Айвазовский интересовался археологией, занимался вопросами охраны памятников Крыма, руководил раскопками более 90 курганов (часть найденных в них предметов хранится в Эрмитаже). На свои средства и по собственному проекту построил на горе Митридат новое здание для Феодосийского музея древностей с мемориалом П. С. Котляревского (здание музея взорвали отступающие из Крыма советские войска в 1941 году; мемориал также был утрачен). За заслуги перед археологией Айвазовский был избран действительным членом Одесского общества истории и древностей.
Айвазовский был инициатором строительства железной дороги «Феодосия — Джанкой», построенной в 1892 году. Выступал за расширение Феодосийского порта, публиковал открытые письма, где обосновывал преимущества строительства порта в Феодосии. В итоге в 1892—1894 годах в Феодосии был построен самый большой в Крыму торговый порт.
В 1886 году Феодосия испытывала сильную нехватку воды. «Не будучи в силах далее оставаться свидетелем страшного бедствия, которое из года в год испытывает от безводья население родного города, я дарю ему в вечную собственность 50 тыс. вёдер в сутки чистой воды из принадлежащего мне Субашского источника», — так писал в своём обращении к городской думе Иван Айвазовский в 1887 году. Субашский источник находился в имении Шах-Мамай, неподалёку от Старого Крыма, в 25 верстах от Феодосии. В 1887 году были начаты работы по прокладке водопровода, благодаря которому вода пришла в город. В парке у набережной по проекту художника построили фонтан, воду из которого местные жители получали бесплатно. В одном из писем Айвазовский сообщал: «Фонтан в восточном стиле так хорош, что ни в Константинополе, ни где-либо я не знаю такого удачного, в особенности, в пропорциях». Архитектура фонтана создана на основе фонтана в Константинополе. Сейчас фонтан носит имя Айвазовского.
В 1880 году художник открыл в своём доме выставочный зал, где выставлял свои картины, которые не должны были покинуть Феодосию, а также недавно завершённые работы. Этот год официально считается годом создания Феодосийской картинной галереи, которую художник завещал родному городу.
Текст завещания Айвазовского гласил:

Моё искреннее желание, чтобы здание моей картинной галереи в городе Феодосии со всеми в ней картинами, статуями и другими произведениями искусства, находящимися в этой галерее, составляли полную собственность города Феодосии, и в память обо мне, Айвазовском, завещаю галерею городу Феодосии, моему родному городу.
Айвазовский стал первым, кому было присвоено звание почётного гражданина города Феодосии.

### Последние годы жизни

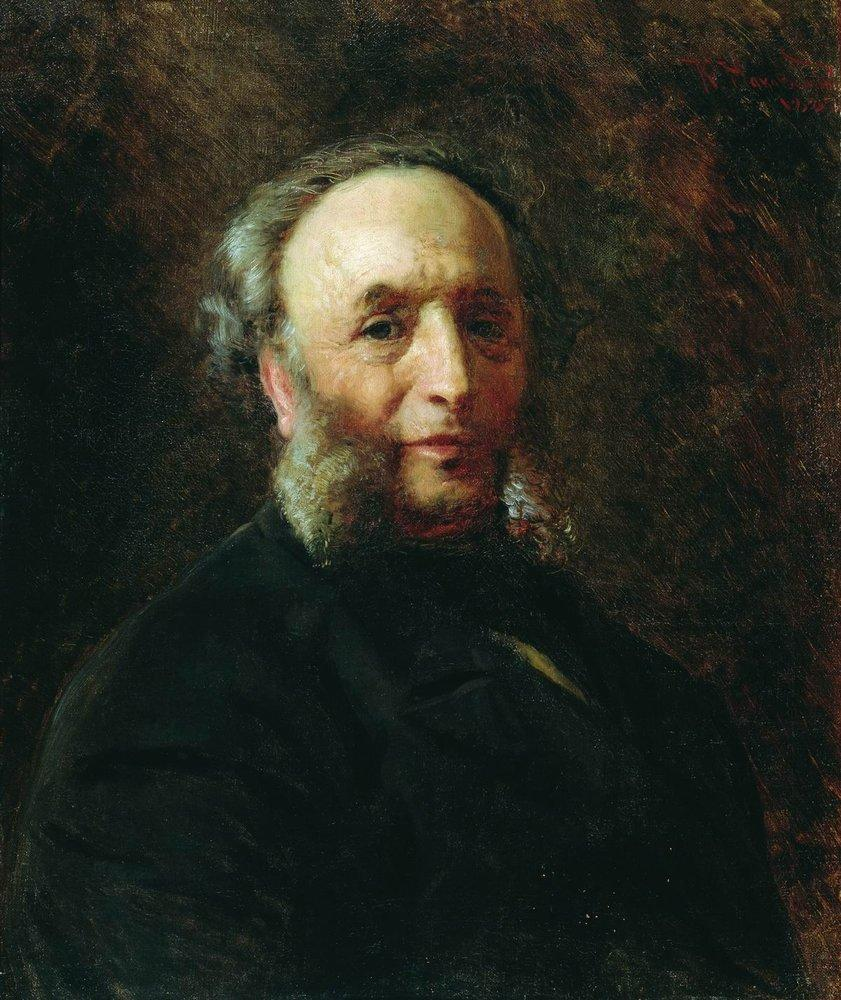
К. Е. Маковский. «Портрет И. К. Айвазовского», 1887 г.

Описание внешности художника в последние годы его жизни оставил преподаватель Феодосийской мужской гимназии Ю. А. Галабутский, близко наблюдавший Айвазовского

Его фигура очень внушительно выделялась из среды присутствовавших. Он был невысокого роста, но очень крепкого телосложения; его лицо бюрократического склада, с пробритым подбородком и седыми баками, оживлялось небольшими карими, живыми и проницательными глазами, бросался в глаза большой выпуклый лоб, прорезанный морщинами и значительно уже облысевший.
Айвазовский был вообще не мастер говорить. В его речи заметён был нерусский акцент, говорил он несколько затруднённо и не плавно, растягивая слова и делая довольно продолжительные паузы; но он говорил со спокойною важностью человека, который заботится не о том, как сказать, а лишь о том, что сказать.— Юрий Галабутский. И. К. Айвазовский. По личным воспоминаниям
В 1888 году И. К. Айвазовского посетил А. П. Чехов:

22 июля, Феодосия.

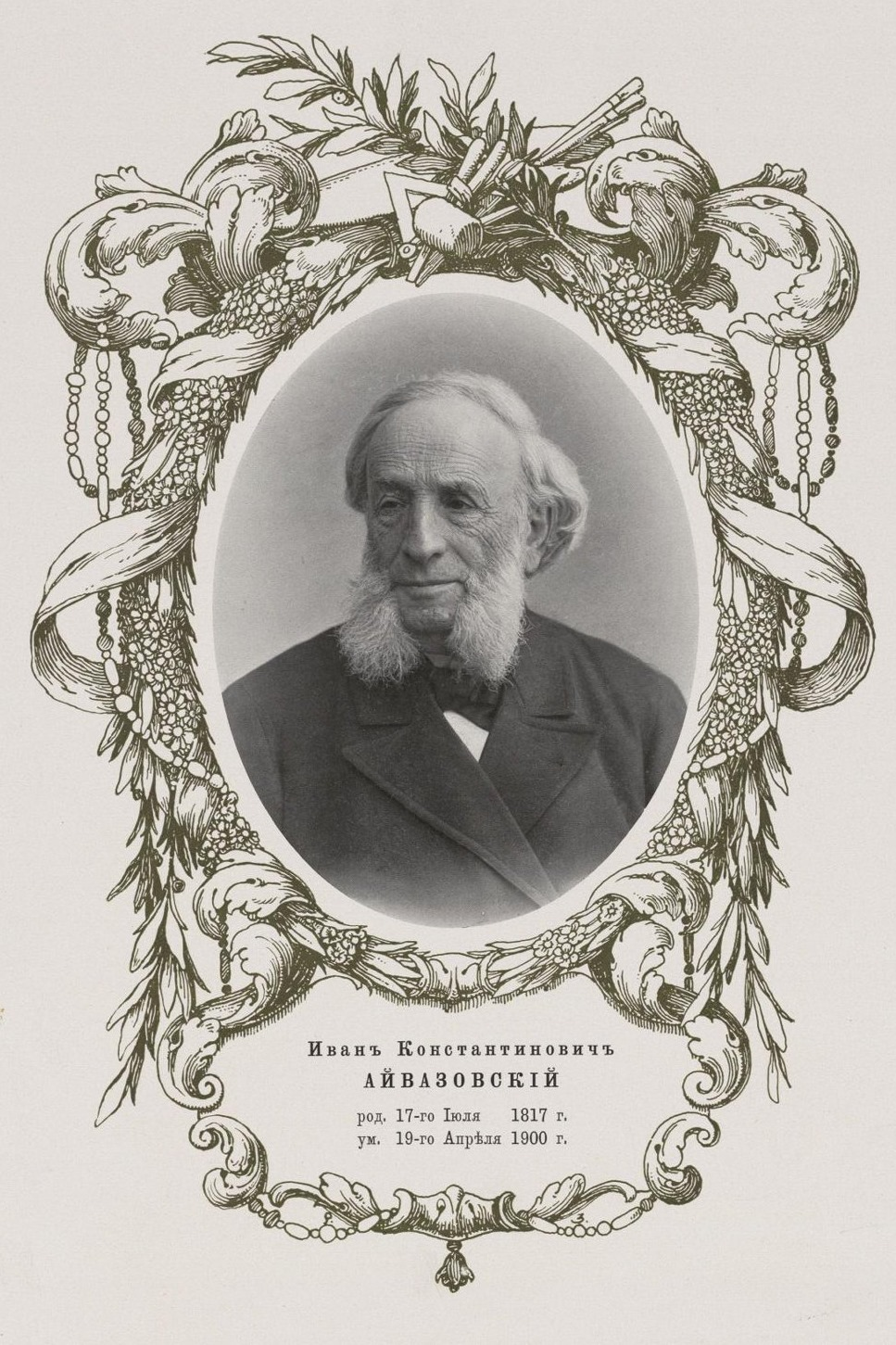
Портрет Айвазовского, 1903 г.

Вчера я ездил в Шах-Мамай, именье Айвазовского, за 25 верст от Феодосии. Именье роскошное, несколько сказочное; такие имения, вероятно, можно видеть в Персии. Сам Айвазовский, бодрый старик лет 75, представляет собой помесь добродушного армяшки  с заевшимся архиереем; полон собственного достоинства, руки имеет мягкие и подаёт их по-генеральски. Недалек, но натура сложная и достойная внимания. В себе одном он совмещает и генерала, и архиерея, и художника, и армянина, и наивного деда, и Отелло. Женат на молодой и очень красивой женщине, которую держит в ежах. Знаком с султанами, шахами и эмирами. Писал вместе с Глинкой «Руслана и Людмилу». Был приятелем Пушкина, но Пушкина не читал. В своей жизни он не прочёл ни одной книги. Когда ему предлагают читать, он говорит: «Зачем мне читать, если у меня есть свои мнения?» Я у него пробыл целый день и обедал.

Перед самой смертью Айвазовский написал картину «Морской залив»; а в последний день жизни начал писать картину «Взрыв турецкого корабля», которая осталась незаконченной. В общей сложности за свою жизнь Айвазовский написал больше шести тысяч картин и устроил около 125 персональных выставок в России и за рубежом.

### Смерть
Иван Константинович Айвазовский умер 19 апреля (2 мая по новому стилю) 1900 года в своём родном городе Феодосия в возрасте 82 лет.
В соответствии со своим завещанием Айвазовский был похоронен во дворе феодосийской средневековой армянской церкви Сурб Саркис (Святого Саркиса).
В 1903 году вдова художника Анна Бурназян установила на могиле мужа надгробие в форме саркофага из цельного блока белого мрамора. На одной из сторон саркофага на древнеармянском языке написаны слова историка V века Мовсеса Хоренаци: «Մահկանացու ծնեալ անմահ զիւրն յիշատակ եթող» — «Рождённый смертным, оставил по себе бессмертную память» и дальше на русском — «Профессоръ Иванъ Константиновичъ АЙВАЗОВСКІЙ 1817—1900».

## Семья

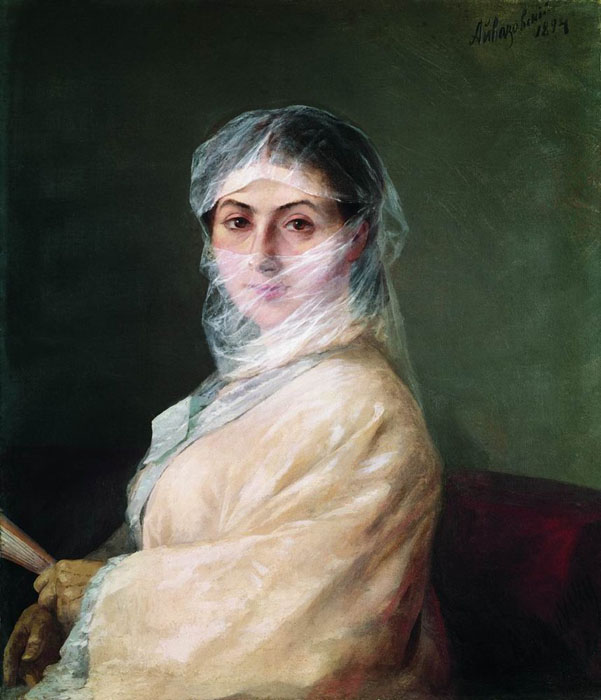
Портрет Анны Саркисовой-Бурназян. И. К. Айвазовский, 1882

В 1848 году Айвазовский женился. Его первой женой стала англичанка Юлия Яковлевна Гревс, дочь врача, находившегося на службе в российской армии в звании штабс-доктора. У них родились четыре дочери: Елена, Мария, Александра и Жанна. После 12 лет совместной жизни супруга ушла от него, однако их брак был расторгнут лишь в 1877 году. Причиной развода стало систематическое физическое насилие Айвазовского над женой. Несколько внуков Айвазовского также стали известными художниками.
Дети
- Елена (1849—1918)[41] + Пелопид Латри
  - Михаил Пелопидович Латри, художник. После революции эмигрировал.
  - Александр Латри (с благословения Николая II единственный из внуков получил разрешение носить фамилию живописца).
  - София Латри + (1) Новосельский + (2) князь Иверико Микеладзе
    - Ольга Новосельская + Стефан Асфорд Сенфорд. Сын: Генри Сенфорд
    - Гаяне Микеладзе
- Мария (Мариам) (1851—?)[42] + Вильгельм Львович Ганзен
  - Юлия (1874—1907)
  - Алексей Васильевич Ганзен, художник-маринист. После революции эмигрировал. + Олимпиада
- Александра (1852—1908)[43] + Михаил Лампси. Семья жила в Феодосии и занимала правую часть дома Айвазовского.
  - Николай Лампси + Лидия Соломс. С 1907 по 1909 год — директор Картинной галереи в Феодосии. Дети: Михаил, Ирина, Татьяна
  - Иван Лампси
- Жанна (1858—1922)[44] + К. Н. Арцеулов
  - Николай Константинович Арцеулов, кораблестроитель и художник-маринист. После революции эмигрировал.
  - Константин Константинович Арцеулов, русский пилот и художник-иллюстратор.

Второй женой Айвазовского стала армянка Анна Никитична (Мкртичевна) Саркисова-Бурназян (1856—1944). Художник увидел свою будущую жену на похоронах её мужа, известного феодосийского купца, в 1882 году. Красота молодой вдовы поразила Айвазовского. Спустя год они поженились. Анна Бурназян была на 40 лет моложе своего мужа. В галерее хранится портрет Анны Никитичны, написанный Айвазовским.
Айвазовский говорил, что его брак с Анной в 1882 году ещё больше «приблизил его со своей нацией», имея в виду армянскую нацию.
Анна Никитична пережила своего мужа на 44 года и умерла в Симферополе во время немецкой оккупации Крыма.

## Творчество

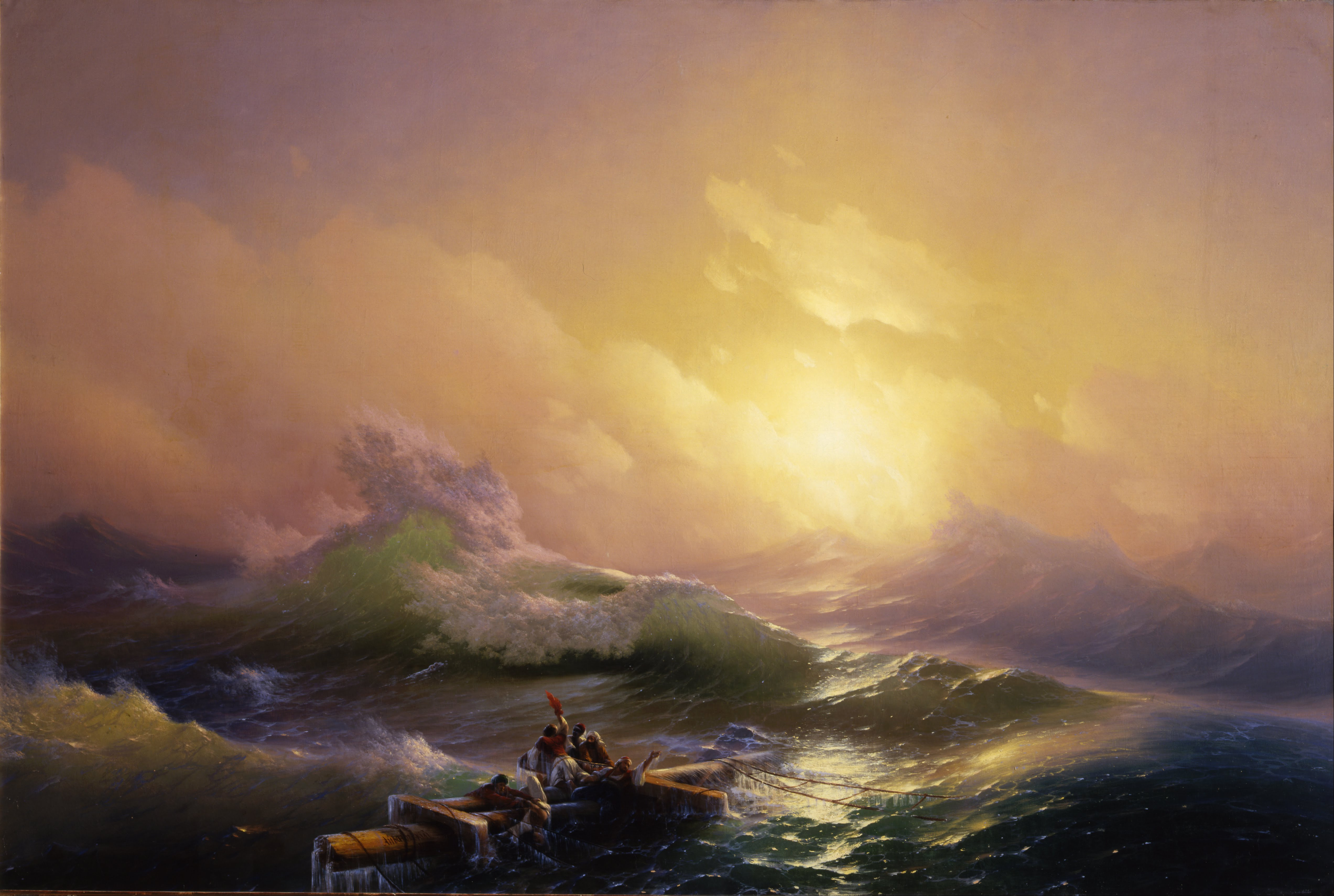
И. К. Айвазовский. Девятый вал. 1850

Айвазовский был в первую очередь маринистом. Зачастую сюжет картины является лишь предлогом для написания морских волн, как, например, на картине «Наполеон на острове Святой Елены», где фигура Наполеона занимает ничтожно малое пространство на холсте. Метод работы художника заключался в том, что он не писал своих картин с натуры, а восстанавливал их по памяти, с помощью схематичных рисунков.
В 1845 году морская географическая экспедиция под руководством Ф. П. Литке, в составе которой был Айвазовский, отправилась к берегам Малой Азии. Тогда Константинополь покорил художника. После окончания экспедиции он написал большое количество работ, в том числе и с видами Константинополя.
Конец сороковых и первая половина пятидесятых годов XIX века ознаменовались рядом крупных для художника событий, оказавших решающее влияние на дальнейшее развитие его творчества и на судьбу самой Феодосии: женитьба в 1848 году, постройка в Феодосии художественной мастерской (школы живописи в Крыму), первые археологические раскопки в Феодосии в 1853 году. В 1850 году он пишет знаменитую картину «Девятый вал», находящуюся сейчас в Государственном Русском музее. Она явилась не только синтезом его творчества за предшествующее десятилетие, но и самым ярким произведением романтического направления в русской живописи.

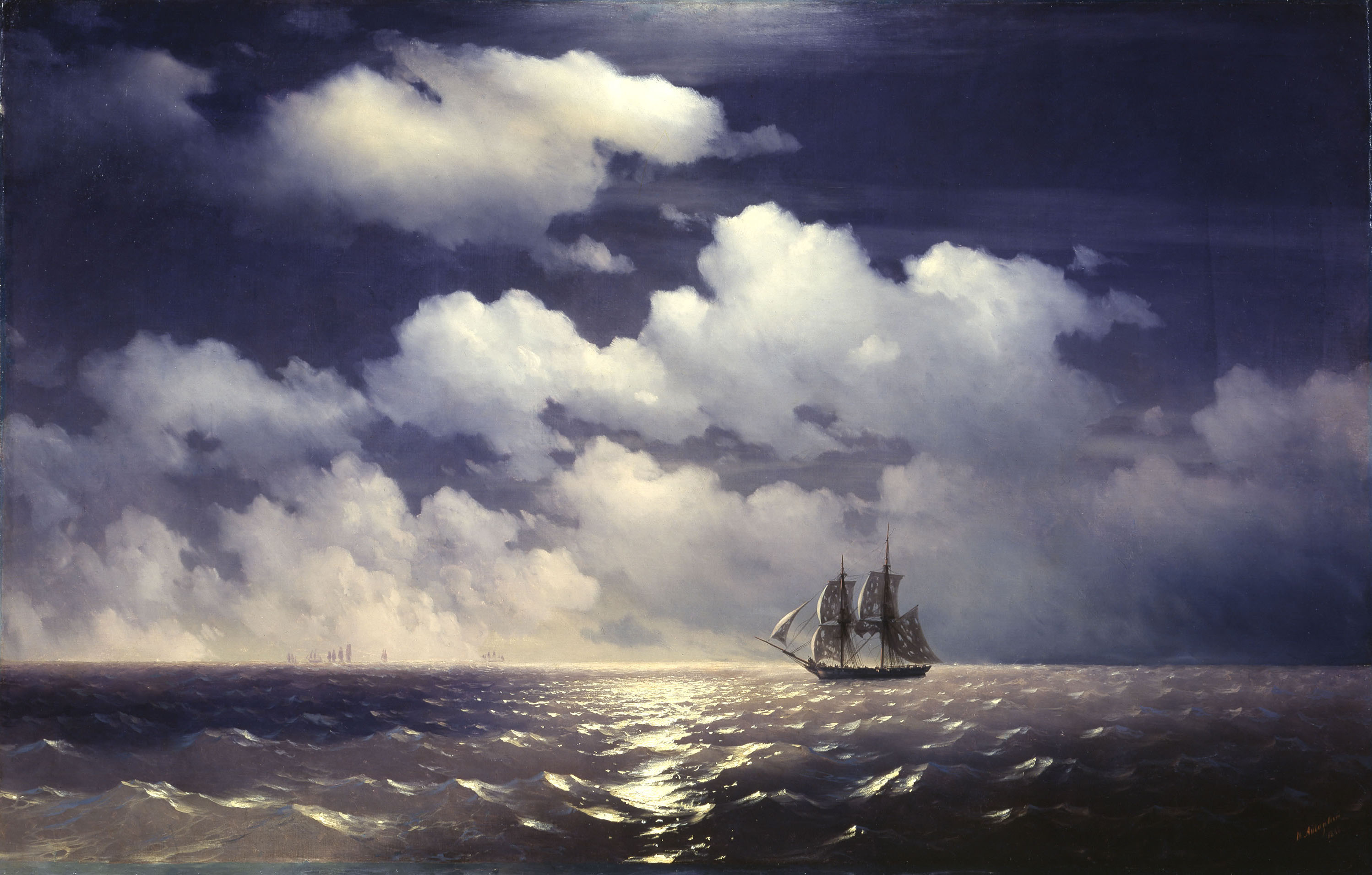
Бриг «Меркурий» после победы над двумя турецкими кораблями встречается с русской эскадрой. 1848

Свою третью поездку в Константинополь И. К. Айвазовский совершает в 1874 году. На многих художников Константинополя в то время оказало влияние его творчество. Особенно это видно в маринистике М. Дживаняна. Братья Геворк и Ваген Абдуллахи, Мелькоп Телемакю, Ховсеп Саманджиян, Мкртыч Мелькисетикян позже вспоминали, что Айвазовский также оказал значительное влияние на их творчество. Одна из картин Айвазовского была подарена Саркис-беем (Саркисом Баляном) султану Абдул-Азизу. Картина настолько понравилась султану, что он сразу заказал художнику десять полотен с видами Константинополя и Босфора. Во время работы над этим заказом Айвазовский постоянно бывал во дворце султана, подружился с ним и в результате написал не десять, а около тридцати различных полотен.
Айвазовский первый среди русских художников (задолго до организации «Товарищества передвижных выставок») стал устраивать выставки картин не только в Санкт-Петербурге и Москве, но и в столицах европейских государств, а также во многих провинциальных городах России: Симферополе, Одессе, Николаеве, Риге, Киеве, Варшаве, Харькове, Херсоне, Тифлисе и других.
Высокую оценку творчеству художника давали многие его современники, а художник И. Н. Крамской писал: «…Айвазовский, кто бы и что ни говорил, есть звезда первой величины, во всяком случае; и не только у нас, а в истории искусства вообще…». Император Николай I заявлял: «Что бы ни написал Айвазовский — будет куплено мною».
Однако далеко не все из нескольких тысяч картин художника получали положительные отзывы у критиков. Его упрекали в повторяемости и излишней красочности сюжетов. Достоевский сравнивал преувеличенную эффектность пейзажей художника и скорость, с которой он производил на свет свои «закаты» и «восходы», с писательской производительностью А. Дюма. Но при этом тот же Достоевский отмечал: «Буря под Евпаторией Айвазовского так же изумительно хороша, как все его бури, и здесь он мастер — без соперников, здесь он вполне художник. В его буре есть упоение, есть та вечная красота, которая поражает зрителя в живой, настоящей буре».
Сам художник отмечал: «Я нарочно повторяю сюжеты, чтобы исправить прежние, замеченные иногда только мной недостатки».

Морские пейзажи
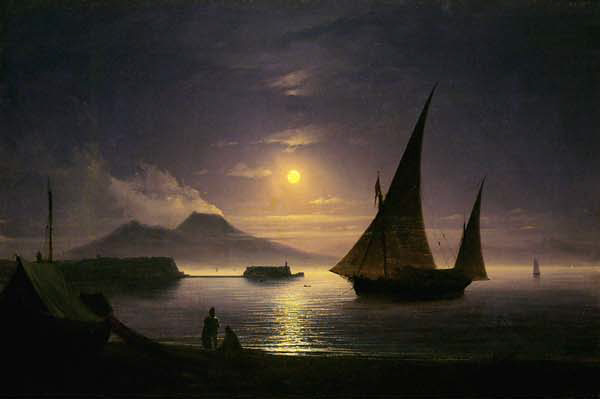
Неаполитанский залив
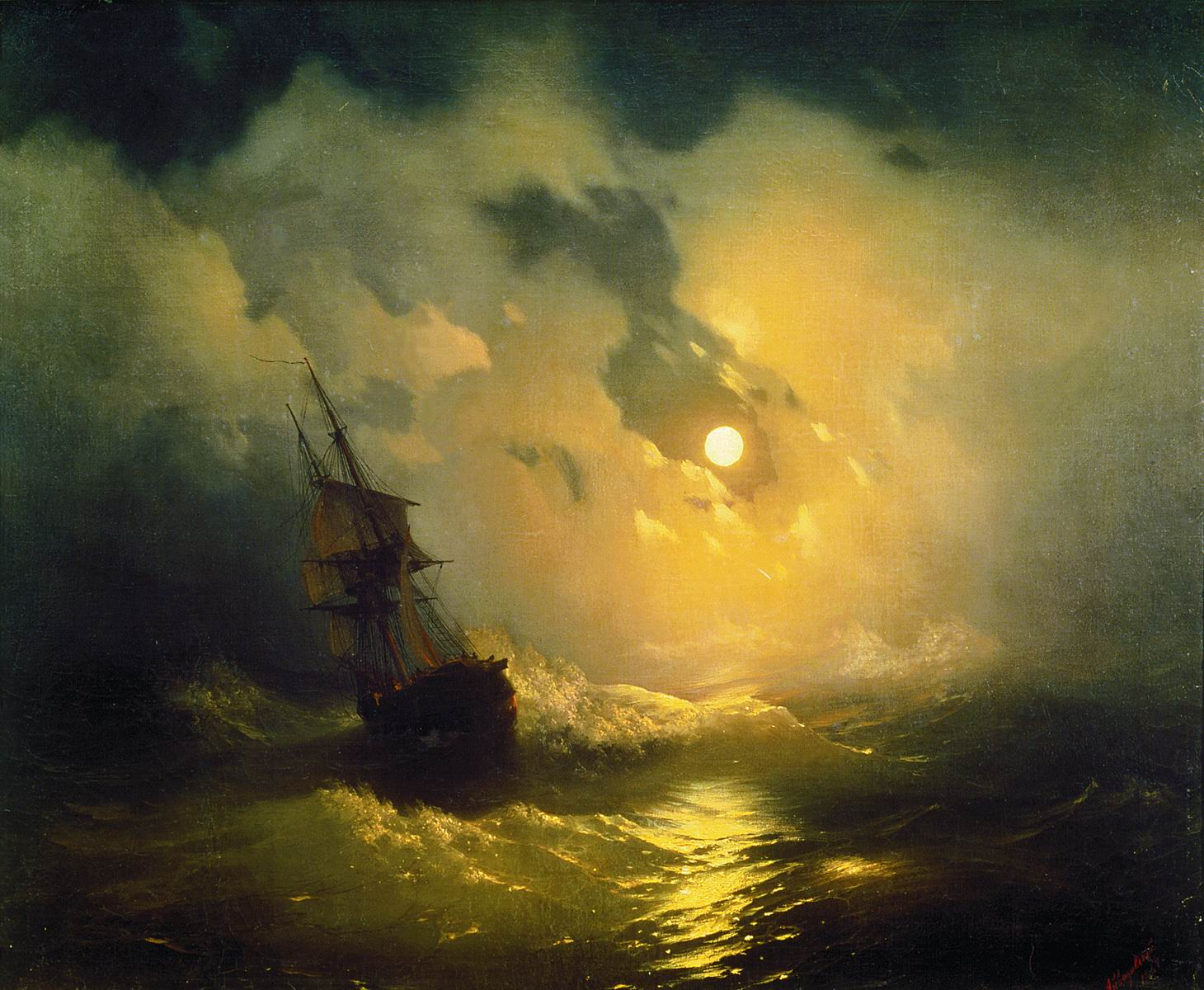
Буря на море ночью (1849)
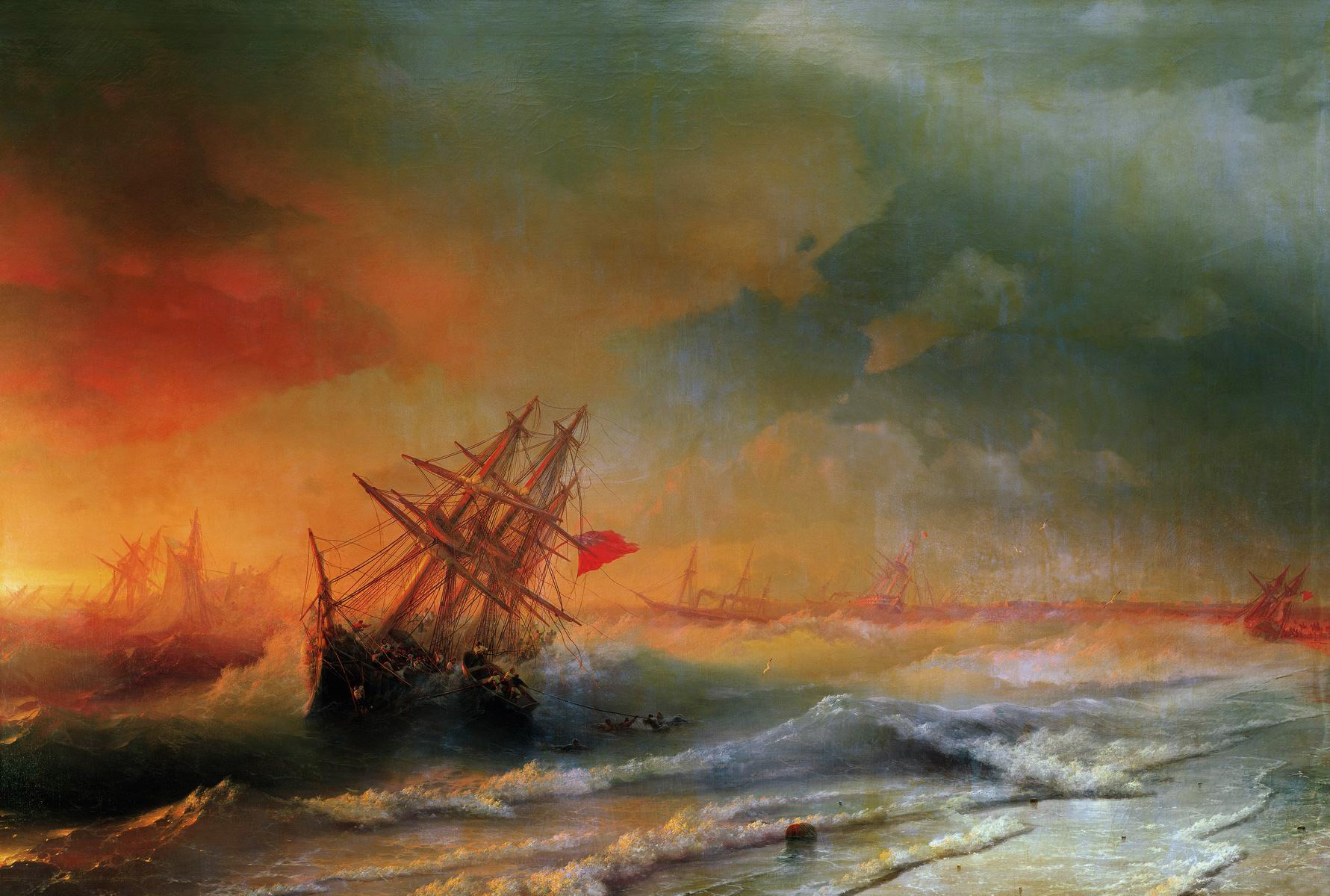
Буря над Евпаторией (1869)
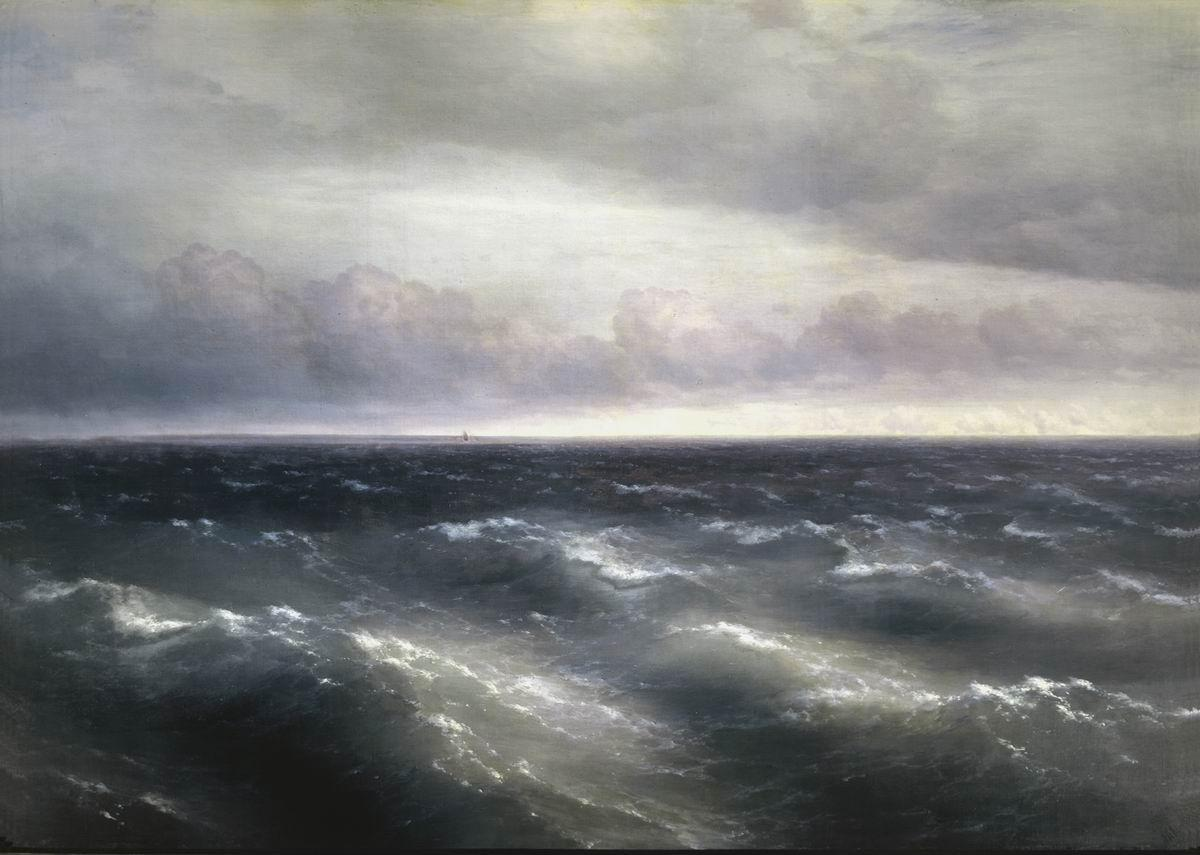
Чёрное море (1881)
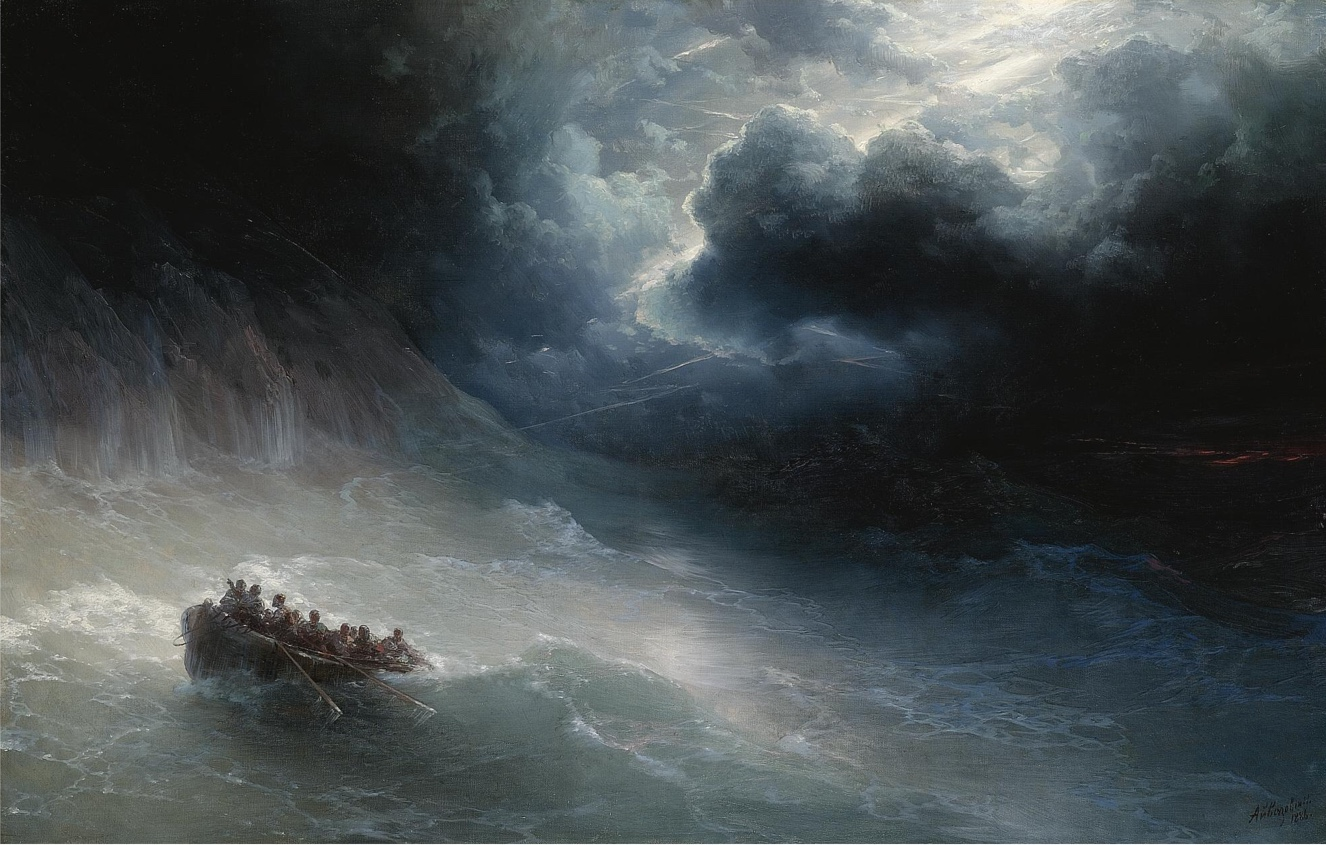
Гнев морей (1886)
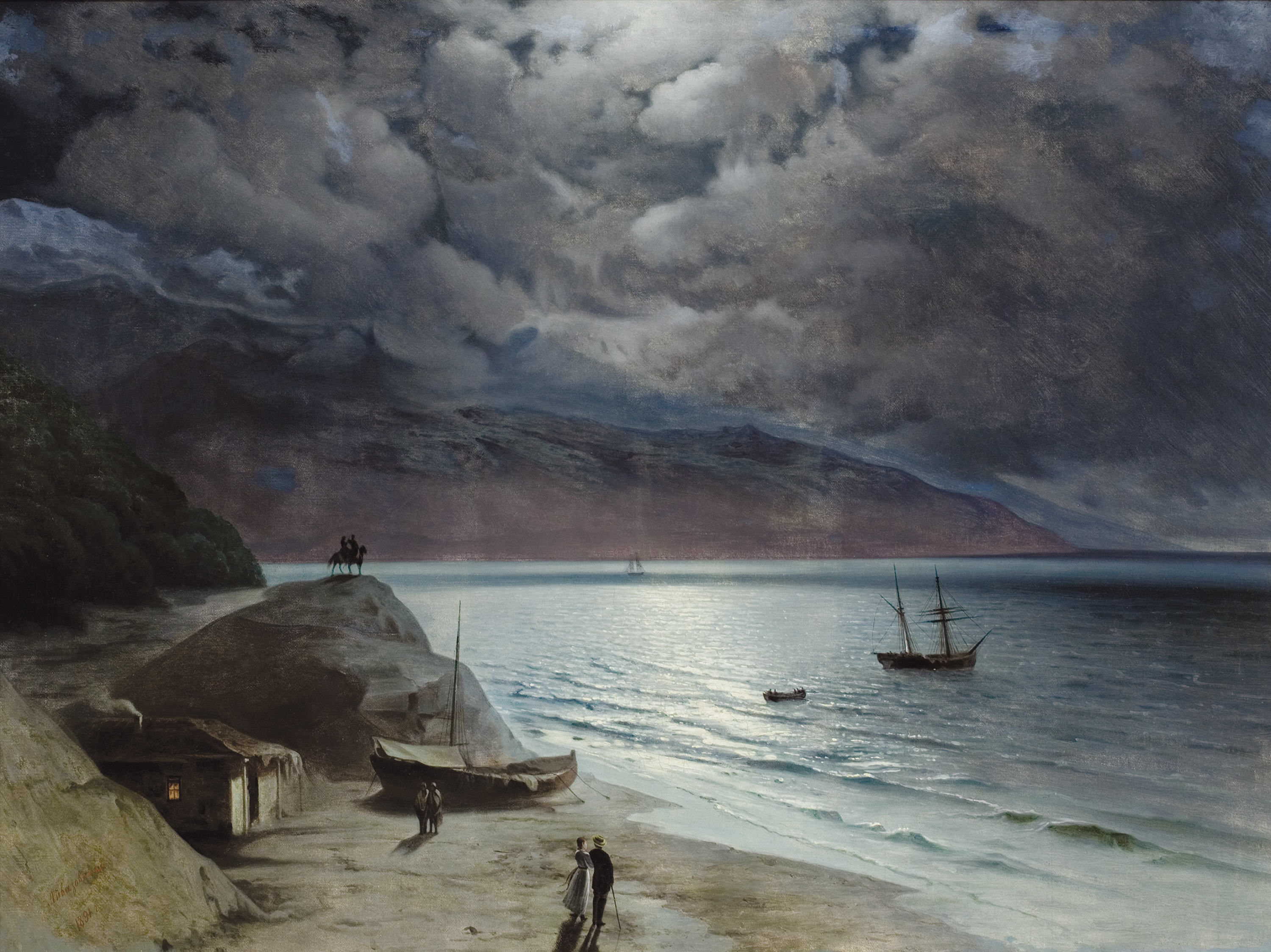
«Ночь в Гурзуфе» (1891)
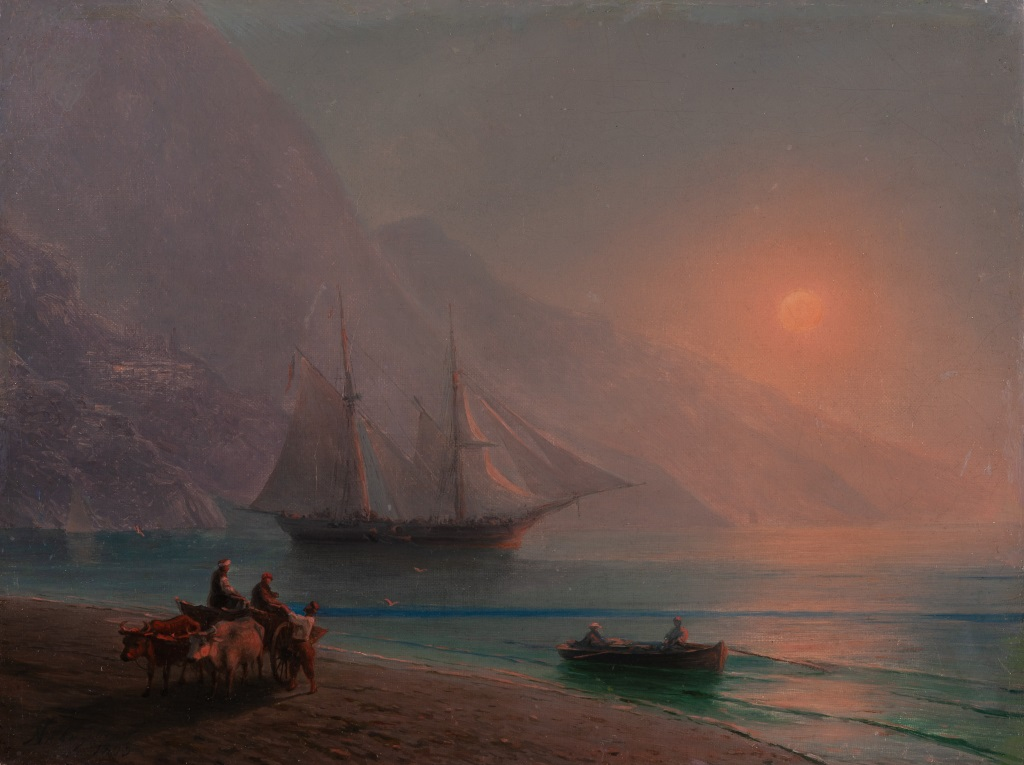
«Туман на море» (1895)

Батальные сюжеты
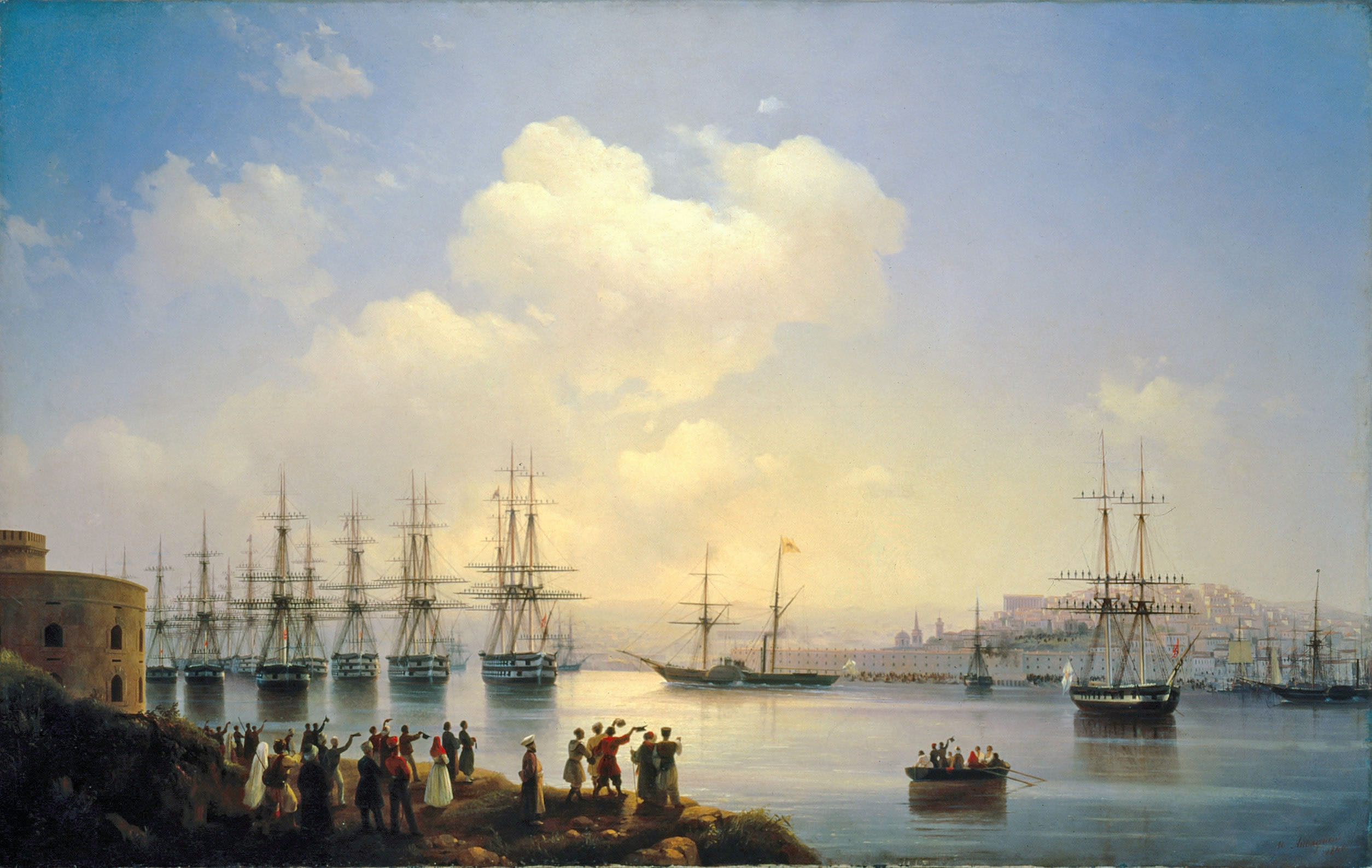
Русская эскадра на севастопольском рейде
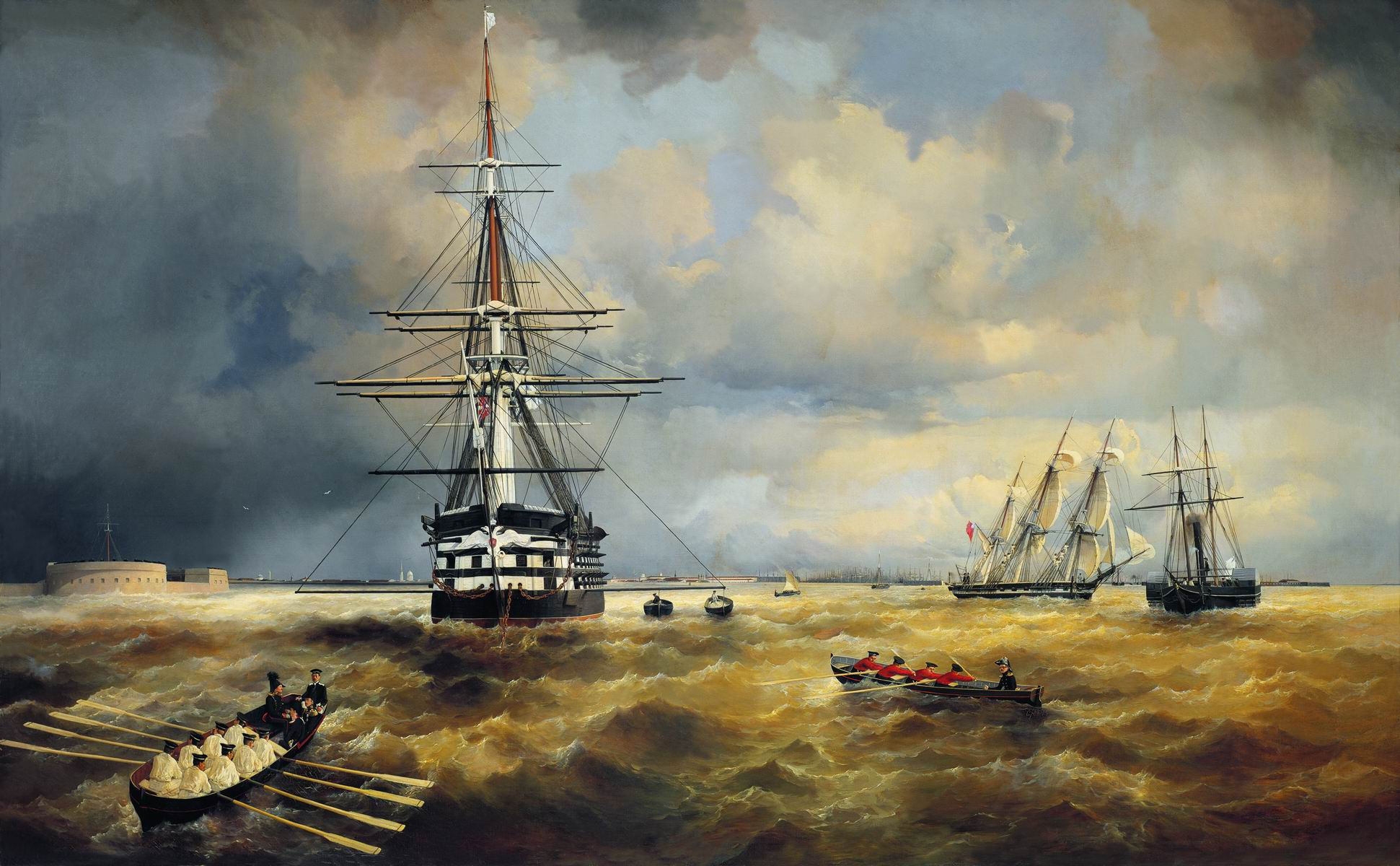
Кронштадтский рейд
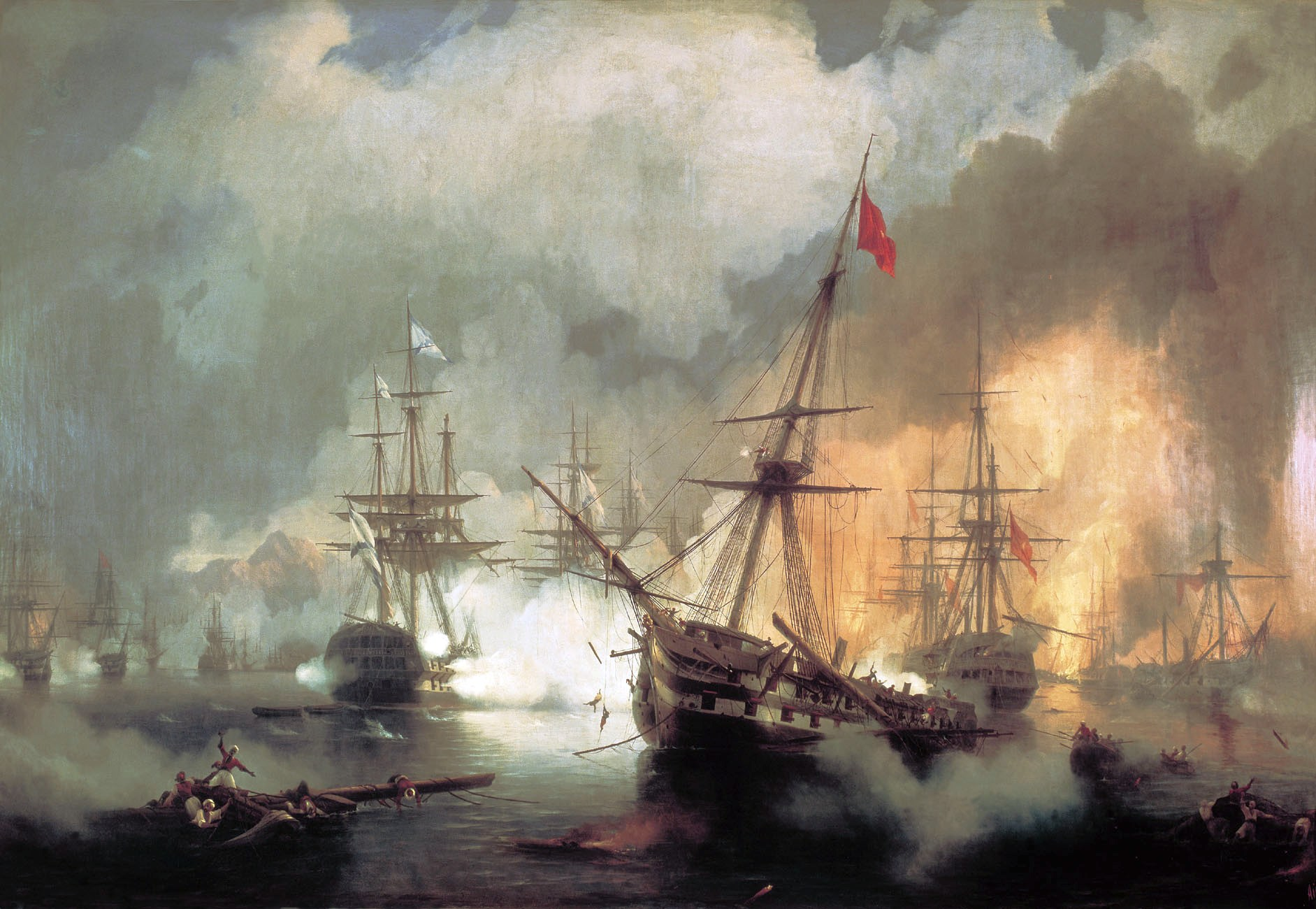
Наваринский бой
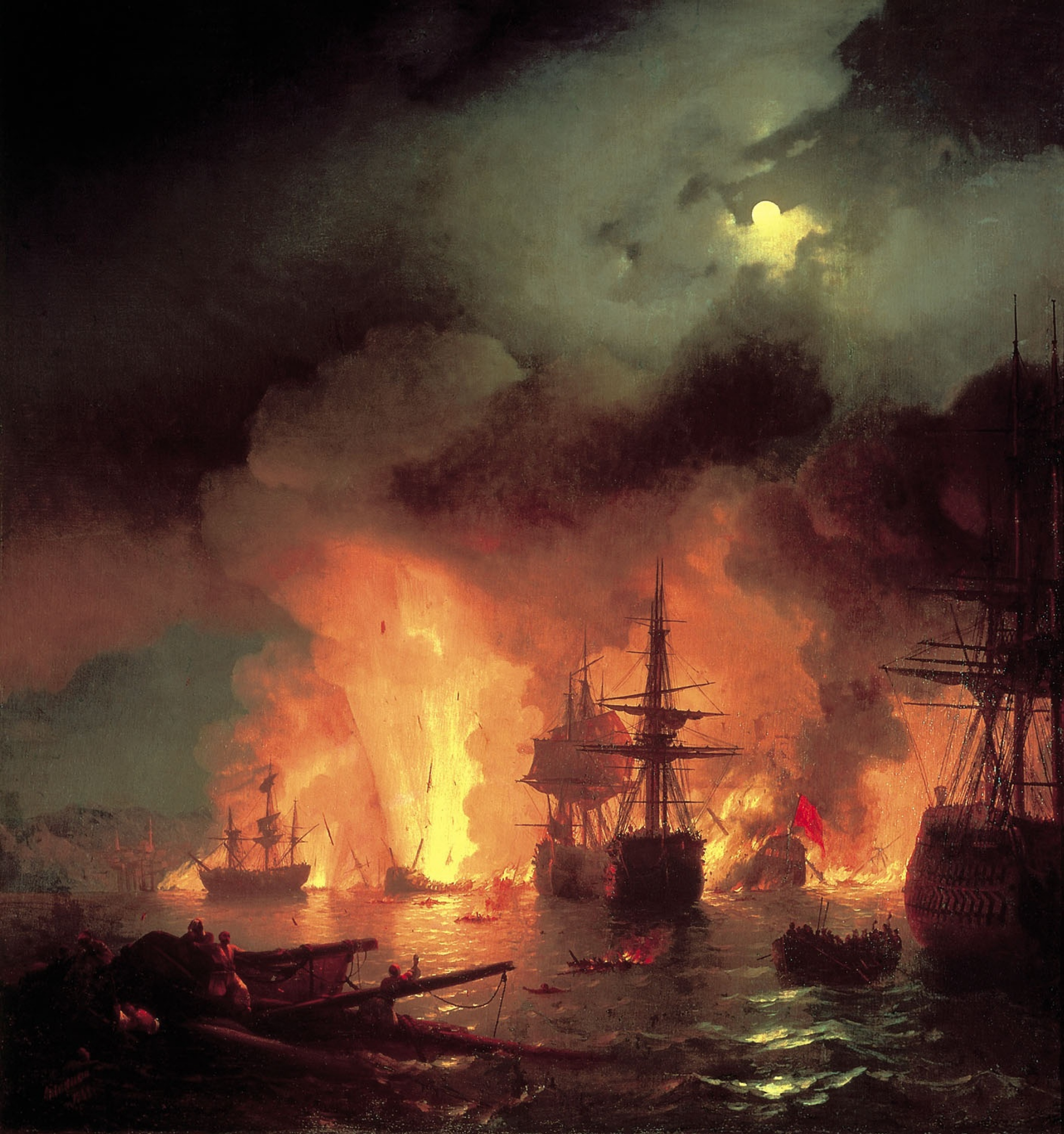
Чесменский бой
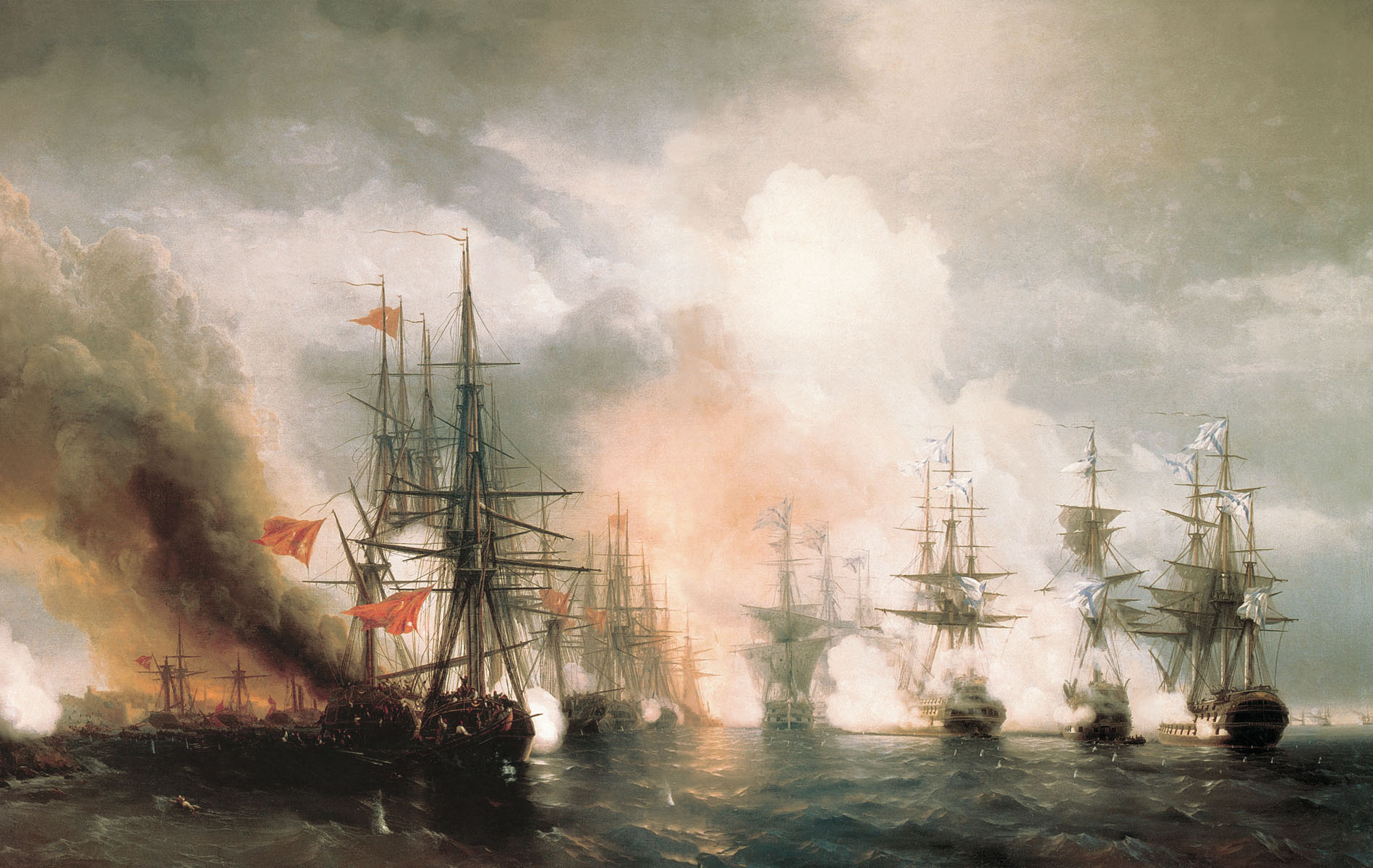
Синопский бой

…С тех пор я знаю, что стать Айвазовским не просто, что художник Главного морского штаба имел в кармане мундира секрет, при помощи которого умел делать на полотне воду мокрой…— Конецкий В.В. Солёный лёд. В шторм и штиль // Собрание сочинений в 7 томах (8 книгах). — СПб.: Международный фонд «300 лет Кронштадту — возрождение святынь», 2001—2003. — Т. 2. — 471 с.
Картины морских сражений Айвазовского стали летописью подвигов русского военно-морского флота — Наваринский бой, Чесменский бой, Синопский бой. Две картины Айвазовский посвятил подвигу брига Меркурий под командованием капитан-лейтенанта Александра Казарского, много интересных картин посвящено обороне Севастополя. Среди них такие как «Осада Севастополя», «Переход русских войск на Северную сторону», «Взятие Севастополя». С началом Крымской войны художник организовал в Севастополе выставку своих батальных картин. Впоследствии долгое время он отказывался покинуть осаждённый Севастополь и только после официального приказа Корнилова и долгих уговоров Айвазовский уезжает в Харьков, где находилась в тот момент его жена с дочерьми. В 1854 году художник пишет огромную картину «Осада (бомбардирование) Севастополя» и дарит её севастопольскому музею. Картина была написана под непосредственным впечатлением от посещения художником осаждённого города. В 1893 году, спустя почти 40 лет после окончания Крымской войны, Айвазовский пишет картину «Малахов курган» — дань памяти героям обороны Севастополя. Картина изображает двух уже немолодых участников той войны, склонившихся у мемориального креста на месте гибели вице-адмирала Корнилова. Военные специалисты отмечали, что «сцены морских сражений, написанные И. К. Айвазовским, проникнуты патриотизмом, отличаются исторической правдой, точным изображением морских судов и глубоким осмыслением тактики морского боя».

Восточные сюжеты
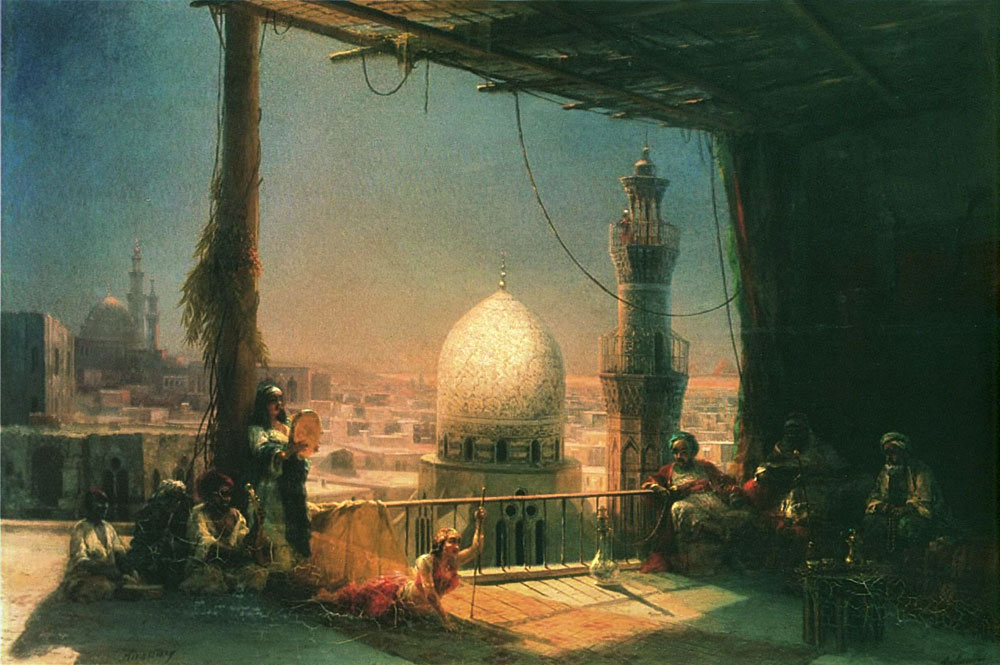
Сцены из каирской жизни
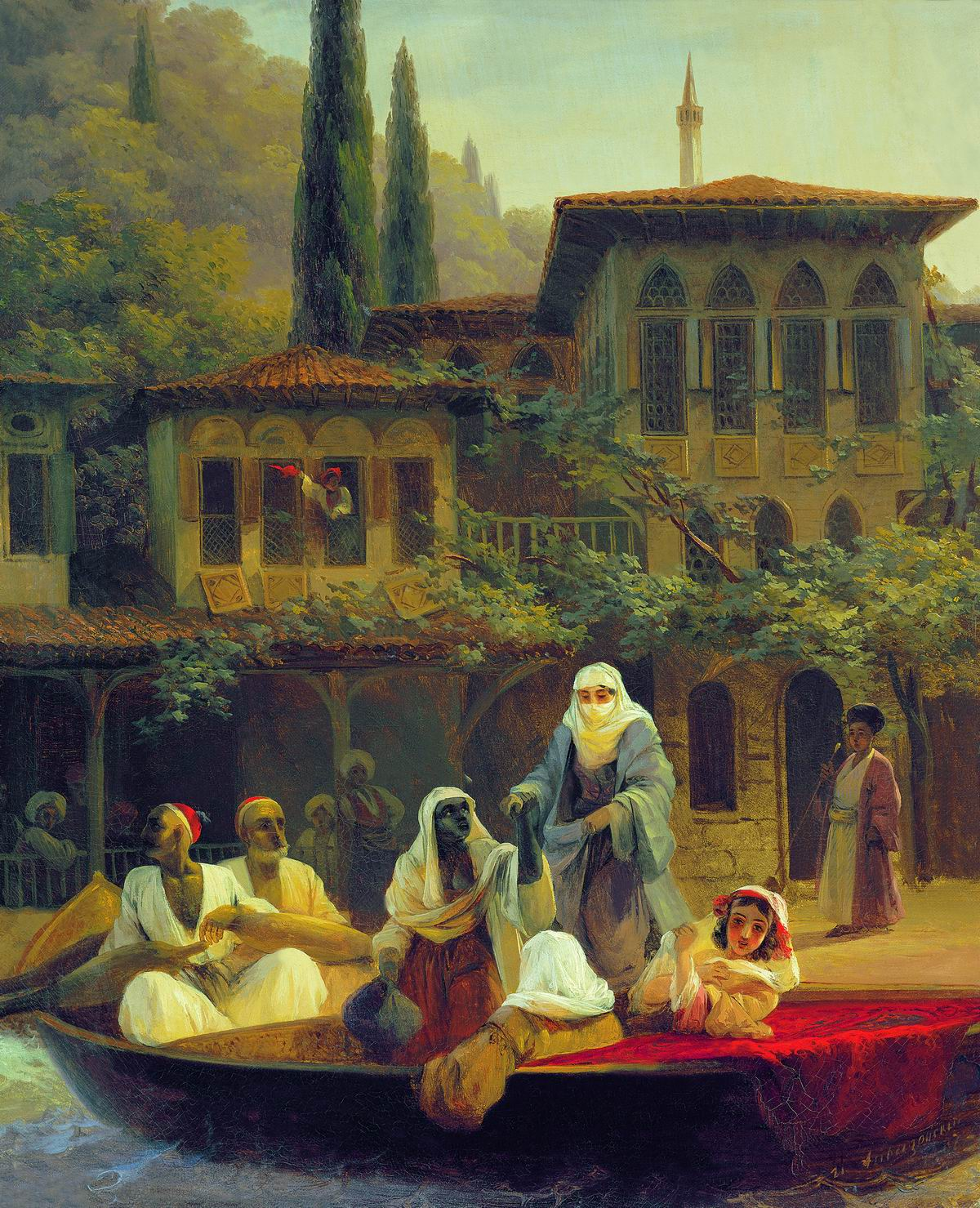
На лодке по Кумкапы в Константинополе
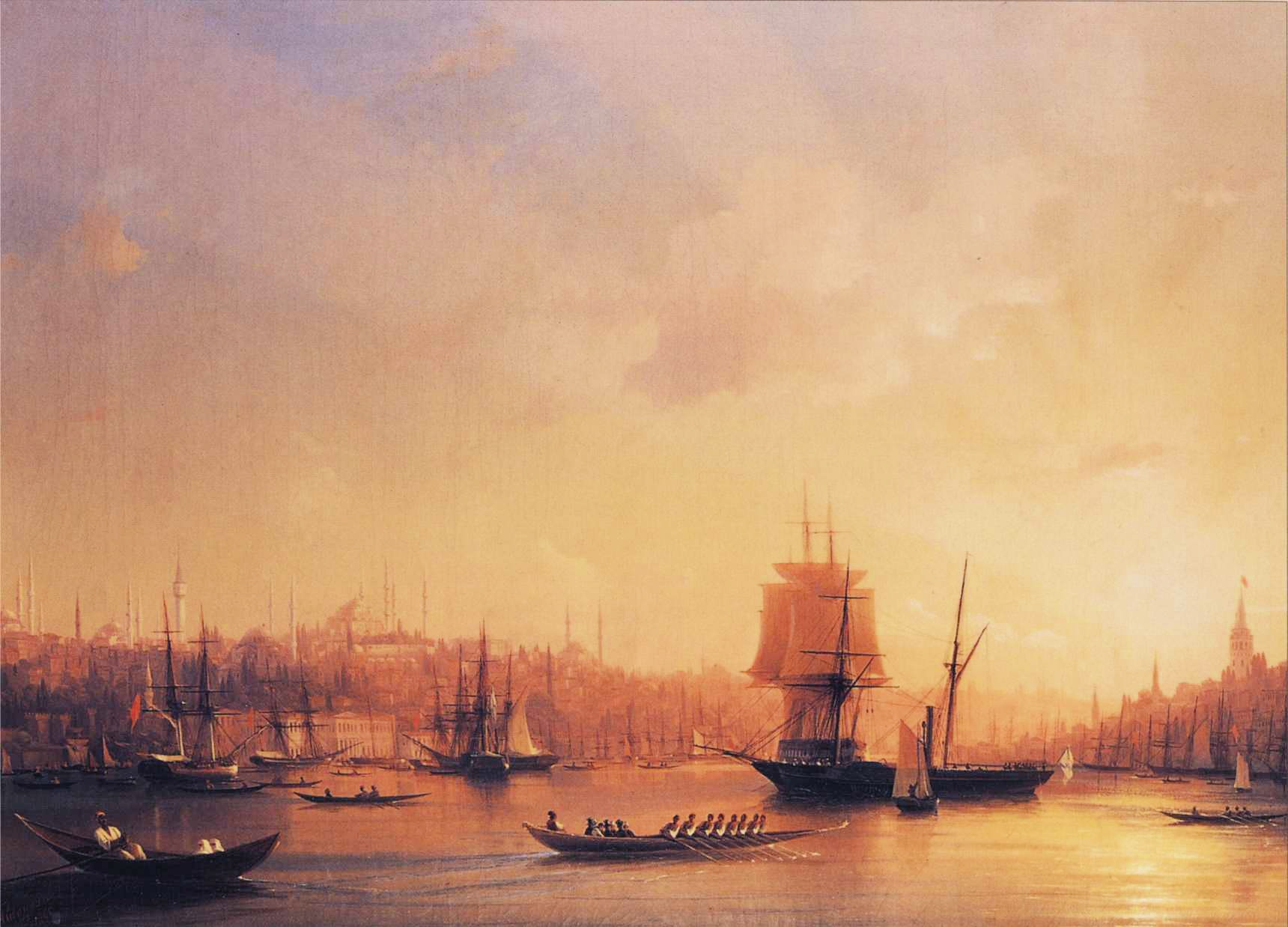
Сумерки в бухте Золотой Рог
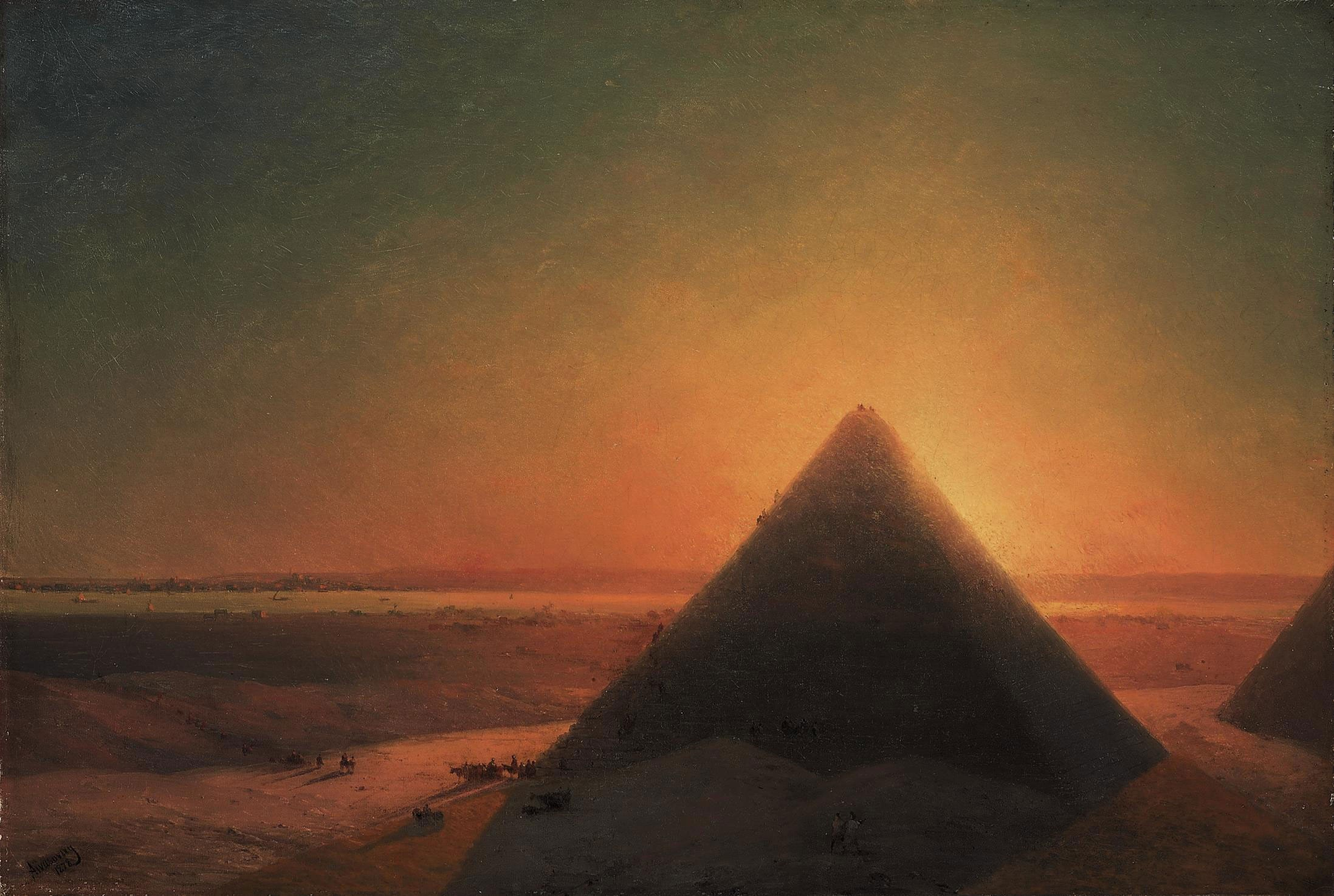
Великая Пирамида в Гизе
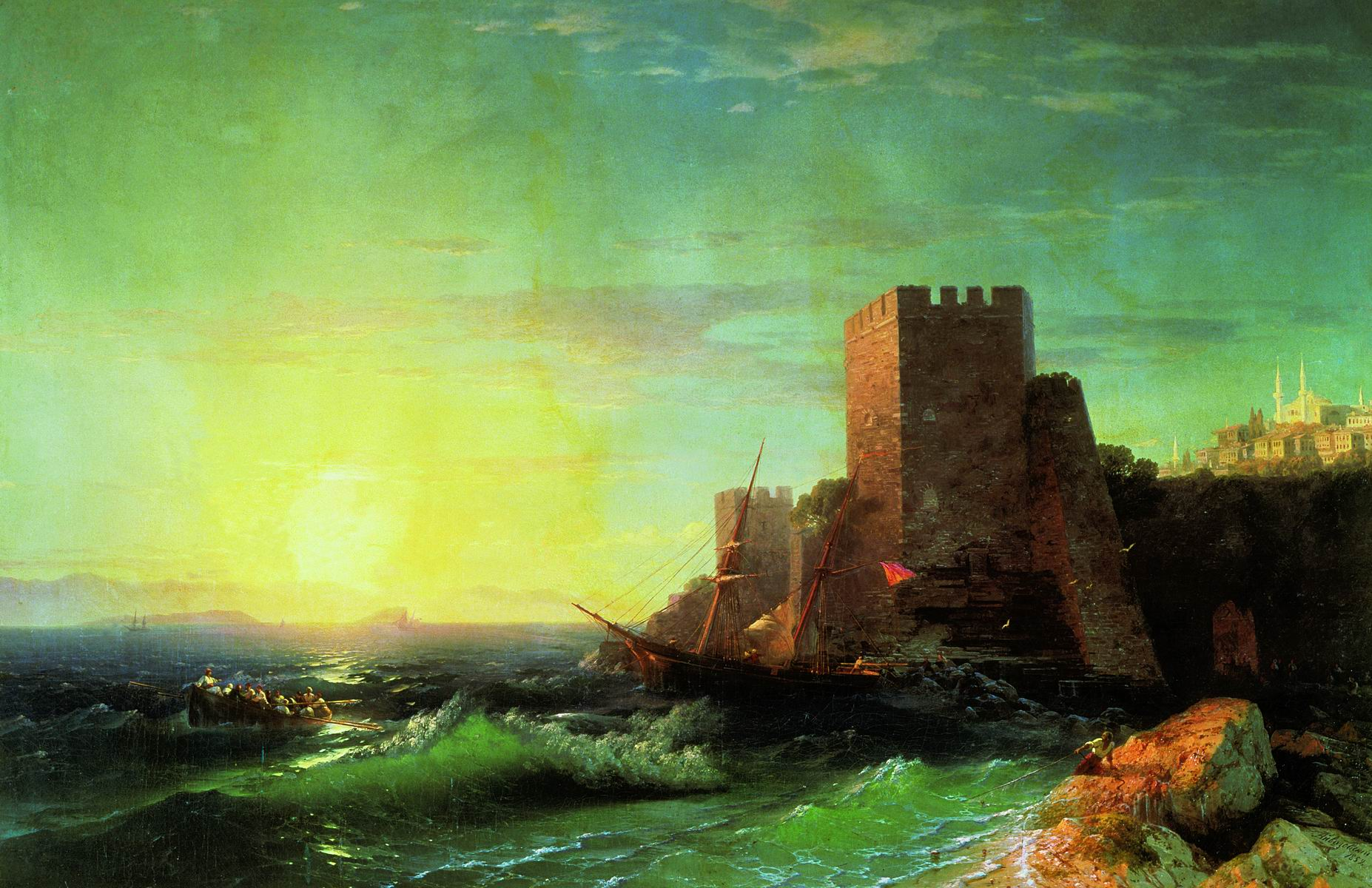
Башни на скале у Босфора

Пейзажи
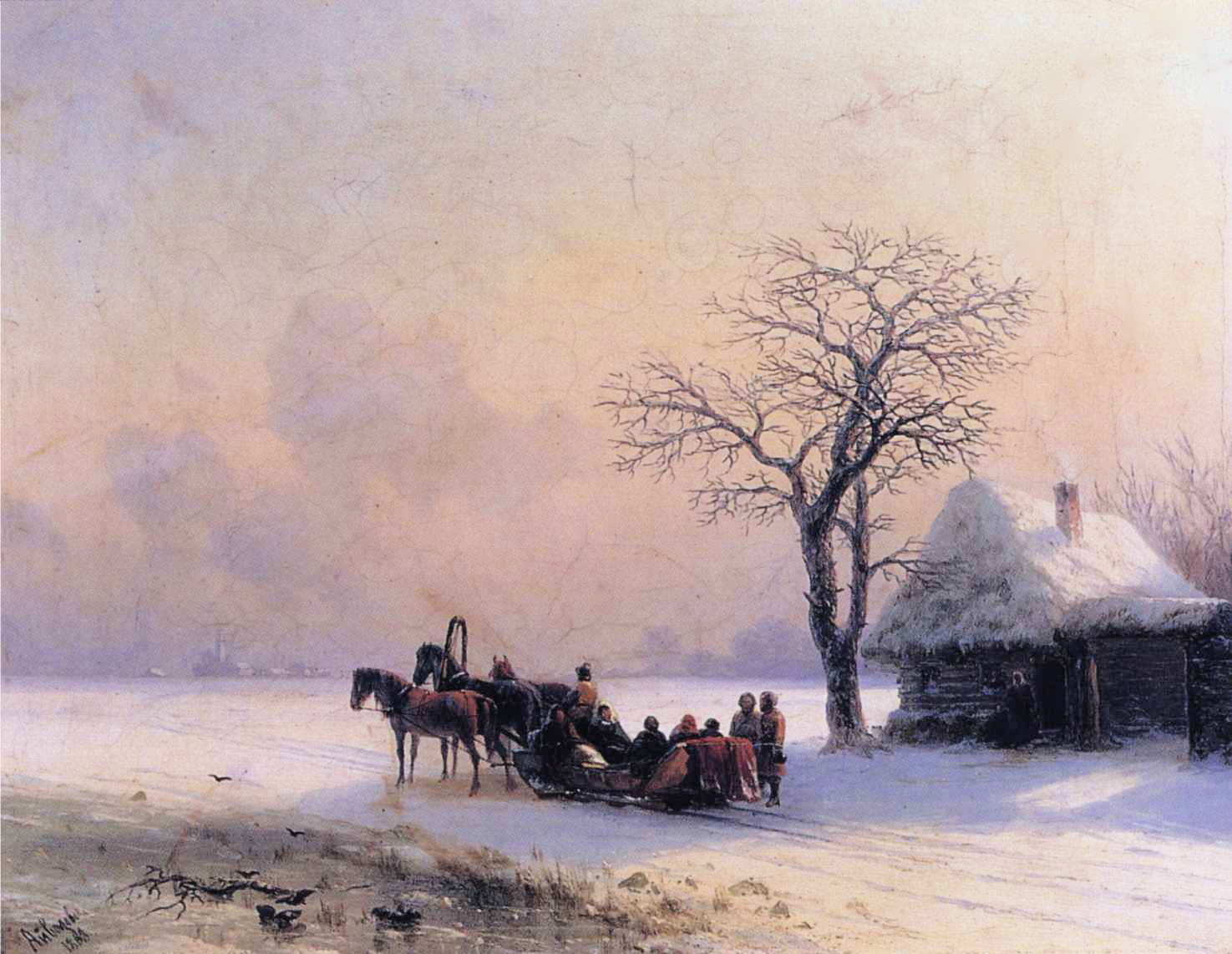
Зимняя сцена в Малороссии
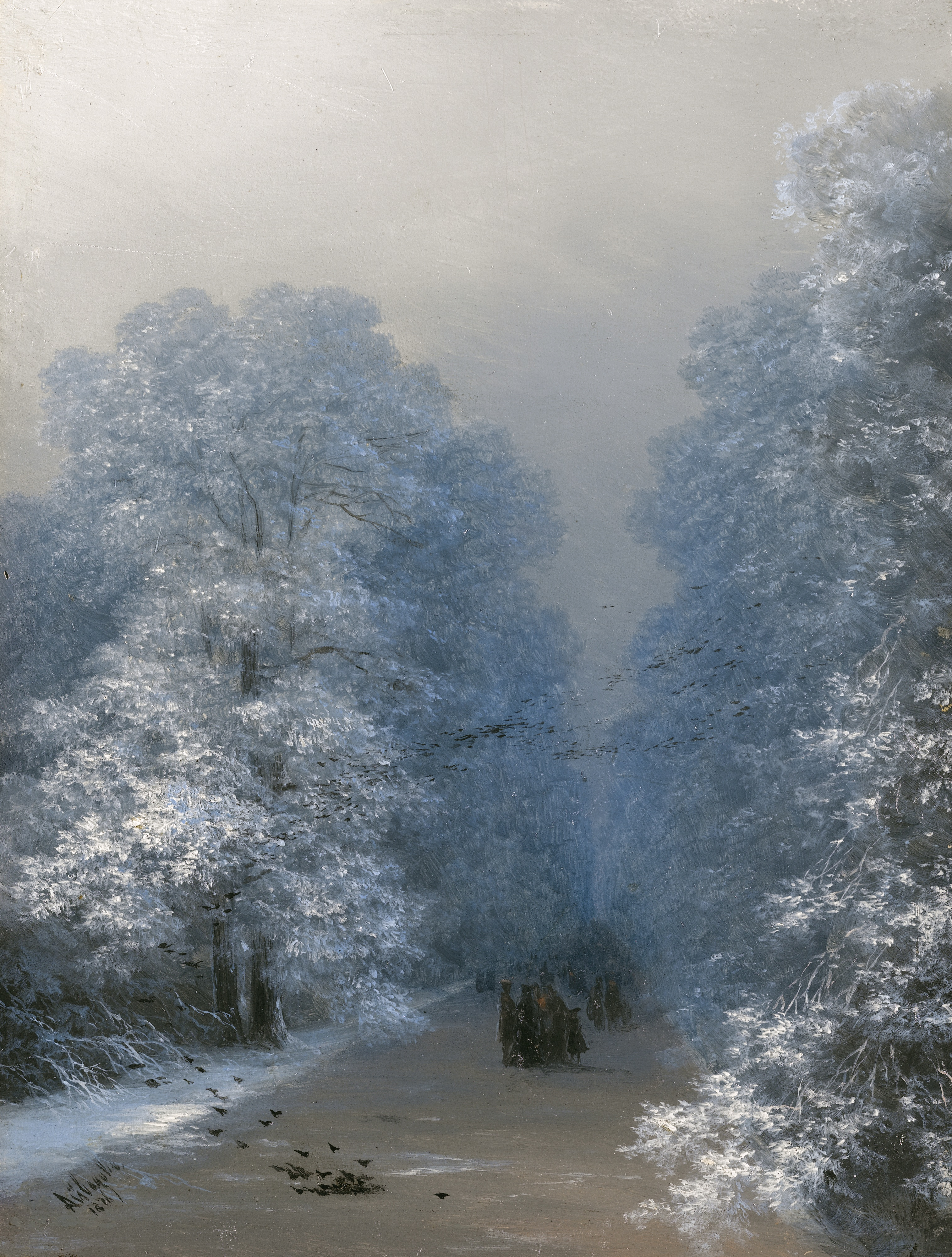
Зимний пейзаж
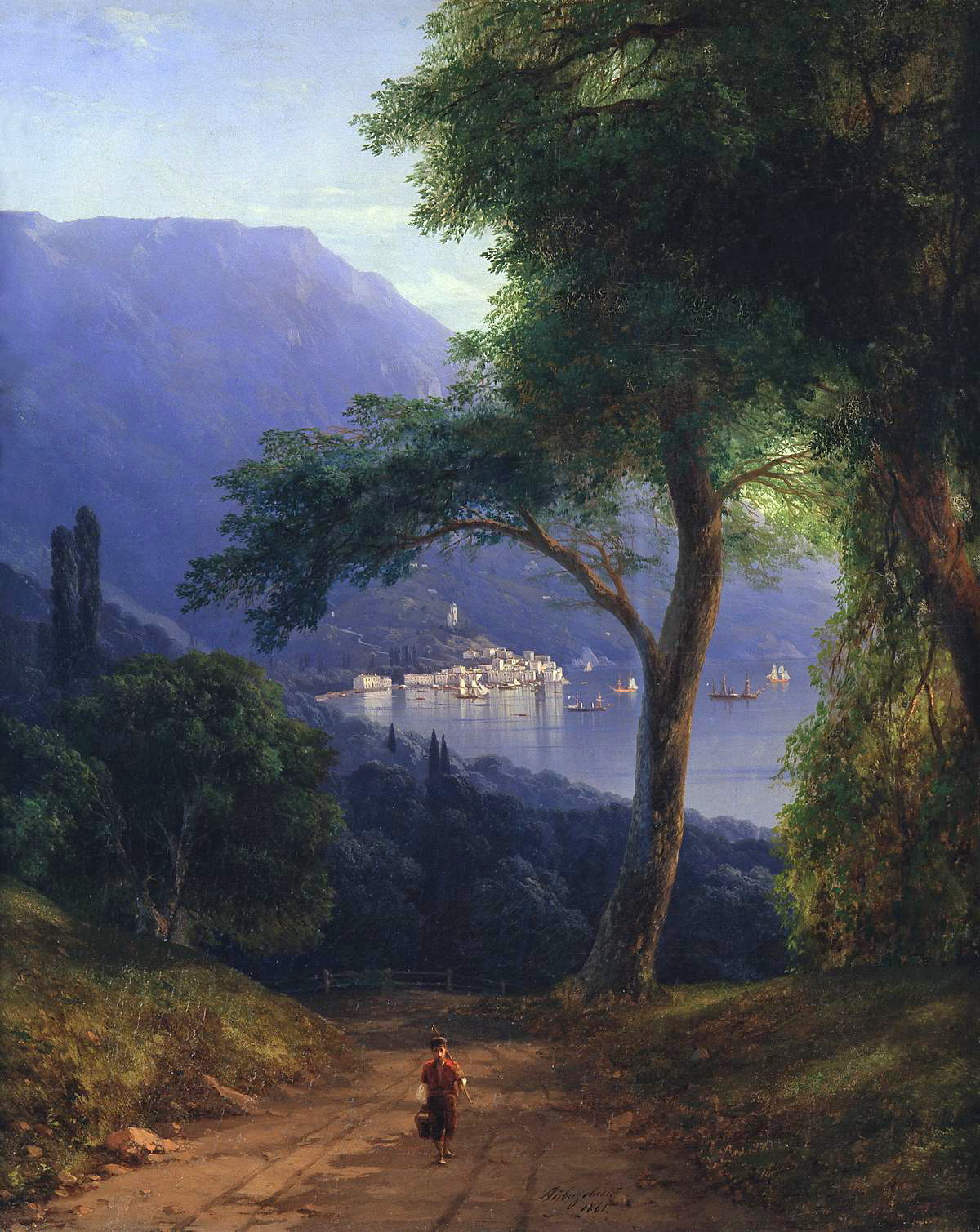
Вид из Ливадии
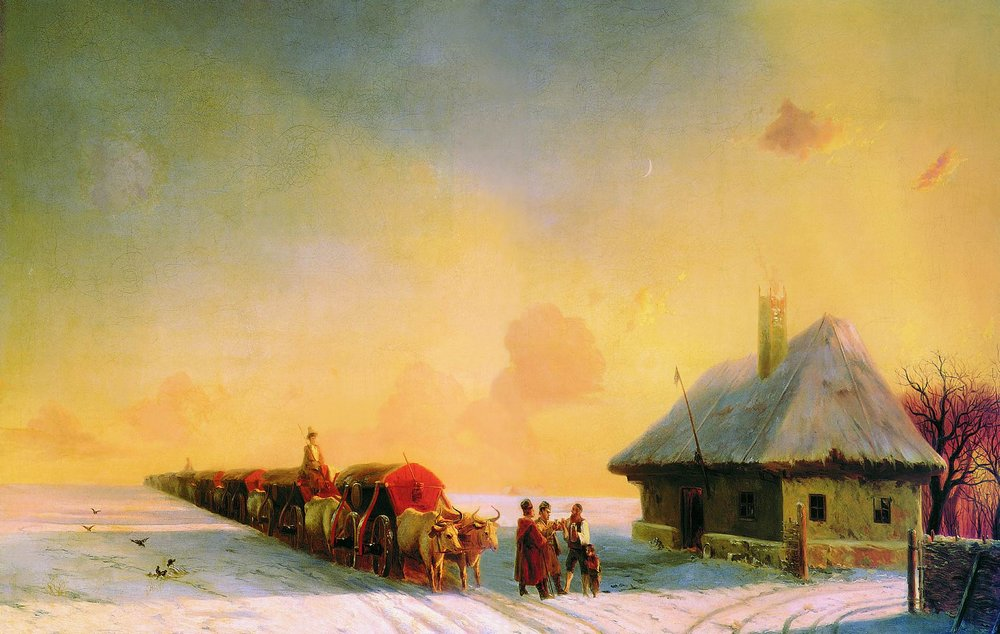
Чумаки в Малороссии
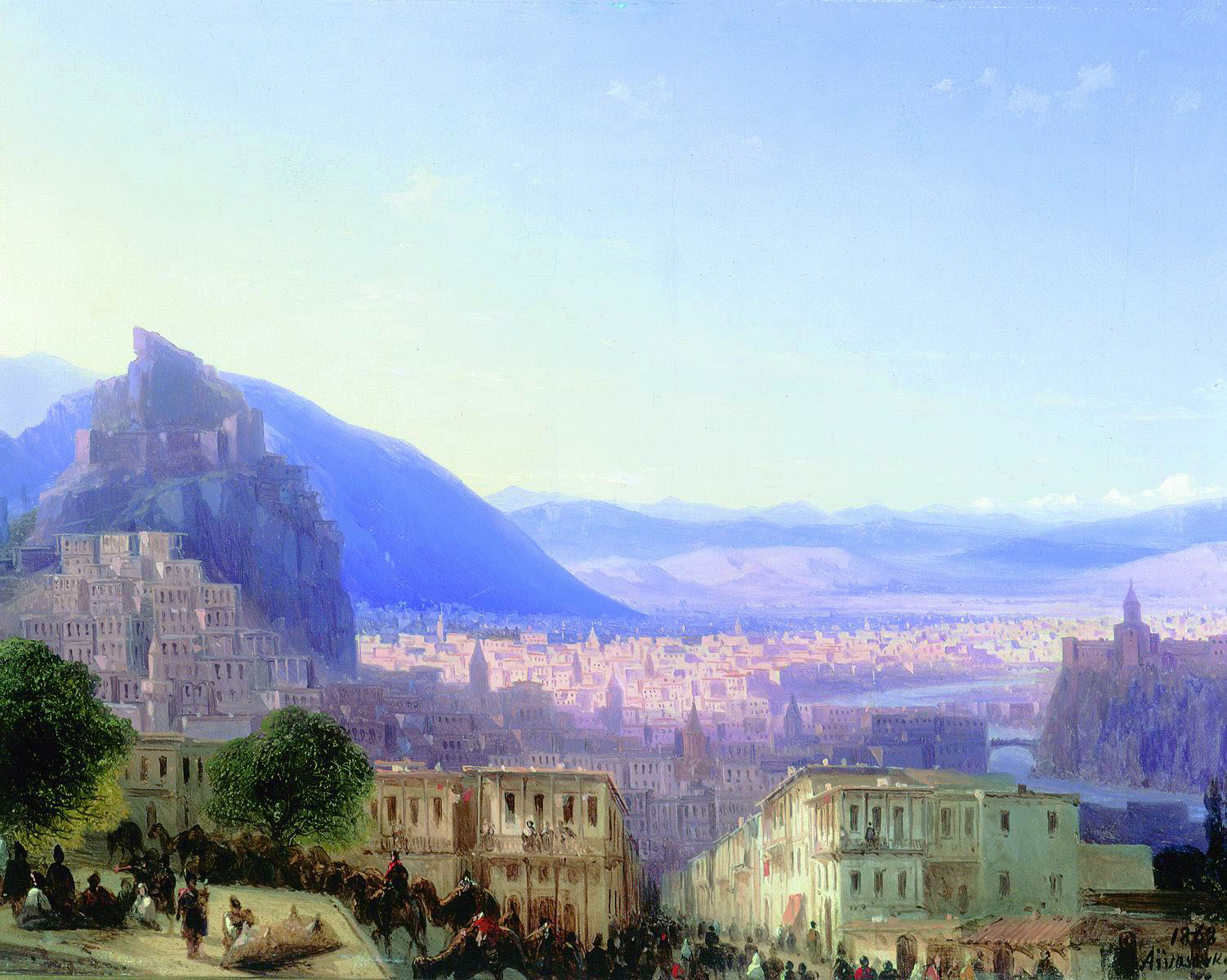
Тифлис

Армянские сюжеты
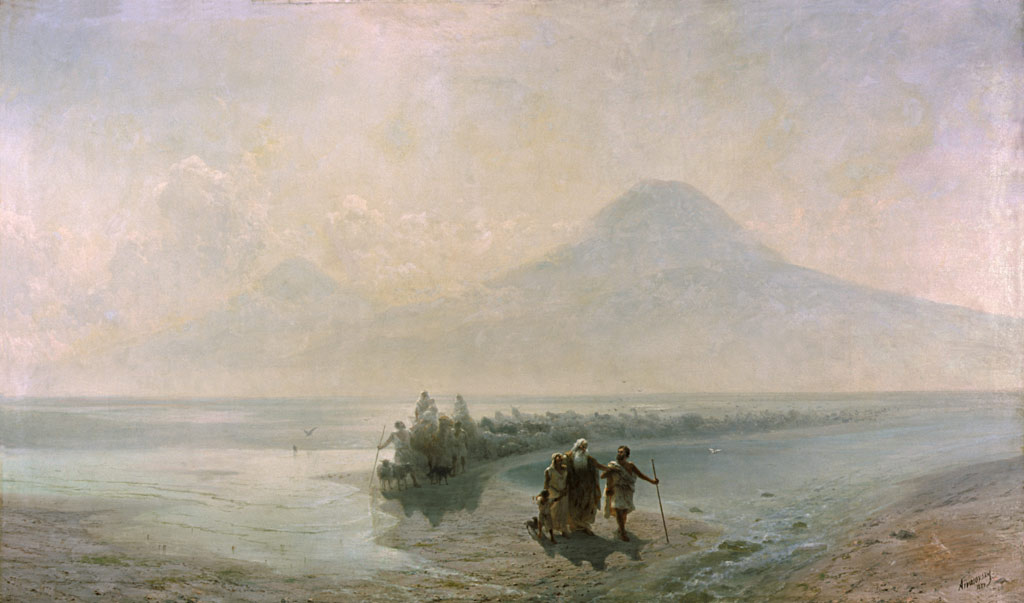
Сошествие Ноя с горы Арарат
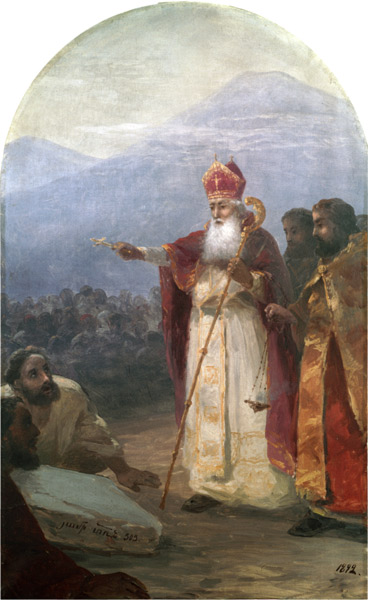
Крещение армянского народа
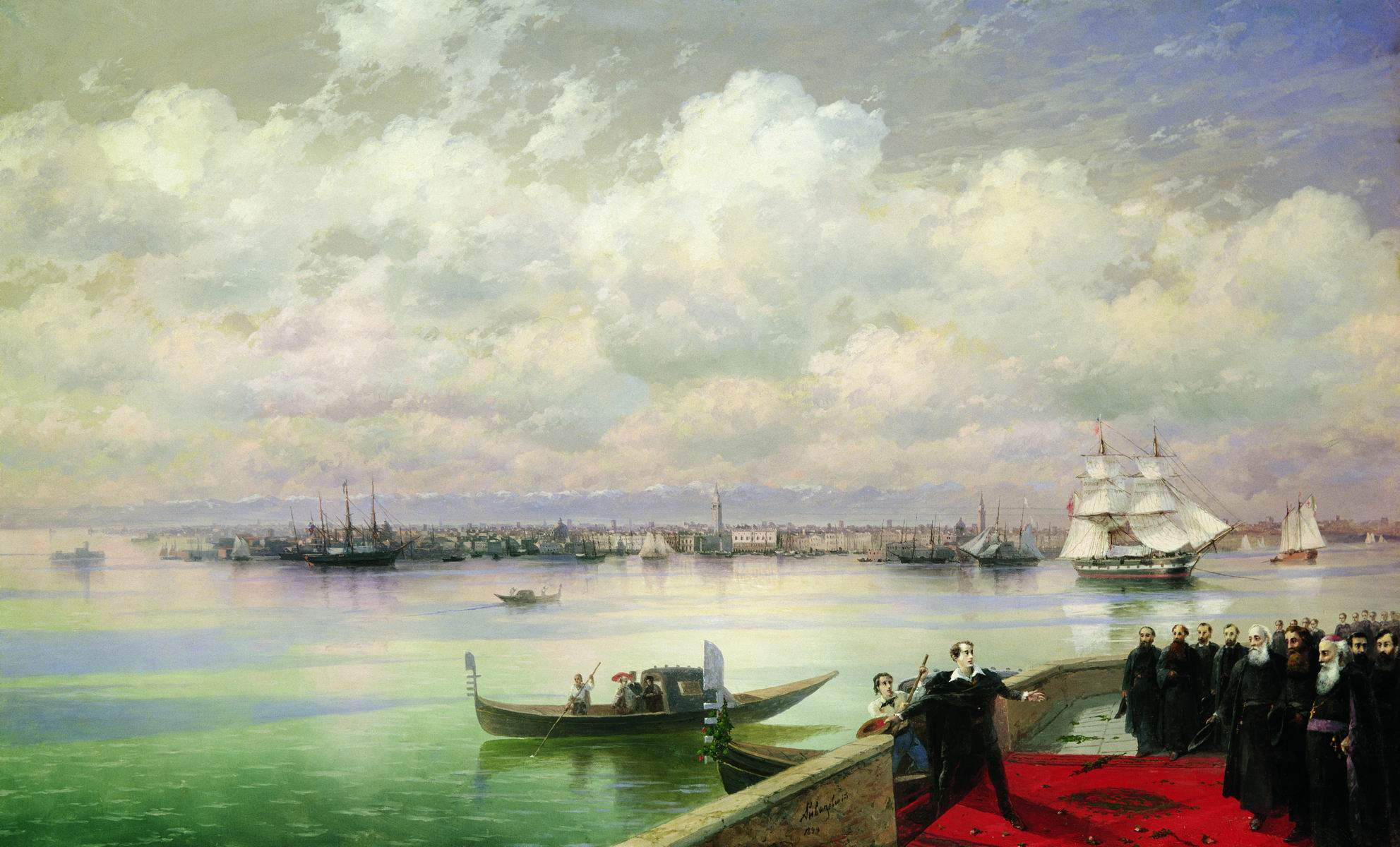
Посещение Байроном мхитаристов на острове Св. Лазаря в Венеции
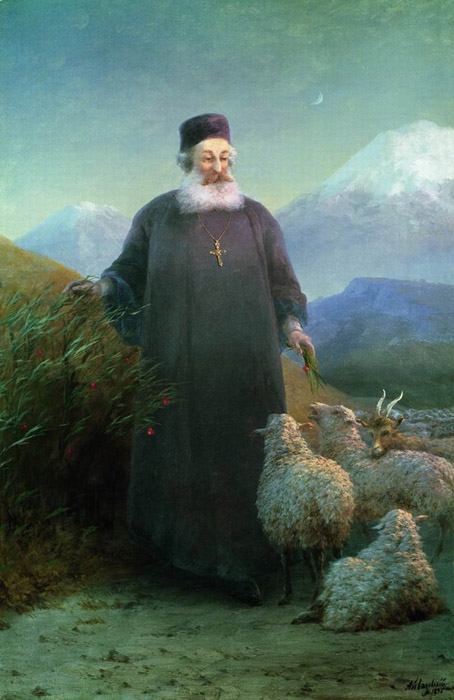
Католикос Хримян Айрик в окрестностях Эчмиадзина
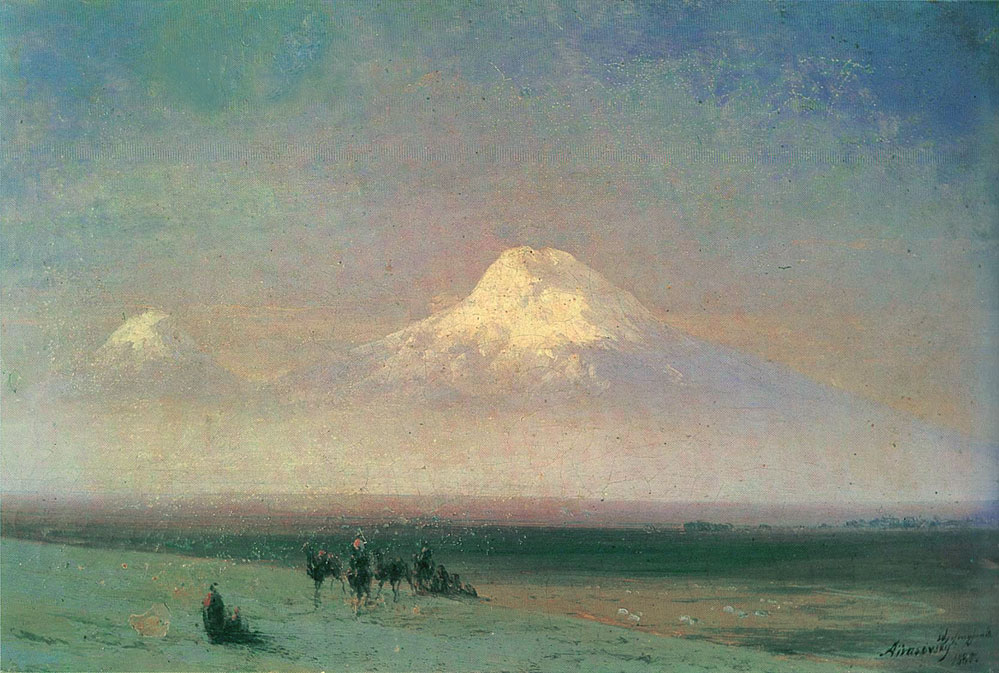
Араратская долина

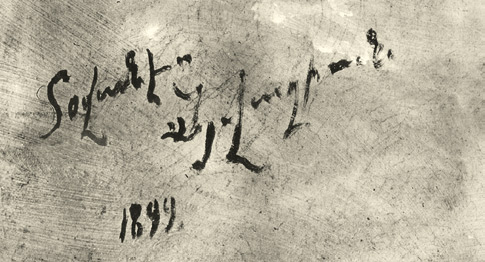
Подпись на армянском — Ованес Айвазян

Айвазовский писал картины на темы из армянской истории, а также на библейские темы. Эти картины он дарил армянским церквям Феодосии. Не менее десяти раз изображал на своих картинах гору Арарат. Интересно, что на картине «Араратская долина», как и на некоторых других работах, художник расписался на армянском языке. Бывая в монастыре на острове Святого Лазаря в Венеции, Айвазовский останавливался в комнате поэта Джорджа Байрона, который приезжал туда для изучения армянского языка. Впоследствии была написана картина «Посещение Байроном мхитаристов». Художник расписал фресками феодосийскую церковь Сурб-Саркис (св. Саркиса), где он был когда-то крещён и впоследствии похоронен.

### Картины Айвазовского на ведущих аукционах

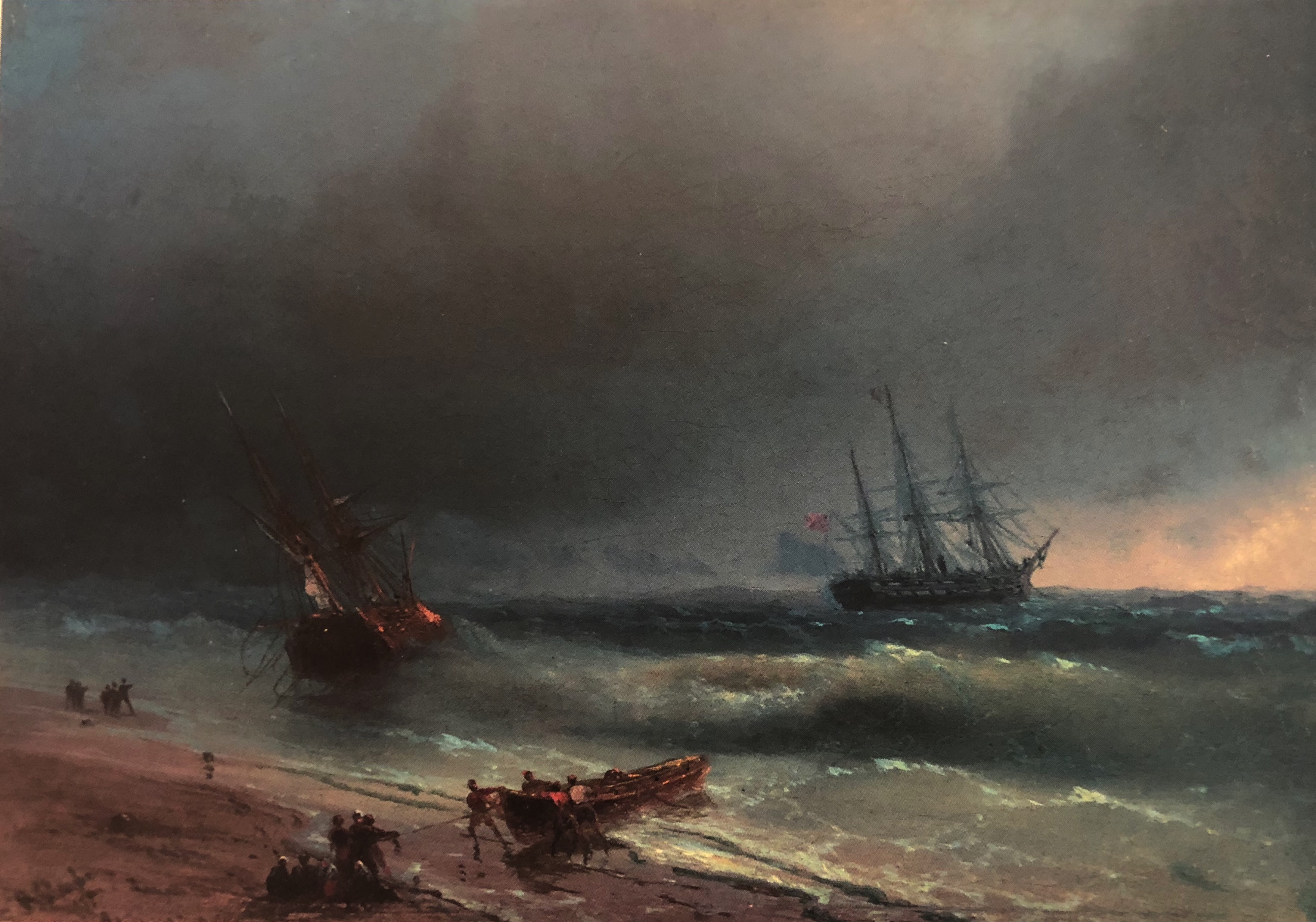
«Шторм на пляже». 1872 год

Иван Айвазовский был знаменитым и востребованным художником не только при жизни. И сегодня его картины постоянно продаются на различных аукционах. Например, в 2008 году на аукционе «Сотбис» два полотна Айвазовского, «Раздача продовольствия» и «Корабль помощи», были проданы за 2,4 млн $. Полотна посвящены помощи США России в 90-х годах XIX века и подарены автором музею Corcoran Gallery в Вашингтоне.
Аукцион «Кристис» в 2004 году продал «Исаакиевский собор в морозный день» за £1 125 млн. На этом же аукционе в июне 2009 года продано две небольшие марины (за £32 тыс. и £49 тыс.) и два больших полотна (за £421 тыс. и £337 тыс.). Небольшая картина «Шторм на пляже» (24,9 × 36,1) 21 сентября 2007 года на аукционе Koller в Цюрихе была продана за 280 тысяч швейцарских франков (250 тысяч евро). В 2007 году на аукционе «Кристис» картина «Корабль у скал Гибралтара» была продана за £2 708 млн, что являлось рекордом для картин Айвазовского на тот момент.
24 апреля 2012 года на аукционе Sotheby’s картина Айвазовского 1856 года «Вид Константинополя и Босфора» была продана за 3,2 млн фунтов стерлингов.
В 2020 году картину «Неаполитанский залив» продали на торгах Sotheby’s за 2,9 млн долларов. Оценочная стоимость лота была превышена более чем в два раза.

В 2021 году пейзаж «Генуэзские башни на Черном море» был продан на аукционе «Кристис» за 1,15 млн долларов.

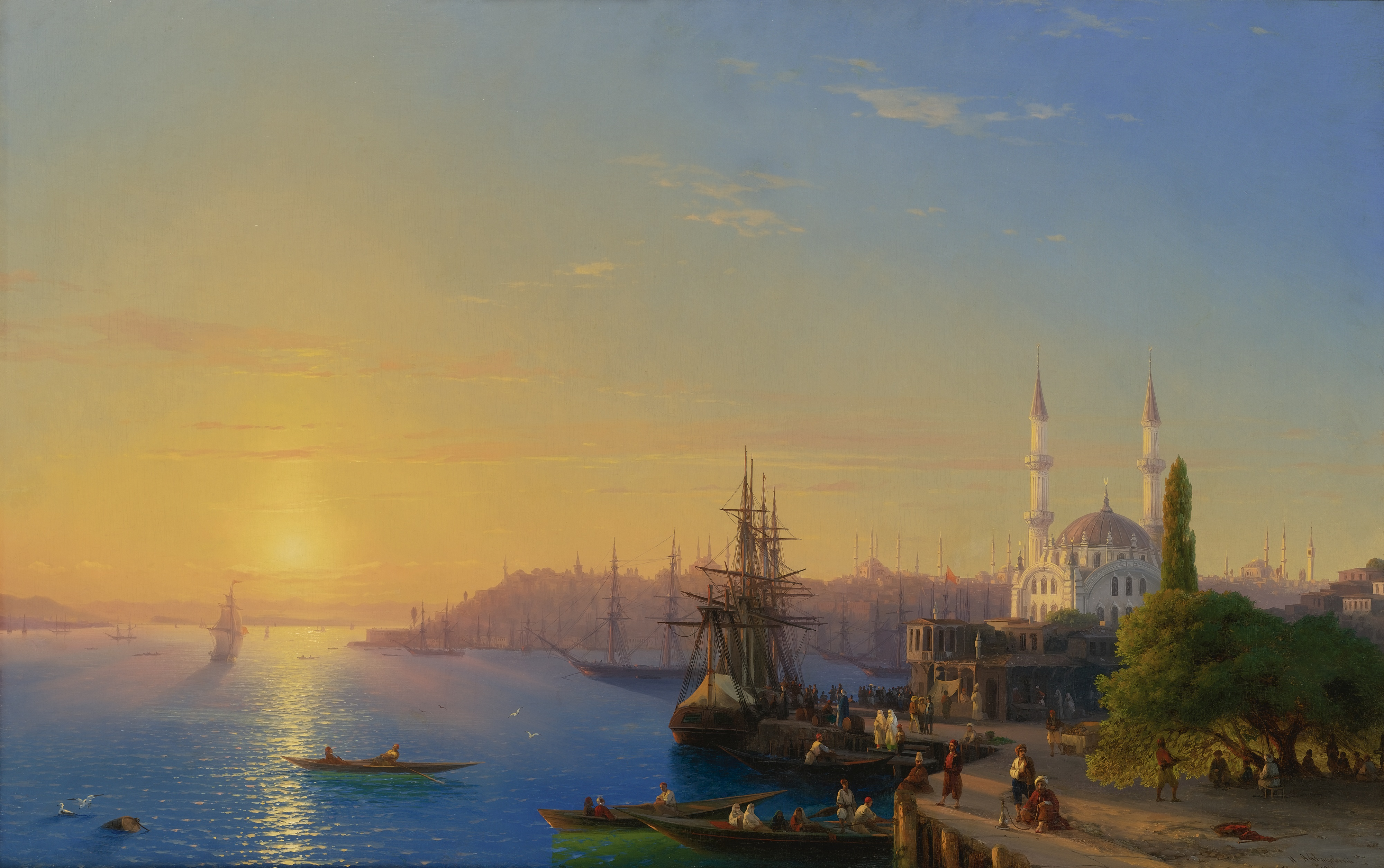
«Вид Константинополя и Босфора». 1856

### Крупнейшие собрания работ
Картины Айвазовского находятся во многих музеях мира. Крупнейшие коллекции работ представлены в следующих музеях:
- Феодосийская картинная галерея имени И. К. Айвазовского;
- Государственный Русский музей;
- Государственная Третьяковская галерея;
- Национальная картинная галерея Армении;
- Картинная галерея дворца Долмабахче (Стамбул);
- Петергоф (музей-заповедник);
- Центральный военно-морской музей.

Значительное количество картин находится в частных собраниях.

## Выставки

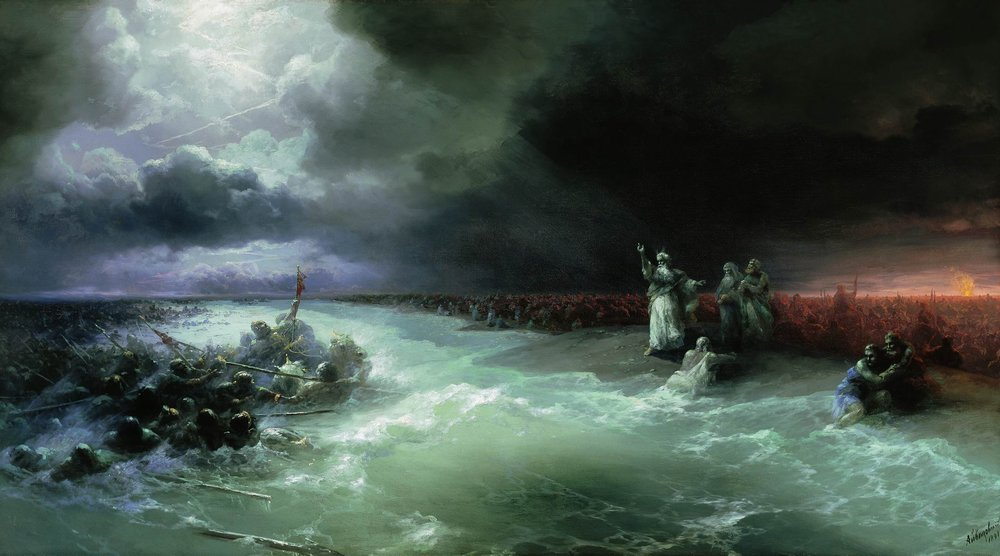
Переход евреев через Красное море

За свою жизнь художник устроил около 125 персональных выставок в России и за рубежом. Часто средства, вырученные от выставок, направлялись на благотворительность, например:
- 1869 — выставка в Академии художеств в пользу сооружения в Феодосии памятника герою Кавказской войны П. С. Котляровскому.
- 1877 — выставка в годы русско-турецкой войны в Симферополе, Москве и Санкт-Петербурге «в пользу нуждающихся семейств воинов».
- 1882 — выставка в пользу Красного Креста (совместно с художником И. П. Келлером-Вилианди).
- 1883 — выставка в пользу Георгиевской общины сестер милосердия.
- 1886 — выставка в пользу академической ученической кассы.
- 1887 — выставка в пользу семейств кондиотов (греков восставших на острове Конд).
- 1897 — выставка в пользу пострадавших от погромов в Турции греков и армян[57].

В 2016—2017 годах к 200-летию со дня рождения художника были организованы выставки в Третьяковской галерее и Русском музее, ставшие самыми посещаемыми за всю историю обеих институций — 555 тысяч посетителей в Москве и 300 тысяч — в Санкт-Петербурге. По этому поводу Министерство культуры Украины заявило о нарушении статьи 5 Гаагской Конвенции 1954 года (о защите культурных ценностей в случае вооружённого конфликта), которая обязывает Россию прилагать усилия для сохранения культурных ценностей Крыма, что, по мнению украинской стороны, означает, что эти ценности не могут покидать Крым.
На 2019 год планировалась передвижная выставка работ художника из Феодосийской картинной галереи, которая пройдёт по всей России.

## Хищения картин

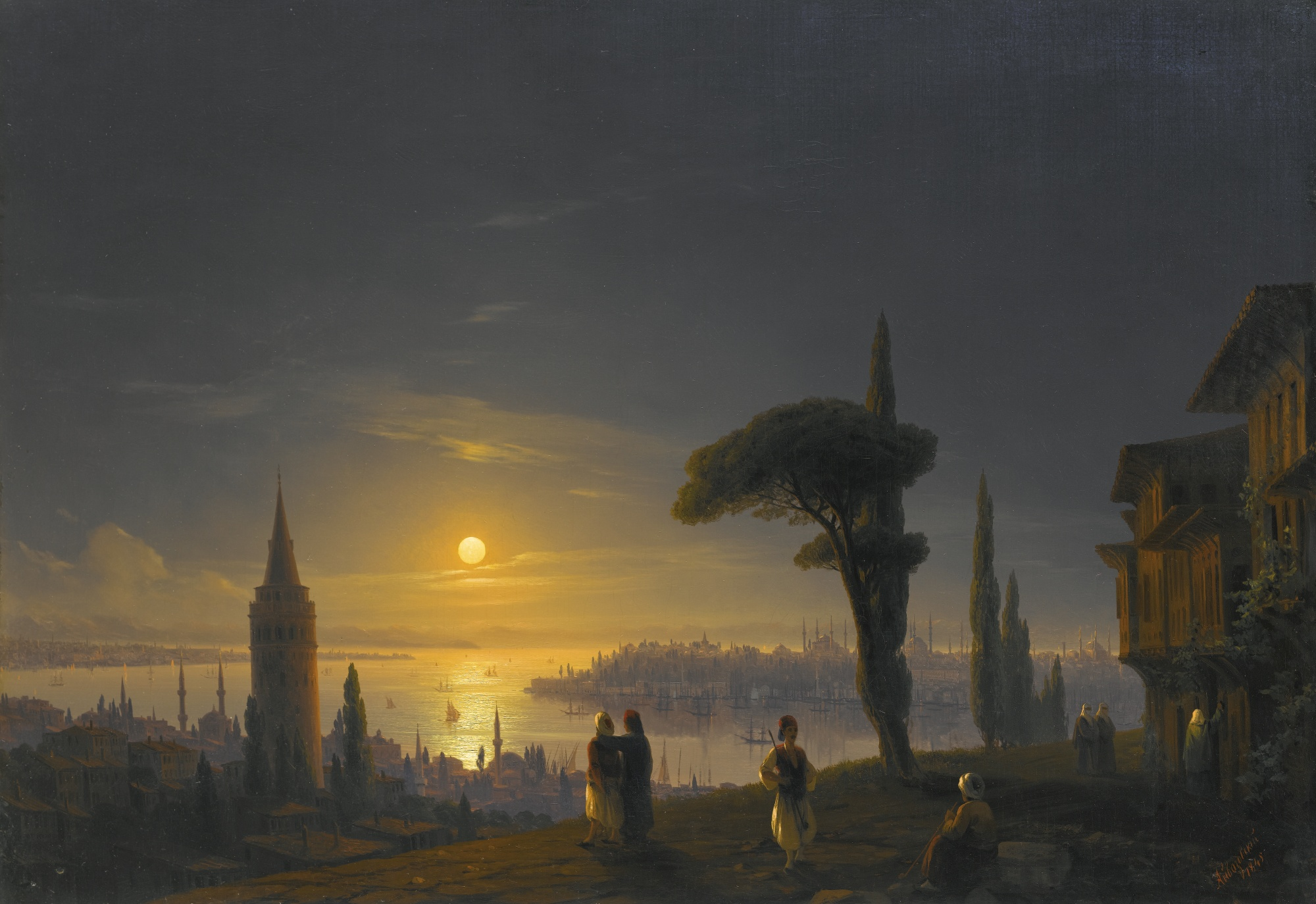
Галатская башня в лунную ночь, 1845

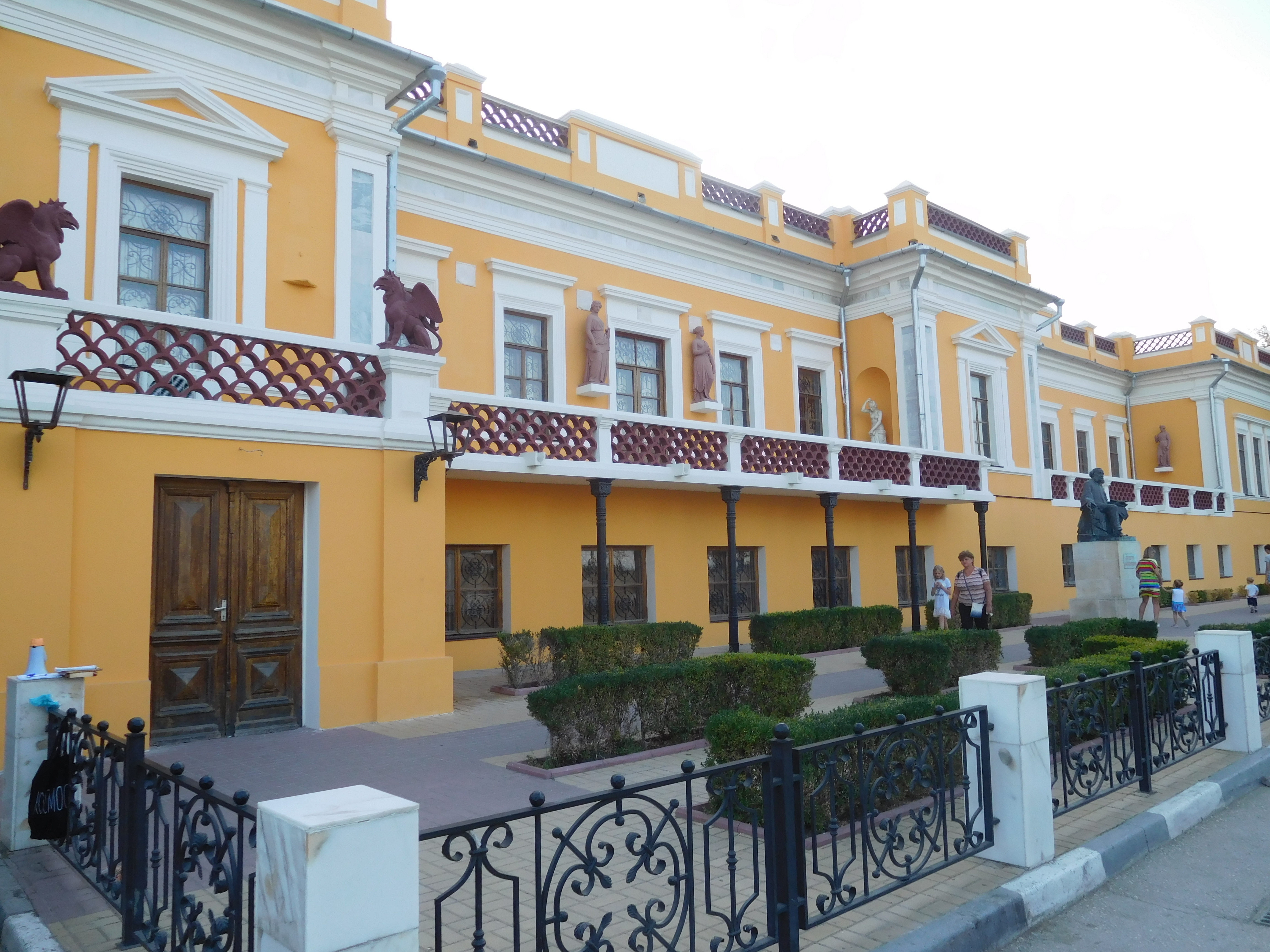
Феодосийская картинная галерея имени И. К. Айвазовского, 2018

Картины Айвазовского часто становятся предметами хищения. Ниже указаны лишь некоторые из краж картин художника:
- В 1976 году из музея-заповедника «Дмитровский кремль» была похищена картина «Море» (1845). С тех пор она под другим названием — «Вид Ревеля» — трижды выставлялась на торги на западных аукционах — 2005 (Sotheby’s), 2006 и 2017 (Koller); с последних торгов была снята по требованию МВД России[63].
- В 1992 году из Сочинского художественного музея были украдены 14 картин различных художников. Среди украденных были две работы Айвазовского: «Вид Константинополя» и «Встреча солнца. Море». В 1996 году эти картины были сняты сотрудниками английской полиции с торгов аукционов Кристи и Сотбис. По результатам следственных действий и оперативных мероприятий 13 из 14 похищенных картин были возвращены сочинскому музею (осталась ненайденной картина Кустодиева «Крыши»).
- В 1997 году из квартиры наследников Ивана Носенко в Москве была похищена картина Айвазовского «Вечер в Каире» (1870). В мае 2015 года картина с аналогичным названием была выставлена на русские торги в лондонском отделении аукционного дома Сотбис. Вследствие разразившегося информационного скандала 2 июня 2015 года картина была снята с торгов (по сообщению М. Уэлгмана, руководителя отдела продаж Сотбиса)[64]. Сопоставление размеров похищенной и «лондонской» работ, изучение кромок холста, якобы вырезанного по периметру из рамы в ходе ограбления, состояние кракелюра предположительно скрученной в рулон картины не дали оснований считать обнаруженную картину похищенной. Полотно было выставлено на торги; владелица похищенной картины не имела претензий к аукционному дому, потому что ей предложили процент от продажи[65][66].
- В 2001 году из Ташкентского музея искусств, вместе с рядом картин других авторов, была похищена картина Айвазовского «Закат в степи» (1888). Преступник был задержан спустя три месяца, после двух лет реставрации похищенные картины возвращены в музей.
- В 2002 году из Новосибирской картинной галереи была украдена картина Айвазовского «Корабль на мели» (1872). Картина остаётся ненайденной.
- В 2003 году из Астраханской картинной галереи имени Бориса Кустодиева похищена картина «Восход» (1856) (в 1999 году картину забрали из музея на реставрацию, а в 2003 году с «реставрации» вернулась подделка). Подлинник картины не найден. Подделка была уничтожена по решению суда.
- В начале 2014 года из Киргизского национального музея изобразительного искусства была украдена картина Айвазовского «Морской пейзаж в Крыму» (1866).
- 9 июля 2015 года из Тарусской картинной галереи были похищены три картины, среди которых работа Айвазовского «Море у острова Капри». В августе преступники были задержаны, похищенные картины изъяты.

## Награды и регалии
- орден «Нишан-Али» IV степени (Турция), 1856
- орден Почётного легиона (Франция), 1857
- орден Спасителя (Греция), 1859
- орден Святого Владимира (Россия), 1865
- орден Османие II степени (Турция), 1874
- «Алмазная медаль» (Турция), 1880[67]
- орден Почётного легиона (Франция), 1890 — повторно
- орден Меджидие I степени (Турция), 1890[68]
- орден Белого орла (Россия), 1893
- орден Святого Александра Невского (Россия), 1897
- Почётный крымчанин (Автономная Республика Крым, Украина, посмертно), 16 февраля 2005 — за выдающийся личный вклад в развитие культуры Крыма[69]
- Почётный гражданин Феодосии, 17 июля 1881

После событий 1894—1896 годов Айвазовский выбросил в море все турецкие награды, отослав ленты от них турецкому султану.

## Память

### Космический объект
1 сентября 1993 года в честь Ивана Айвазовского астероиду, открытому 11 сентября 1977 года Н. С. Черных в Крымской астрофизической обсерватории, присвоено наименование (3787) Aivazovskij.

### Памятники
Феодосия

Памятник художнику в Феодосии. Фото 2018 года

- В 1930 году у дома художника был установлен памятник работы скульптора Ильи Гинцбурга, каменный постамент к которому исполнил известный феодосийский мастер Яни Фока. На пьедестале лаконичная надпись: «Феодосия — Айвазовскому». Первоначально открытие памятника предполагалось приурочить к 1917 году — столетию со дня рождения Айвазовского, но революционные события отодвинули этот срок.
- Фонтан Айвазовского[72], выполненный по проекту и на средства самого художника, был конечной точкой водопровода, который предназначался для раздачи воды, поступавшей в город из источников, принадлежавших художнику. Изначально фонтан думали назвать именем Александра III и даже была приготовлена плита с именем государя, но затем, Высочайшим указом было велено дать фонтану имя Айвазовского. Место, где имя императора заменили на Айвазовского, до сих пор отчетливо видно. В дореволюционное время у фонтана была серебряная кружка с надписью «За здоровье Айвазовского и его семьи».
- В 1890 году на улице Итальянской (в настоящее время ул. Горького) в благодарность семье Айвазовского за подаренную горожанам воду из Субашских источников был построен фонтан-памятник. Решение фонтана было оригинально. На постаменте была установлена бронзовая женская фигура, державшая в руках раковину, из которой стекала вода в каменную чашу и, переполняя её через края, спадала в бассейн, возвышающийся над землёй. Со стороны фигуры находилась увенчанная лаврами палитра с надписью «Доброму гению». По рассказам старожилов, в бронзовой фигуре узнавалась Анна Никитична, жена художника. В период Великой Отечественной войны памятник был утрачен. В 2004 году фонтан был воссоздан (скульптор Валерий Замеховский) с новой надписью «Великому Айвазовскому и ученикам его благодарная Феодосия» и с фамилиями по сторонам: Фесслер, Латри, Ганзен, Лагорио.
- Имя присвоено Феодосийской картинной галерее.

Кронштадт
15 сентября 2007 года в Кронштадте был открыт первый в постсоветской России памятник Айвазовскому.
Бюст художника находится на Макаровской набережной у морской крепости, прикрывающей морские подходы к Санкт-Петербургу. Скульптор — Владимир Горевой. В церемонии открытия памятника среди прочих приняли участие представители Ленинградской военно-морской базы и праправнучка художника Ирина Касацкая.
Ереван
- В 1983 году скульптор Хачар (Рафик Гарегинович Хачатрян) создал медный скульптурный портрет «Иван (Ованнес) Айвазовский, великий маринист».
- 1 мая 2003 года в центре Еревана в одном из скверов возле Дома камерной музыки был установлен памятник работы Огана Петросяна[74].

Симферополь
- Памятник братьям Айвазян (собственно Ивану и Габриэлу) установлен по инициативе и на средства армянского национального общества Крыма «Луис». Скульпторы — Л. Токмаджян с сыновьями, архитектор — В. Кравченко. Сквер имени П. Е. Дыбенко, площадь Советская[75].
- Памятник Ивану Айвазовскому (бюст на постаменте) установлен в 2020 году на привокзальной площади аэропорта Симферополя[76].

Ханкенди
- Памятник Ивану Айвазовскому в Ханкенди (автор Салават Щербаков) появился в декабре 2021 года в рамках проекта «Аллея российской славы», реализованного при участии дислоцированного после Второй карабахской войны в Карабахе российского миротворческого контингента[77] без согласия азербайджанской стороны[78]. 29 июля 2025 года стало известно о демонтаже памятника[79][80][81][82].

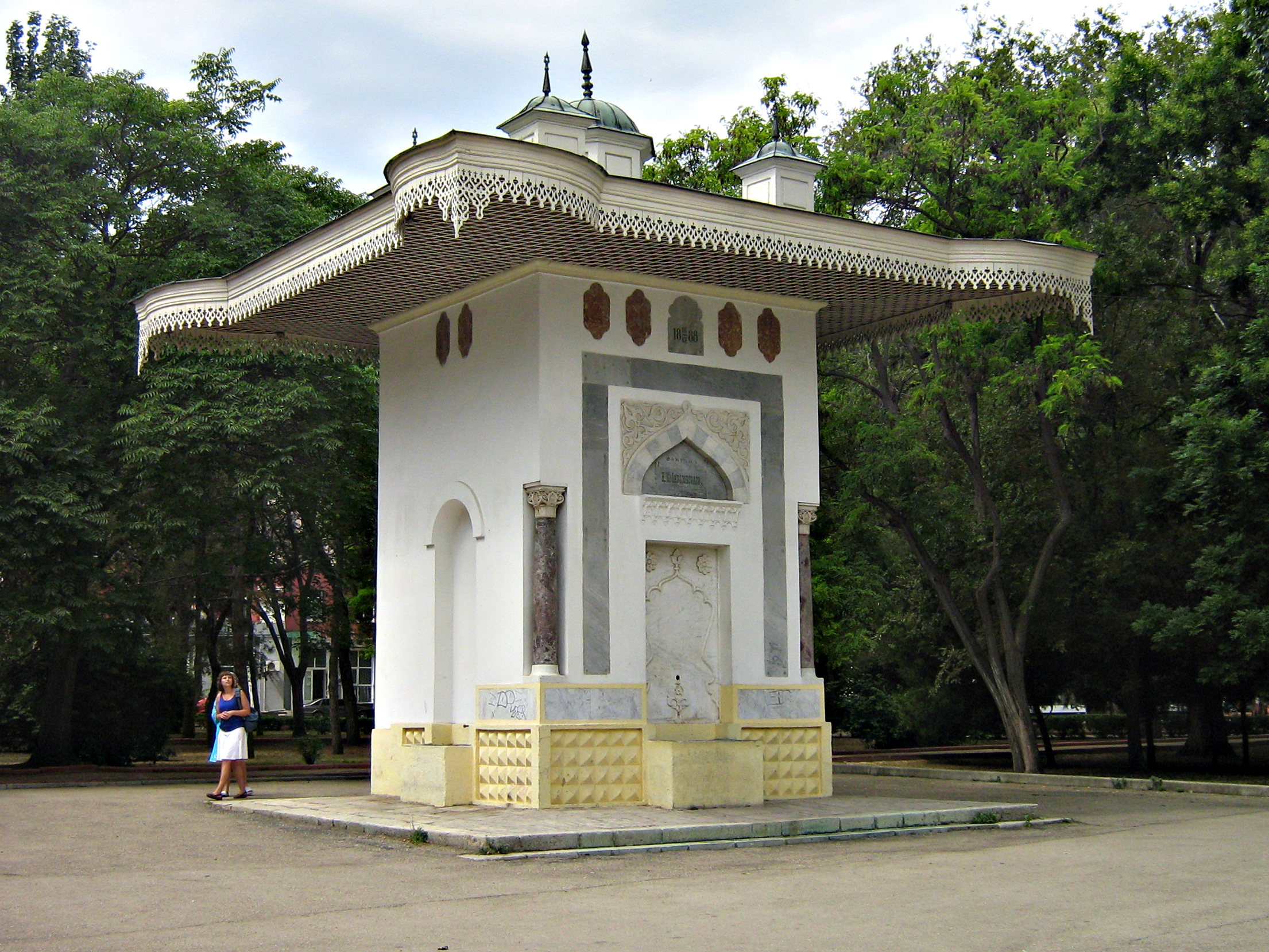
Фонтан Айвазовского. Феодосия
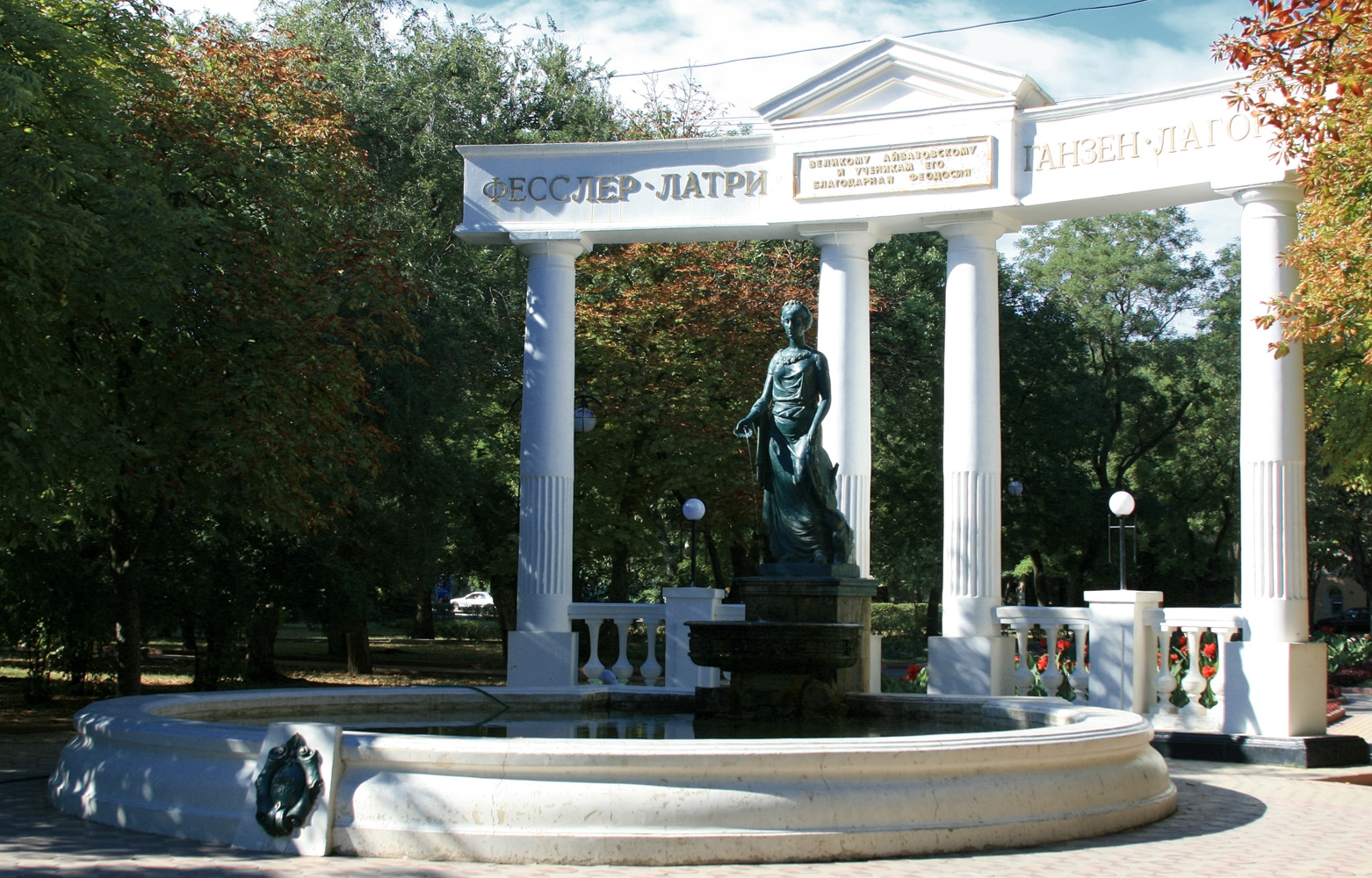
Фонтан «Доброму гению». Феодосия
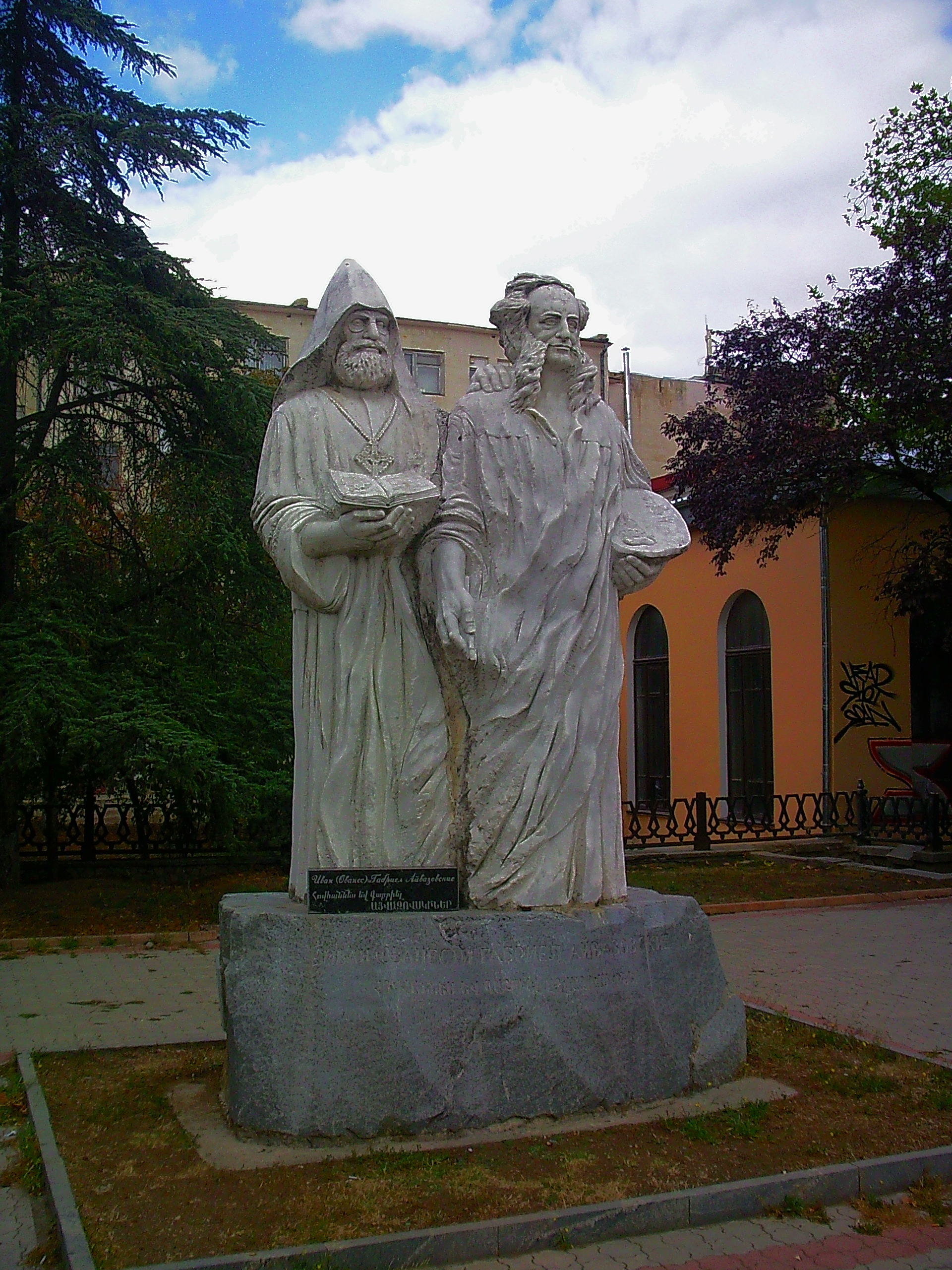
Памятник братьям Айвазян. Симферополь
Памятник в Кронштадте
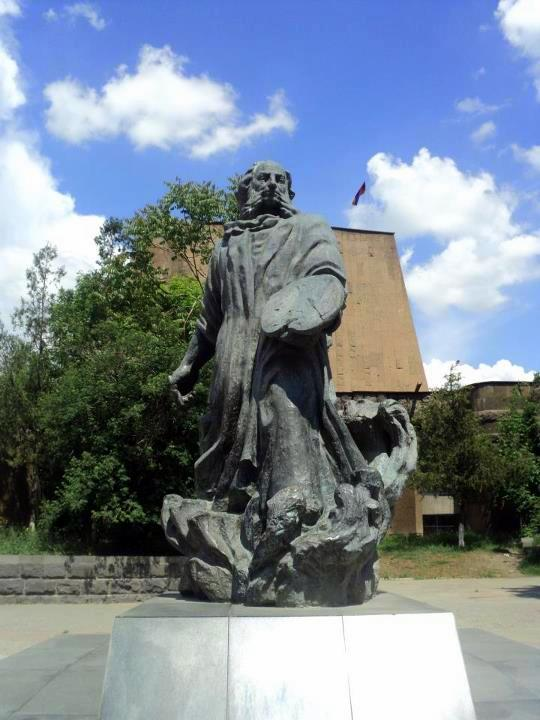
Памятник в Ереване

### Топонимика
- Именем Ивана Айвазовского назван единственный проспект в городе Феодосии[83], где художник построил свой дом-галерею, а также улица[84] в районе горы Митридат, где находился дом, в котором родился художник.
- Ж/д станция Феодосии также названа в честь художника, который активно выступал за строительство железной дороги.
- Селение Шейх-Мамай, где Айвазовский владел имением, было впоследствии переименовано в Айвазовское.
- Во многих городах России и стран ближнего зарубежья имеются улицы Айвазовского (например, в Москве, Краснодаре, Севастополе, Ставрополе, Харькове и Ереване).
- 4 декабря 2018 года в результате всенародного голосования имя Ивана Айвазовского присвоено международному аэропорту в Симферополе.
- В честь И. К. Айвазовского назван остров (остров Айвазовского, Тихий океан, Курильские острова, название острову присвоено в 1946 году)[85].

### В филателии

Почтовые марки СССР
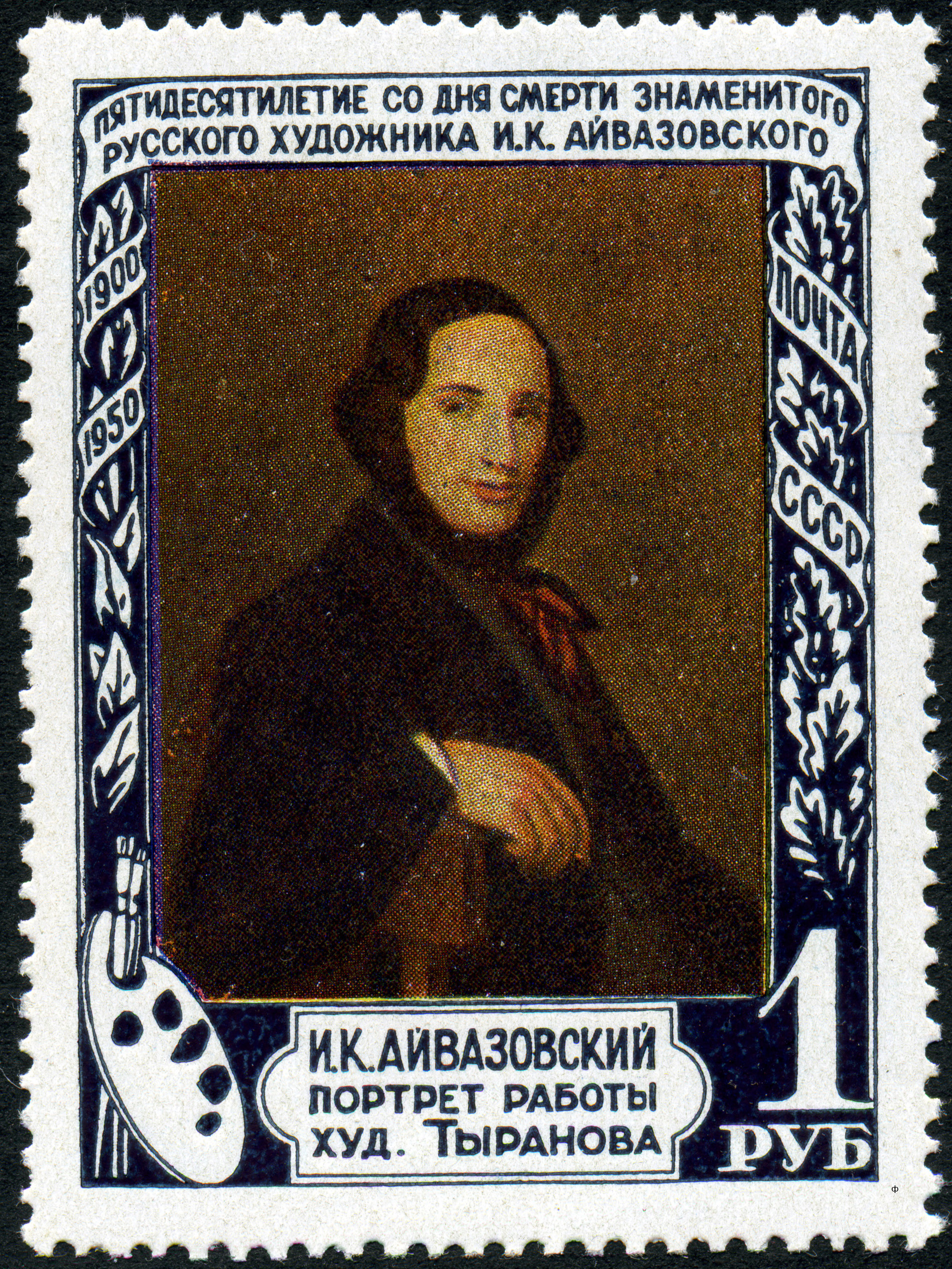
1950 год: портрет Айвазовского работы Тыранова
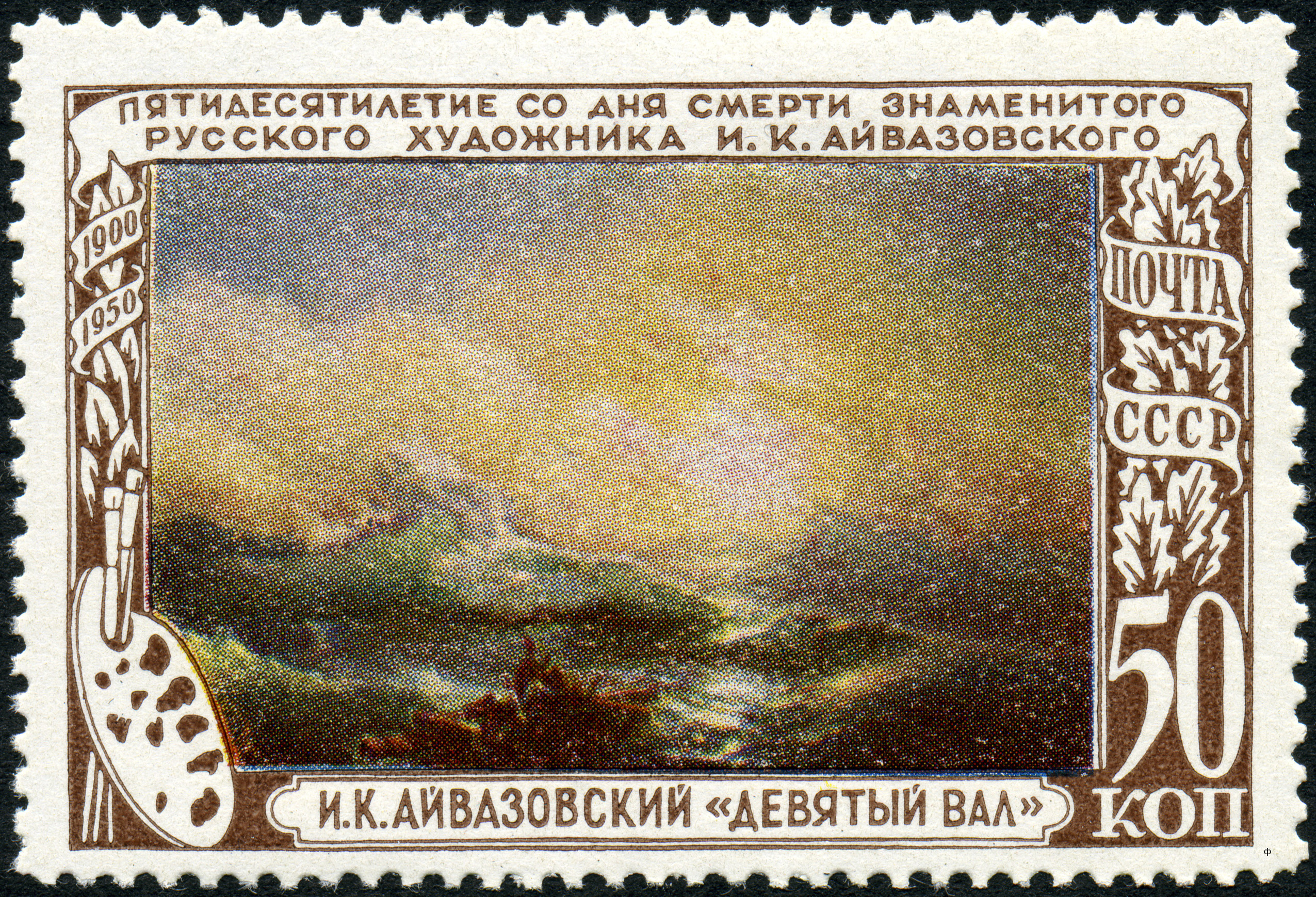
1950 год: картина «Девятый вал»
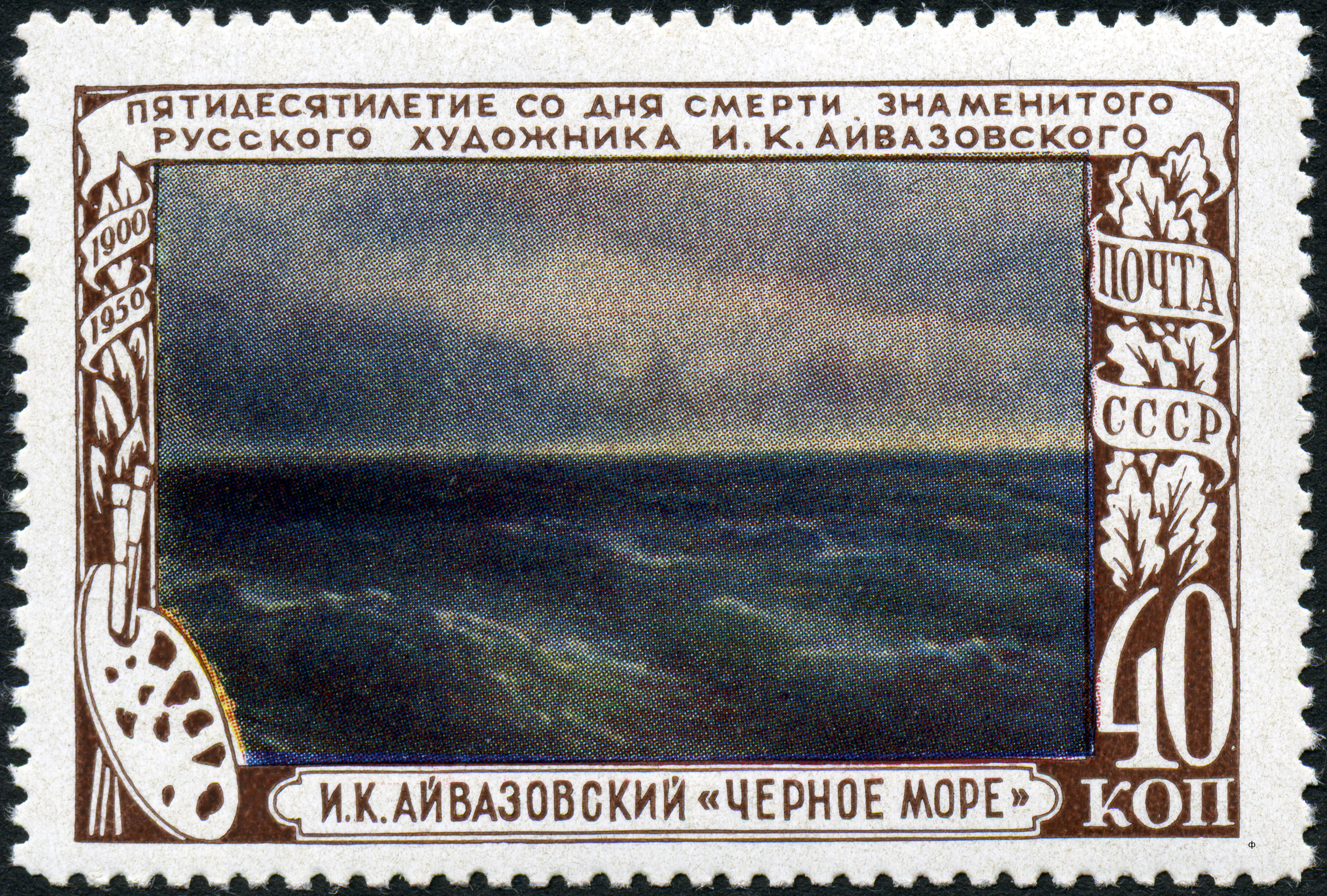
1950 год: картина «Чёрное море»
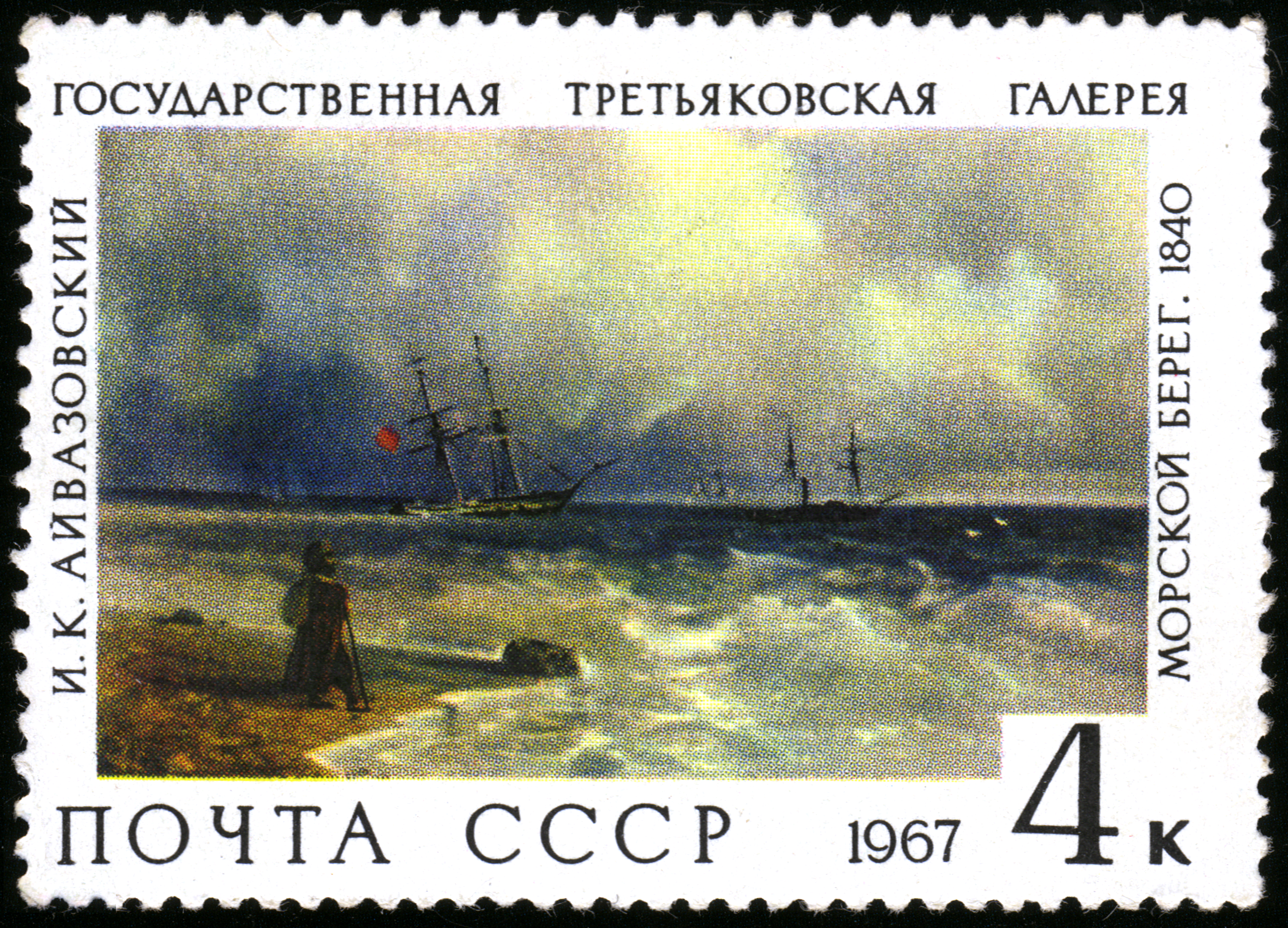
1967 год: картина «Морской берег»
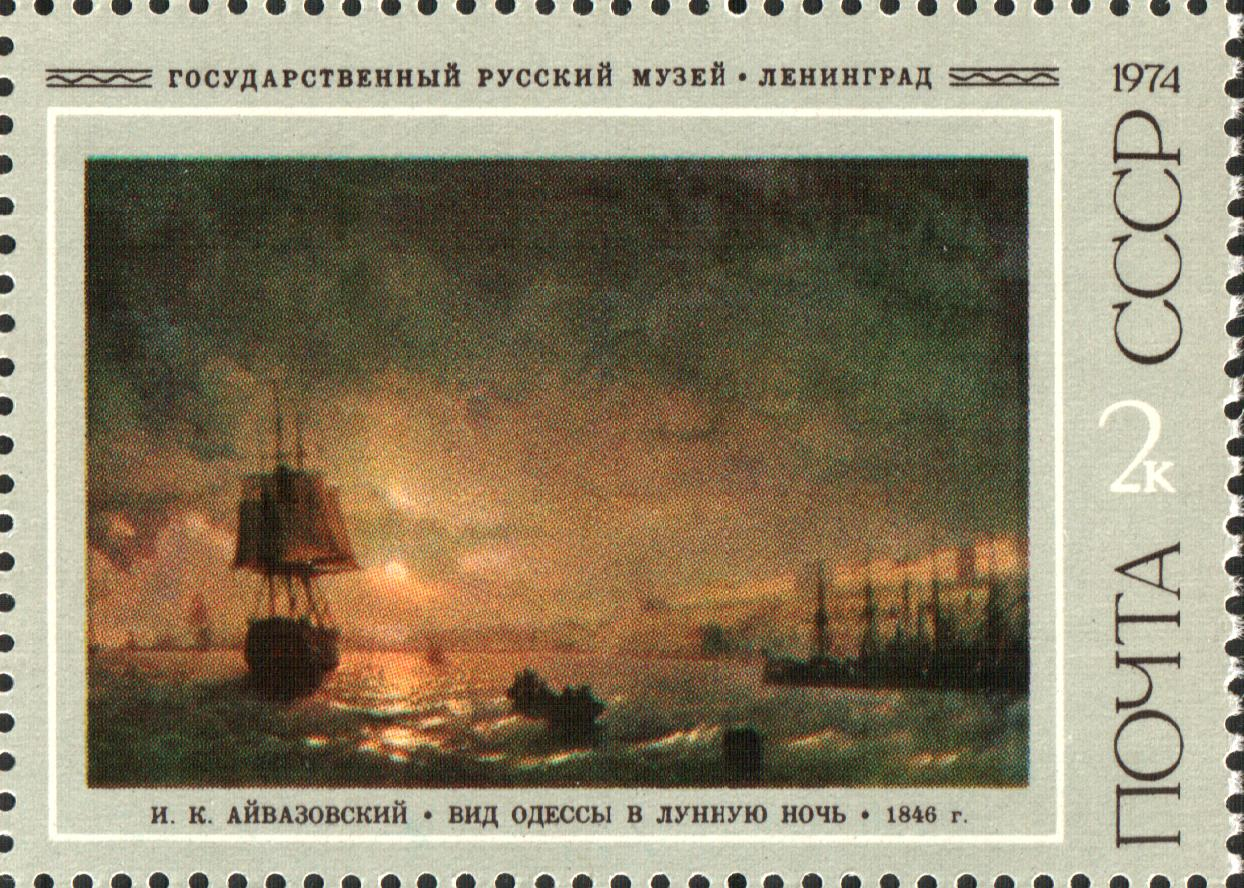
1974 год: картина «Вид Одессы в лунную ночь»
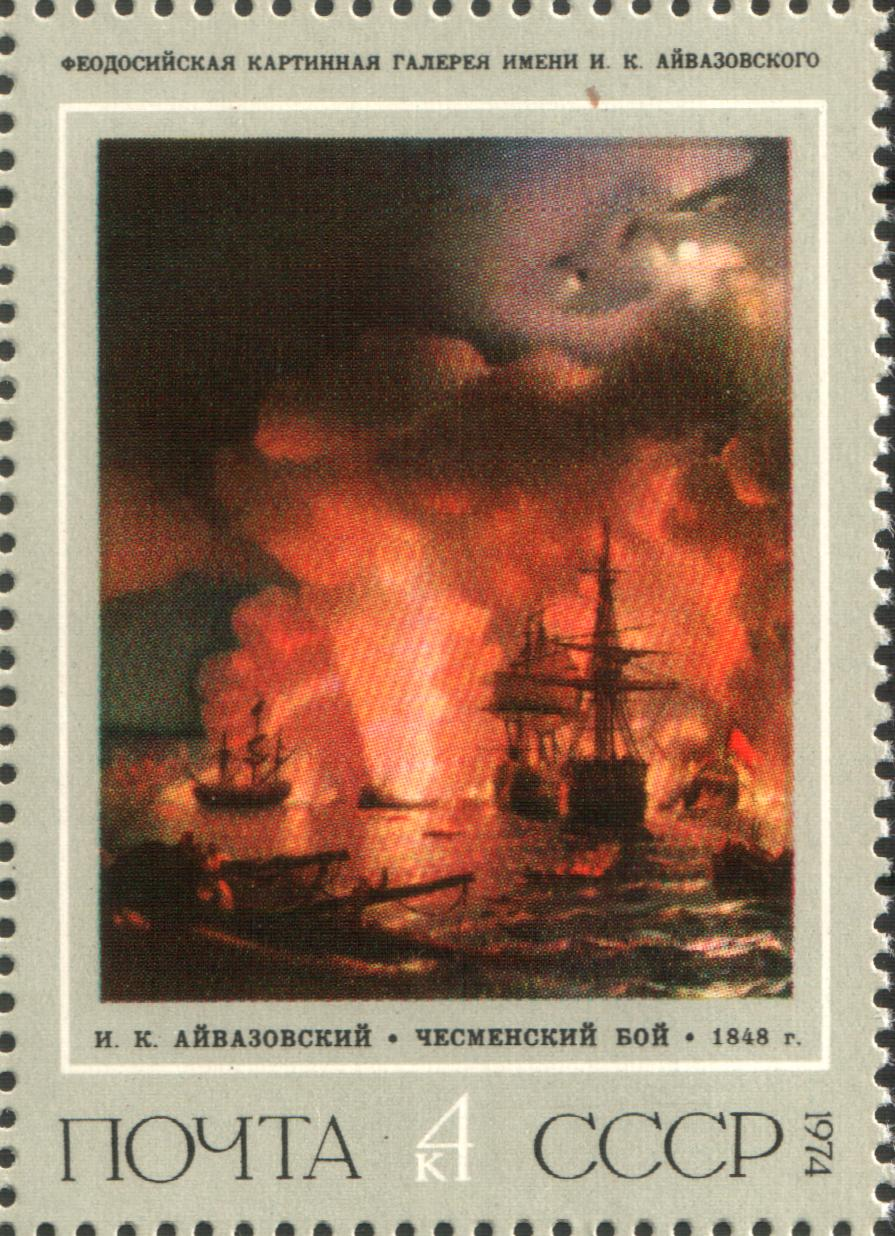
1974 год: картина «Чесменский бой»
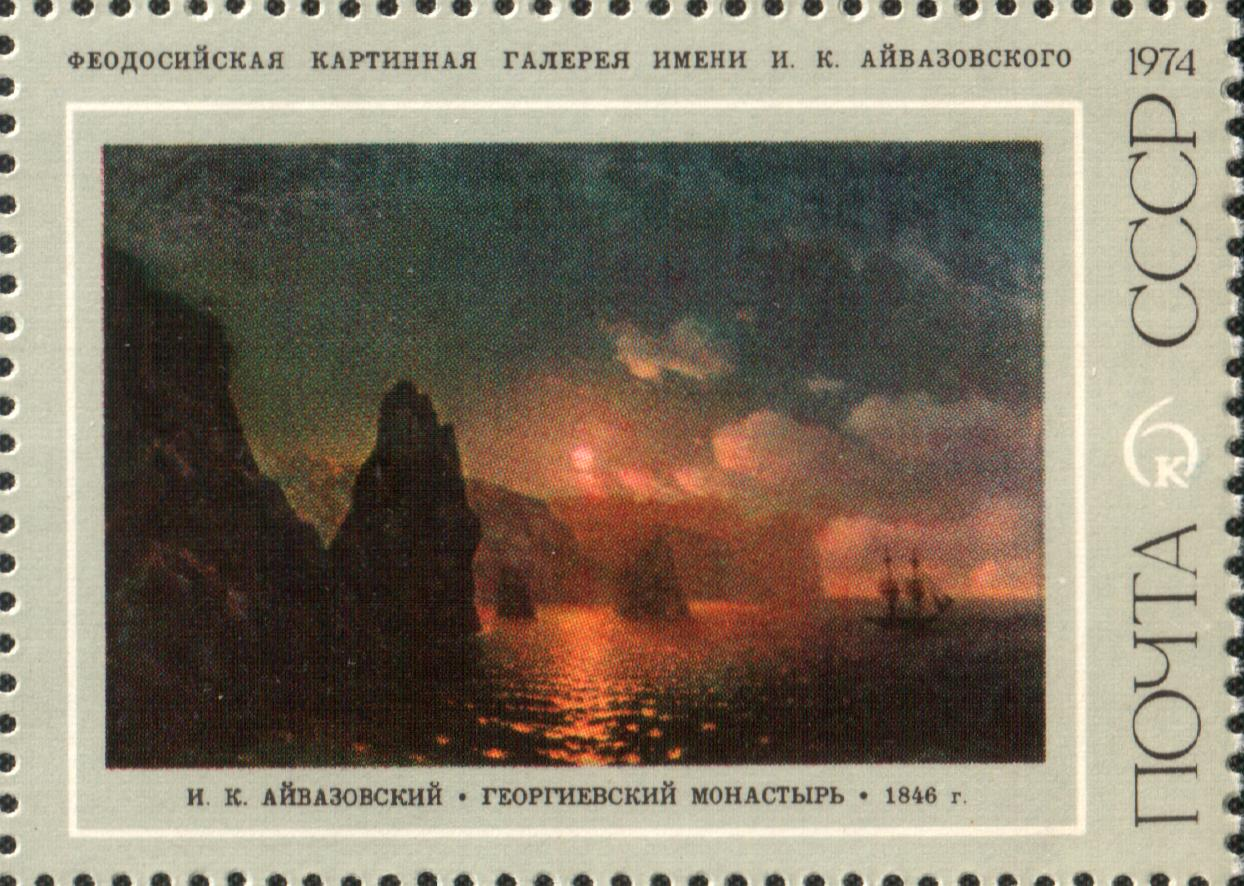
1974 год: «Геогриевский монастырь»
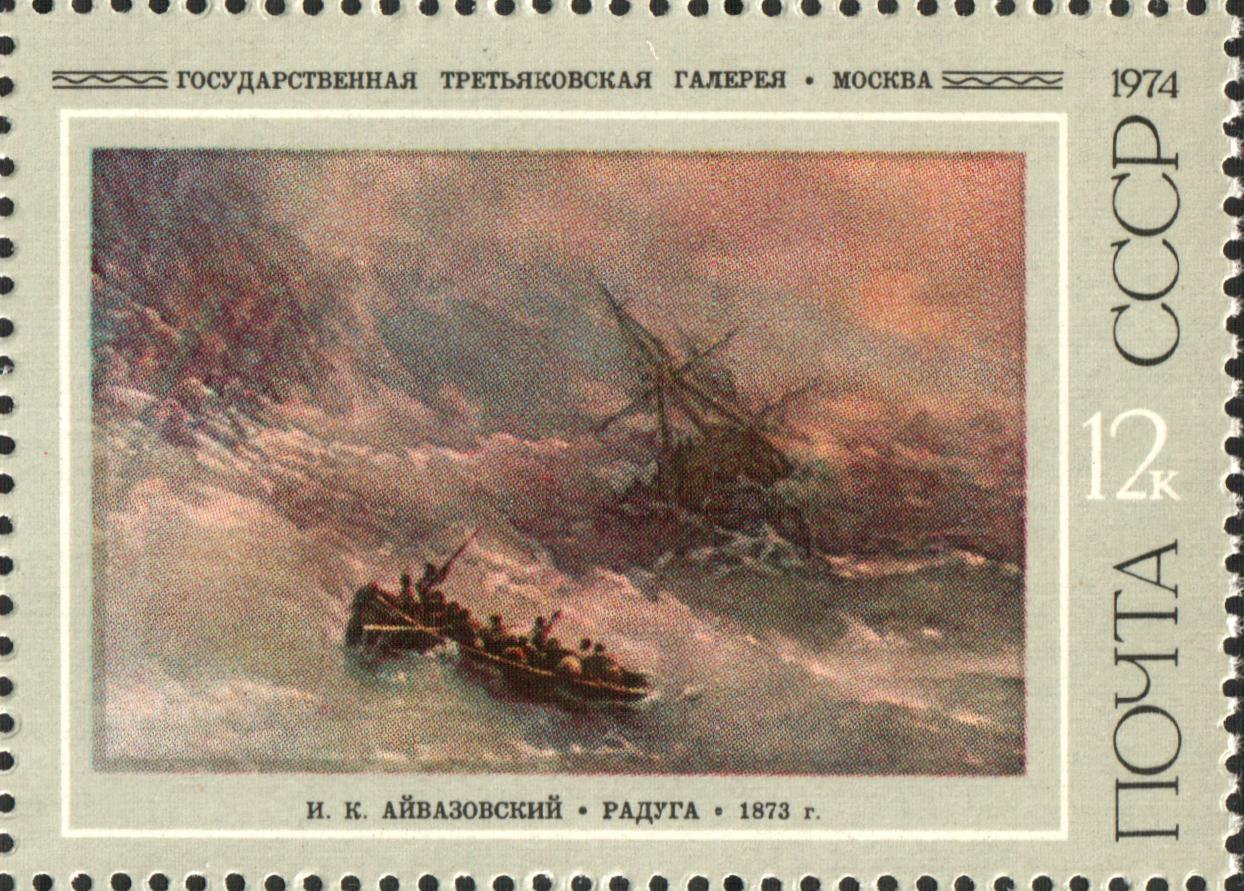
1974 год: «Радуга»
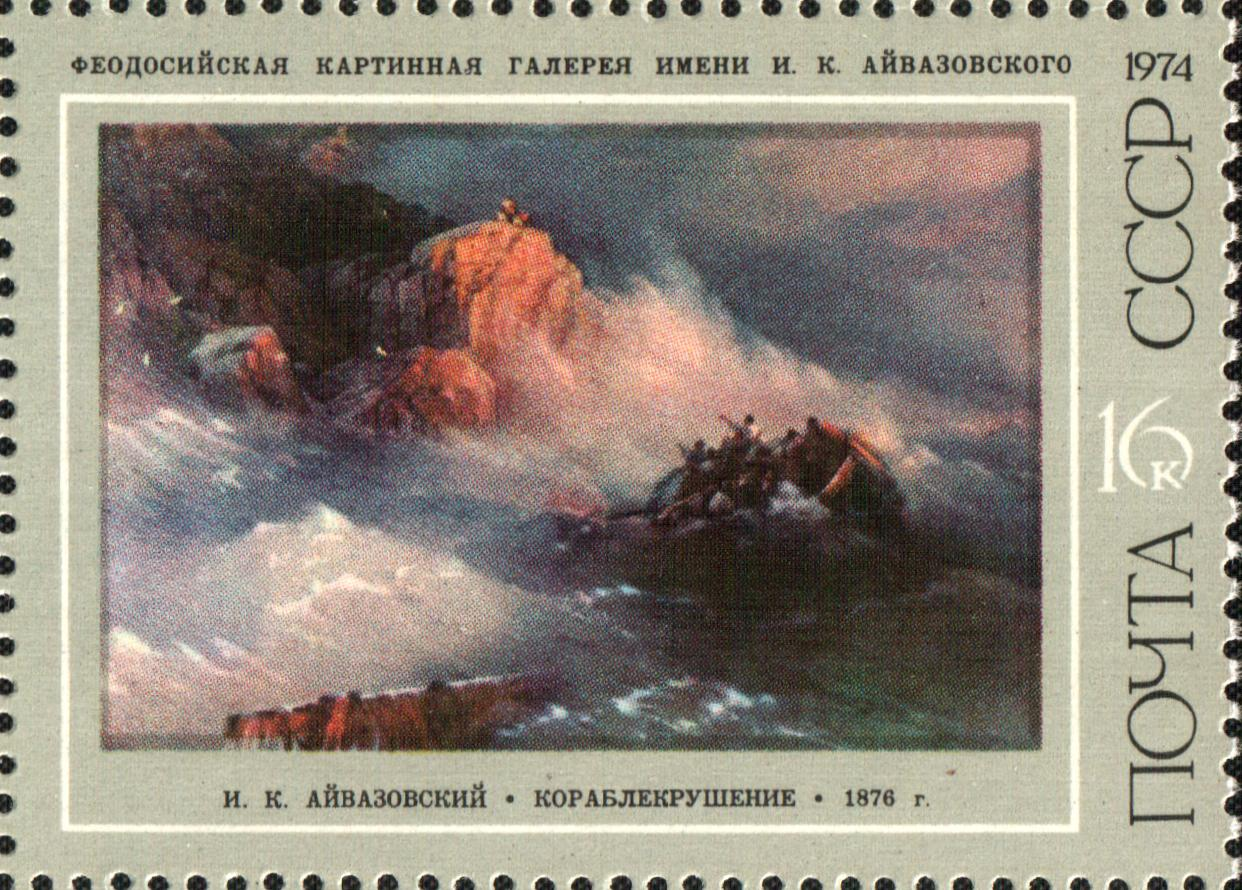
1974 год: «Кораблекрушение»
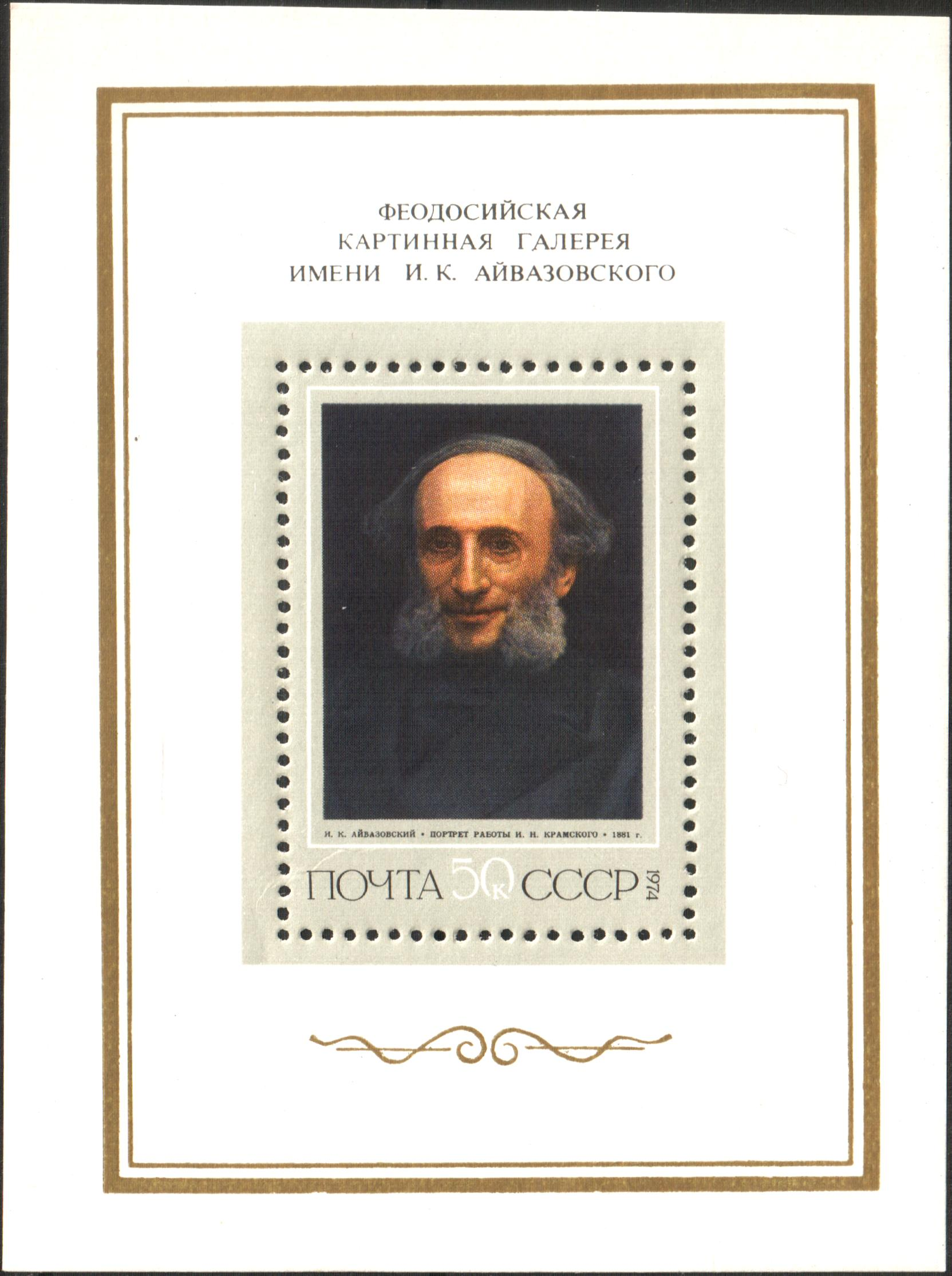
1974 год: И. К. Айвазовский. Портрет работы И. Н. Крамского

Почтовые марки России
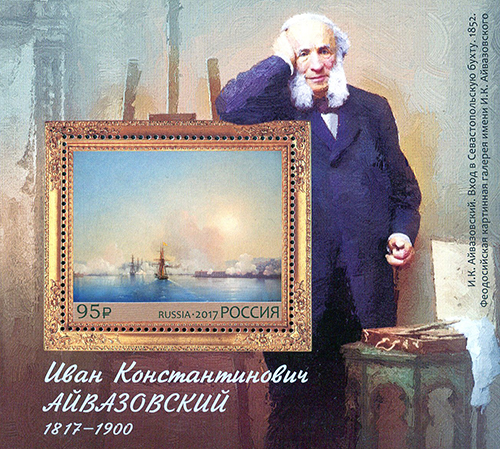
2017 год: Почтовый блок — 200 лет со дня рождения И. К. Айвазовского (1817—1900), живописца

### Фильмография
- «Айвазовский и Армения». Арменфильм, 1983 год.
- «Айвазовский. Гражданин Феодосии» (фильм 1) и «Айвазовский. Дар судьбы» (фильм 2). Лентелефильм, 1994 год.
- «Иван Айвазовский». Русский музей и студия «Квадрат фильм», 2000 год.
- Сюжет о художнике в проекте «Российская империя» (10-я серия, часть 2. Николай I), 2001 год.
- Всемирный потоп (Серия из программы «Библейский сюжет», посвящённая Айвазовскому).
- «Эффект Айвазовского». Фильм телеканала «Россия-Культура», 2016 год.
- «Больше, чем любовь. Иван Айвазовский и Анна Саркисова-Бурназян». Фильм телеканала «Россия-Культура», 2017 год.

### Нумизматика
- 5 июля 2017 года Банк России выпустил в обращение памятные серебряные монеты номиналом 2 рубля «Художник И. К. Айвазовский, к 200-летию со дня рождения (29.07.1817)» серии «Выдающиеся личности России». На монете расположено рельефное изображение И. К. Айвазовского на фоне фрагмента картины «Девятый вал»[86].
- В 2018 году Центральный банк Армении выпустил в обращение банкноту номиналом 20 000 драмов, на лицевой стороне которой помещён портрет художника, а на оборотной — изображения музея и памятника Айвазовскому в Феодосии, Крымский полуостров.

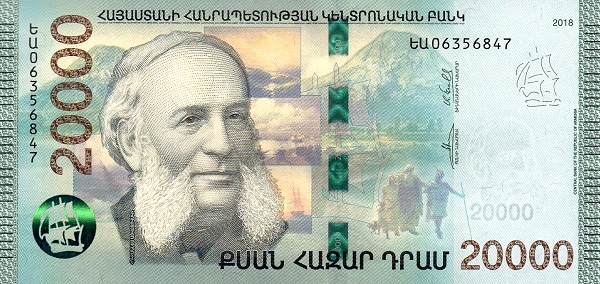
Лицевая сторона армянского драма
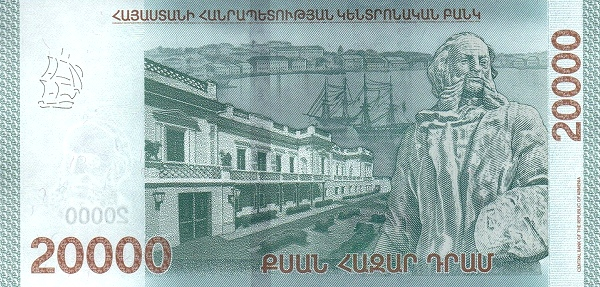
Оборотная сторона армянского драма
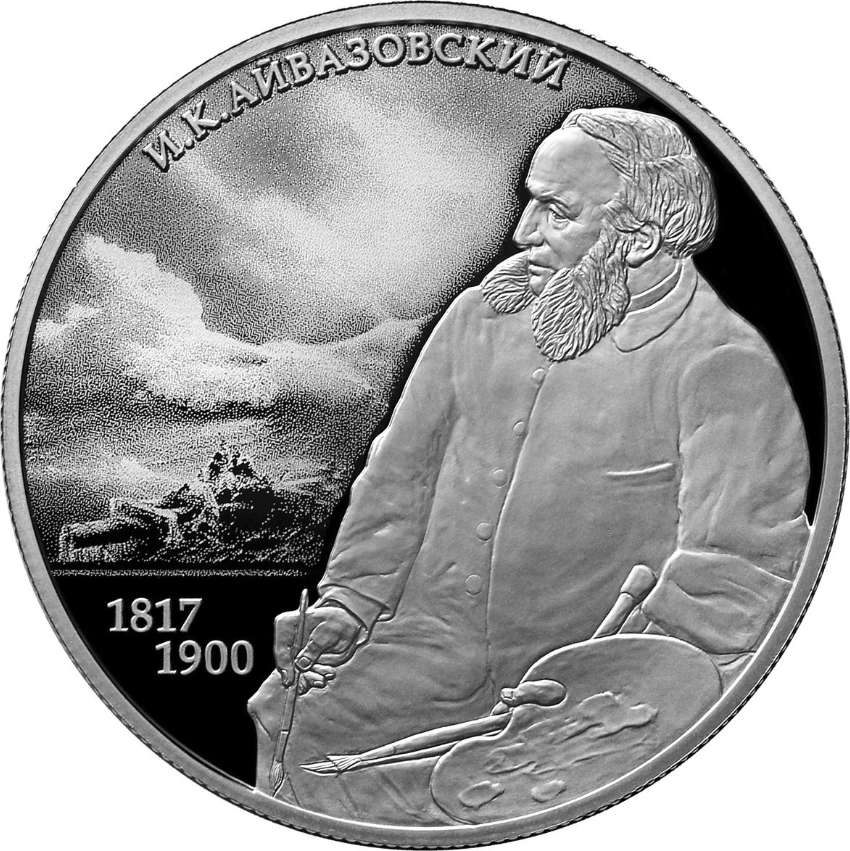
Монета Банка России, художник И. К. Айвазовский, к 200-летию со дня рождения. 2 рубля, серебро, реверс, пруф

### Аэропорт
31 мая 2019 года аэропорту Симферополя было присвоено имя И. К. Айвазовского.